# Biserica de lemn din Călinești Căeni

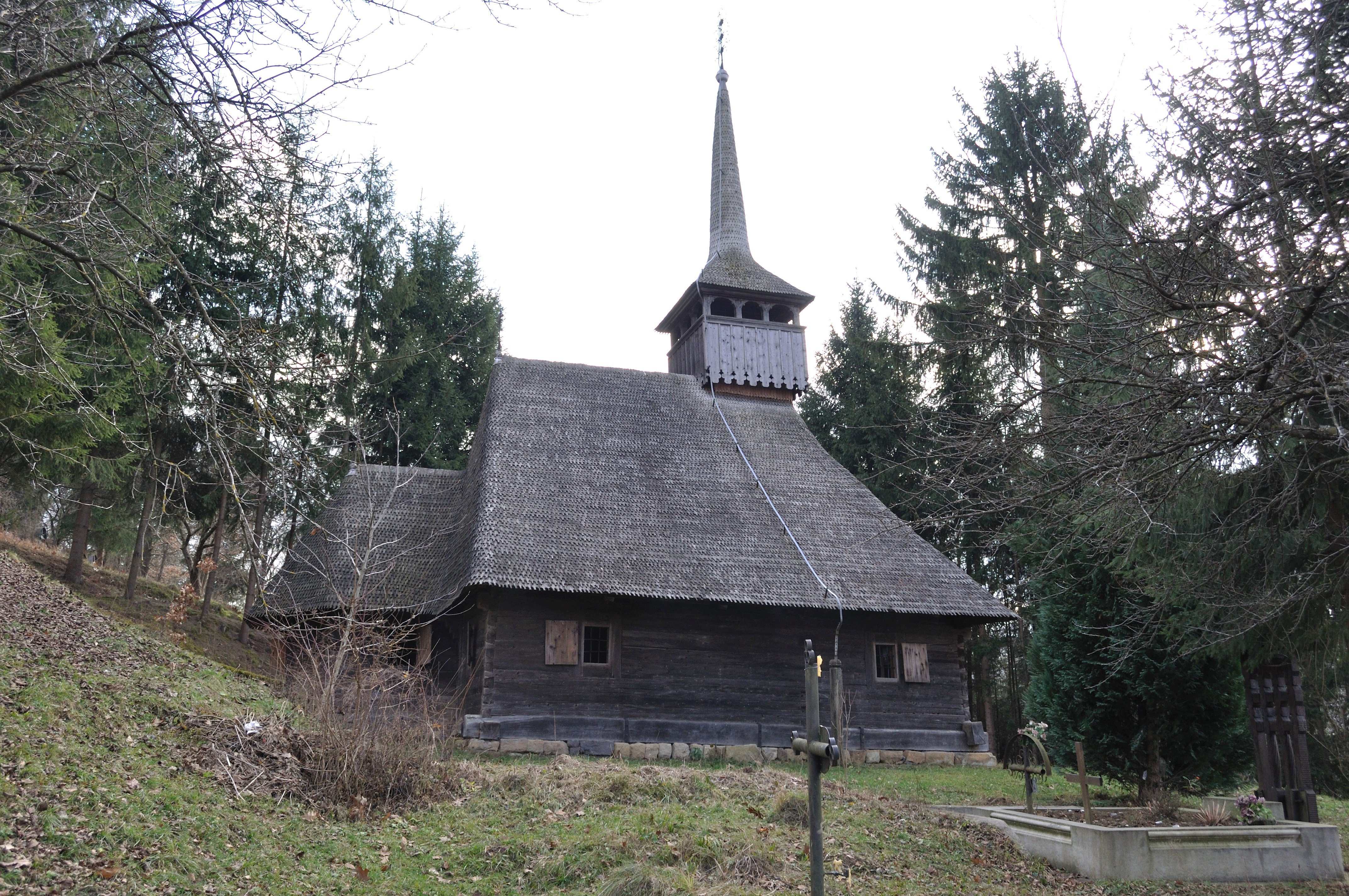
Biserica de lemn „Nașterea Maicii Domnului” din Călinești, județul Maramureș, foto: noiembrie, 2010.

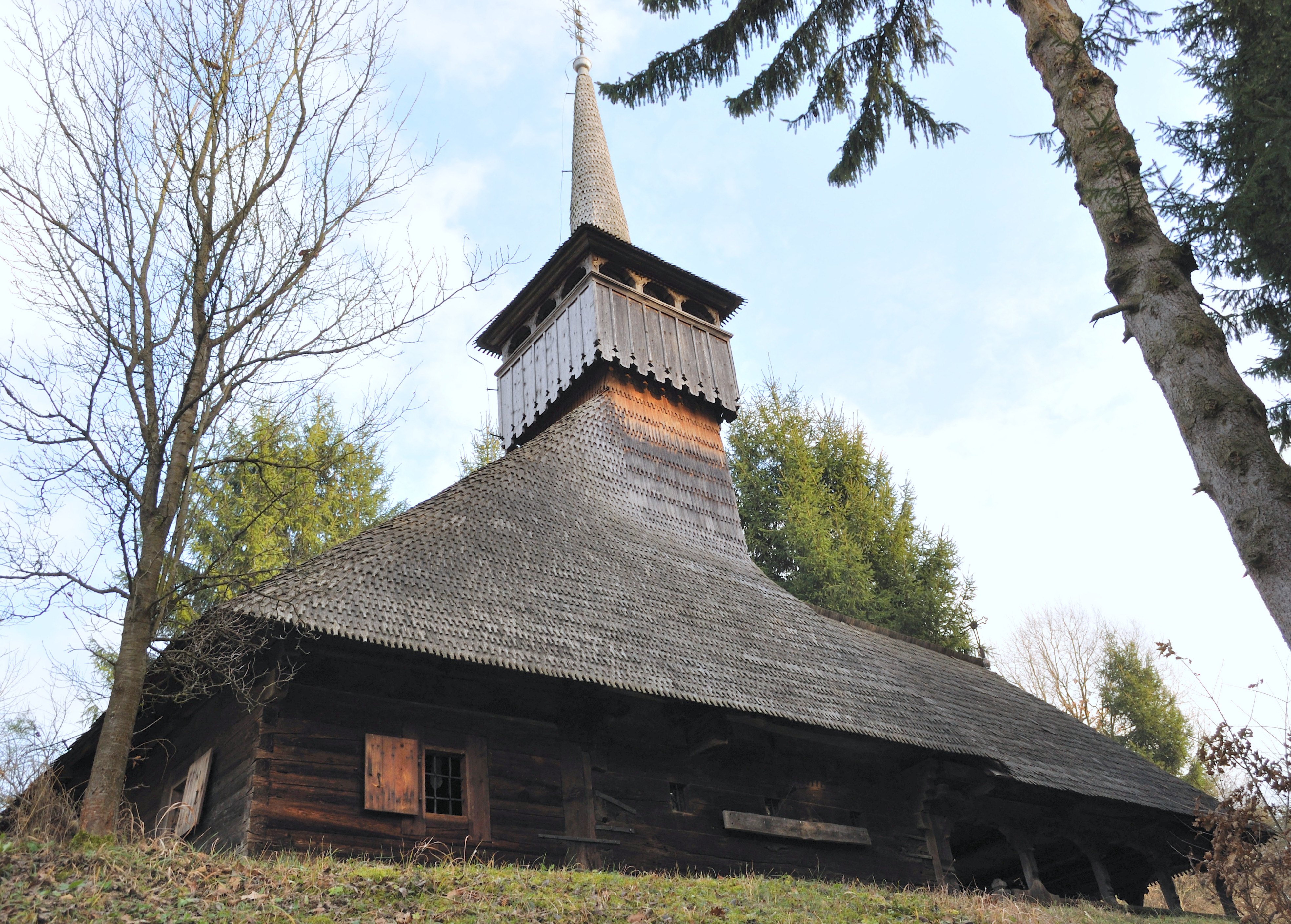
Biserica (vest)

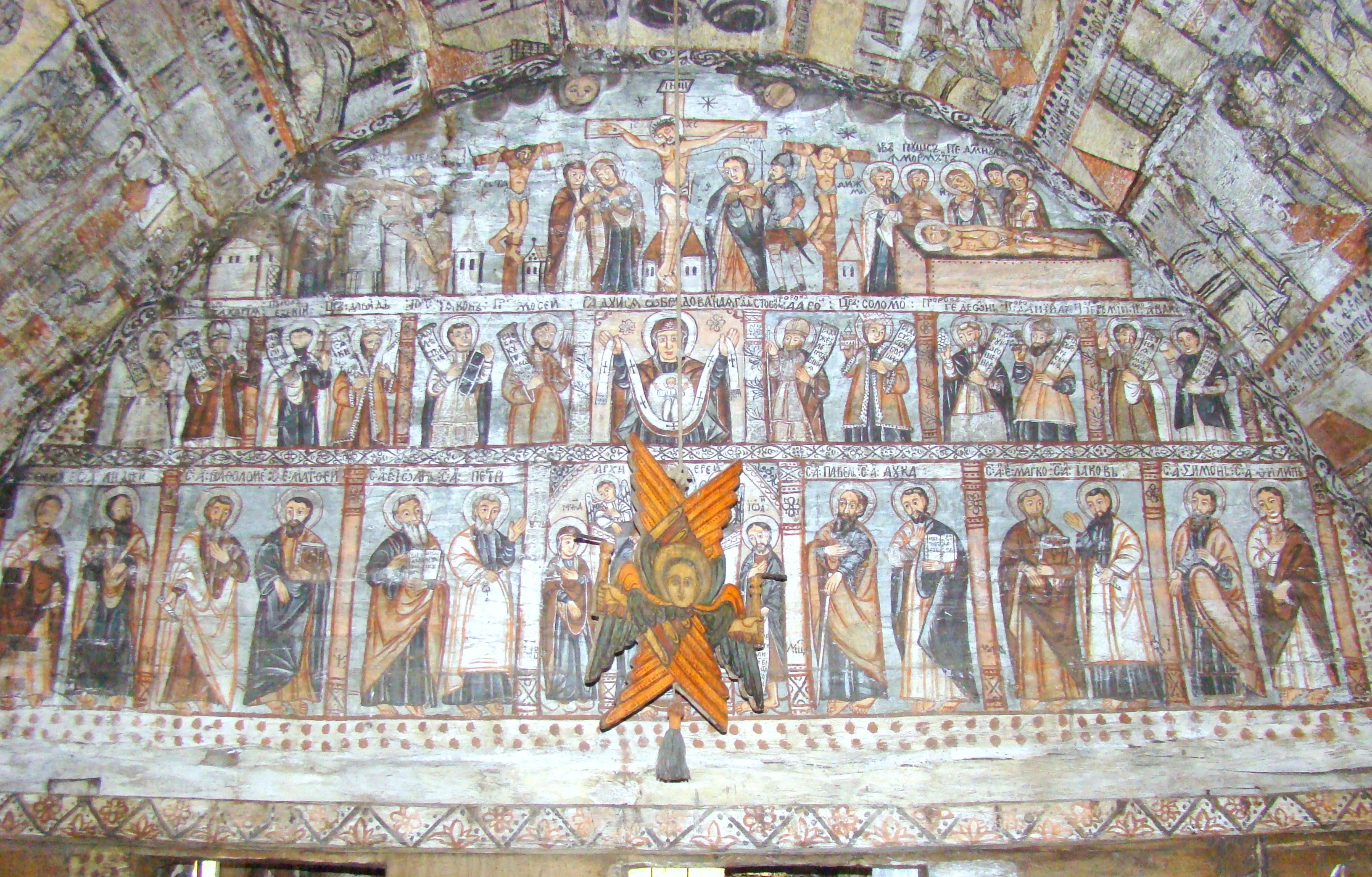
Catapeteasma

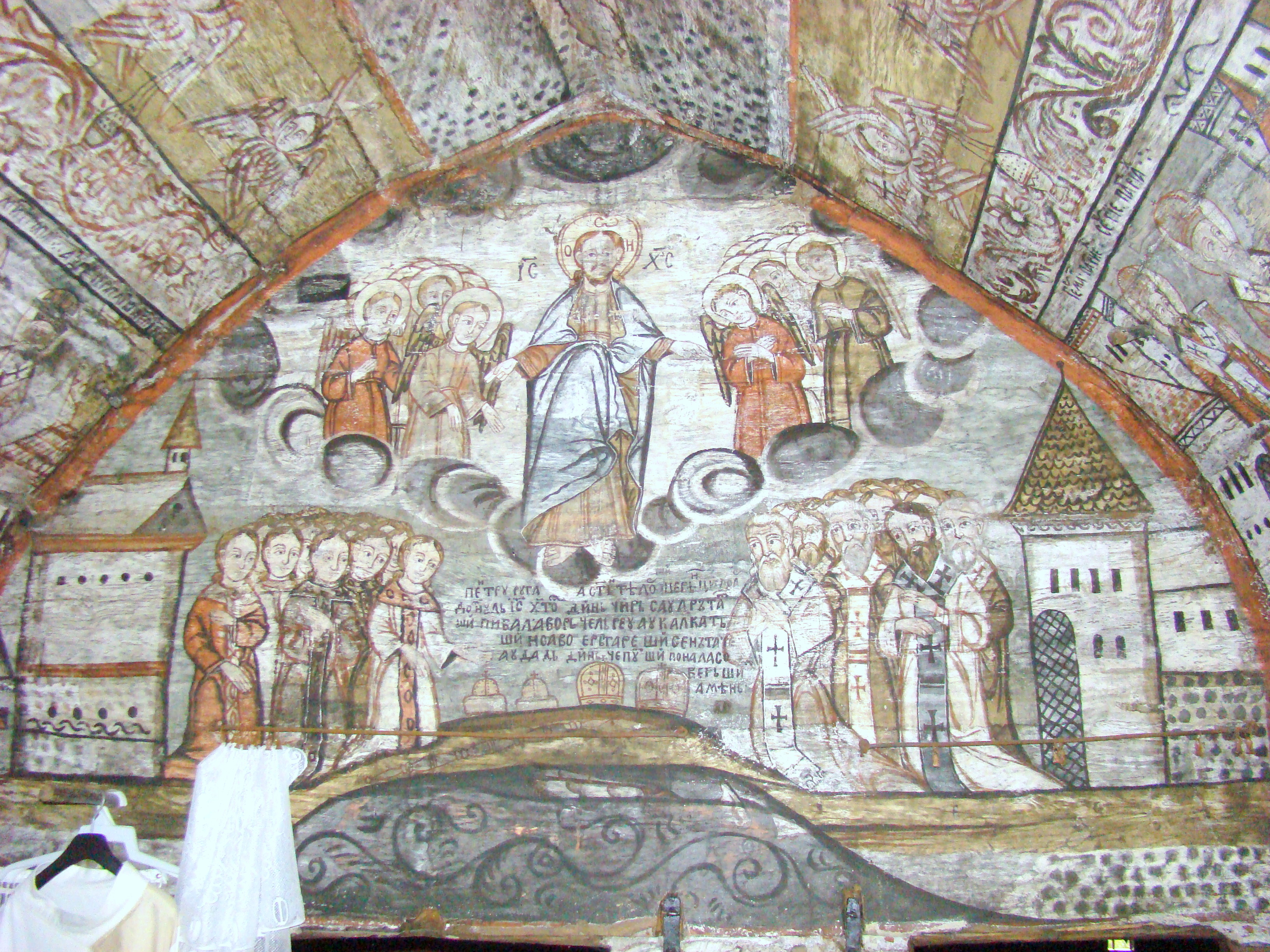
Dosul catapeteasmei văzut din absida altarului

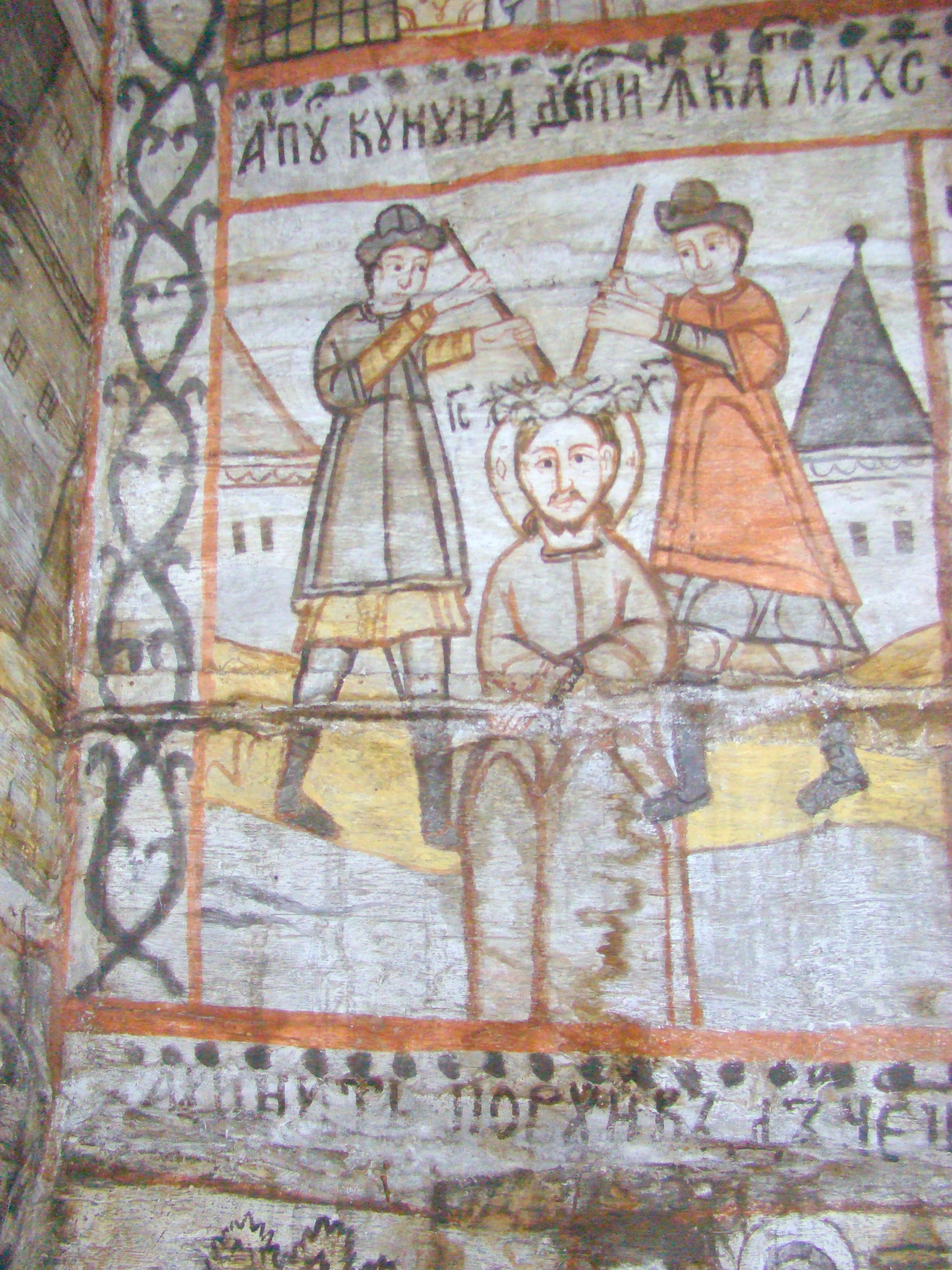
Încoronarea cu spini

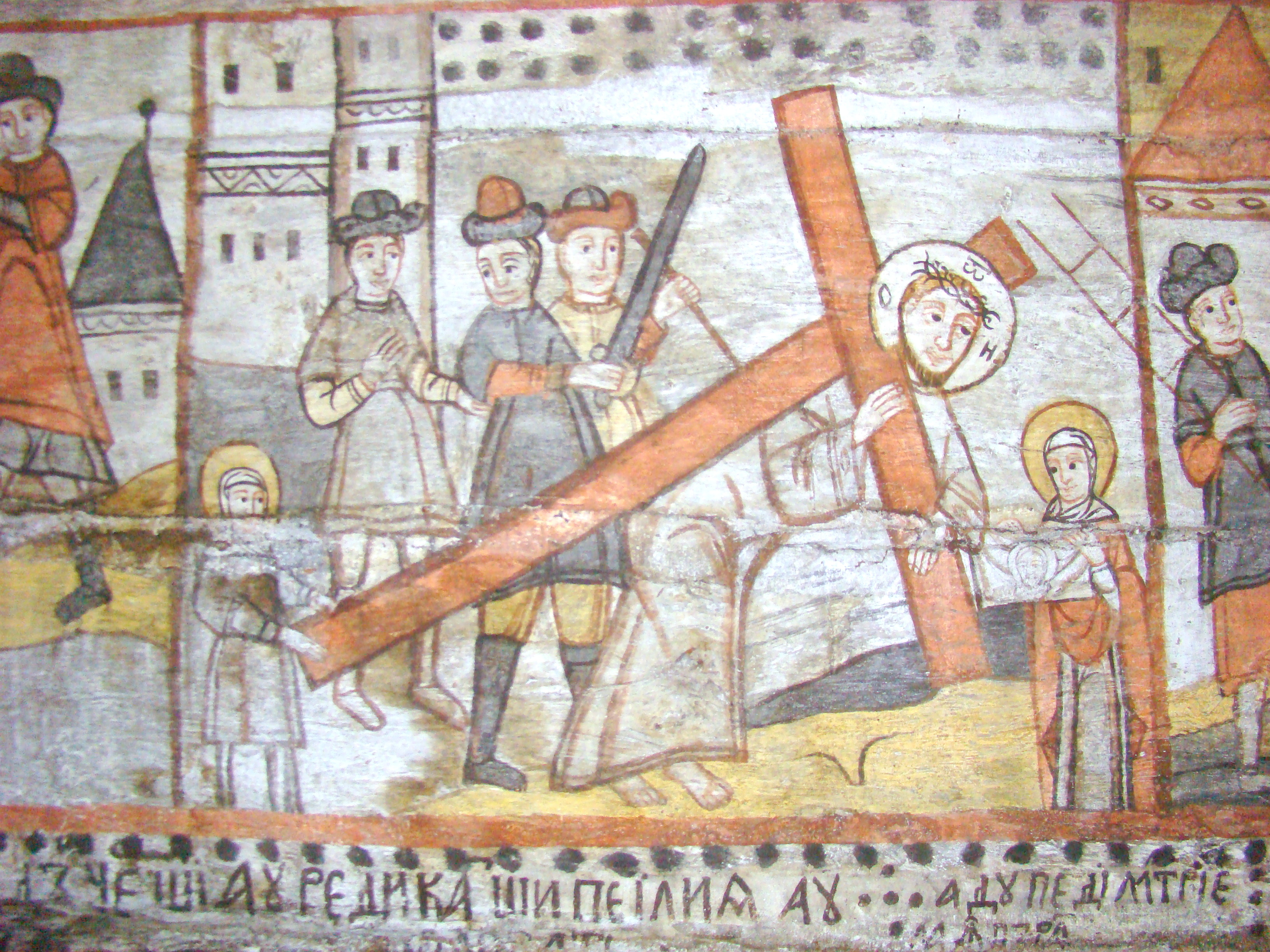
Drumul crucii

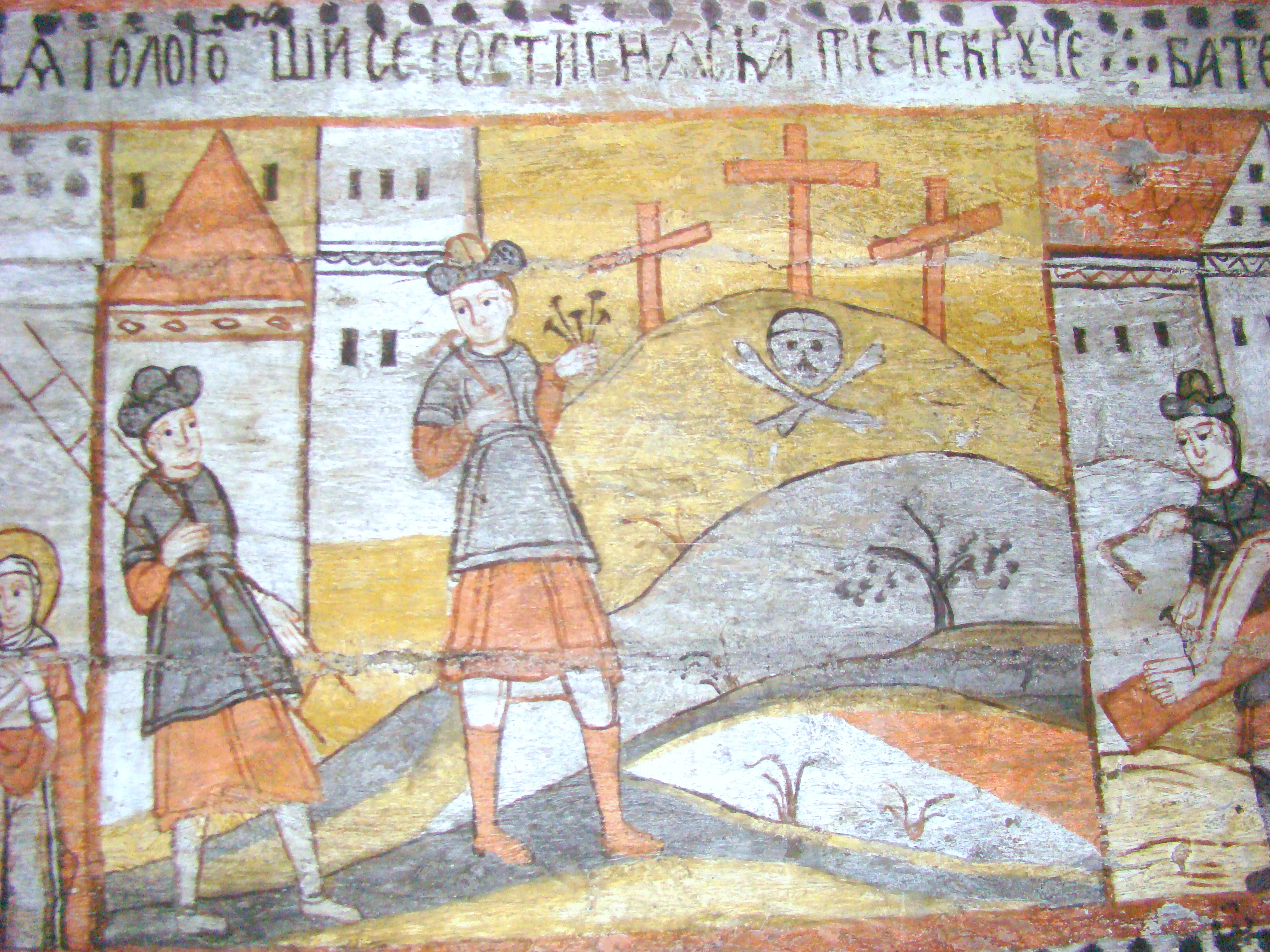
Golgota cu cele trei cruci și instrumentele Patimilor

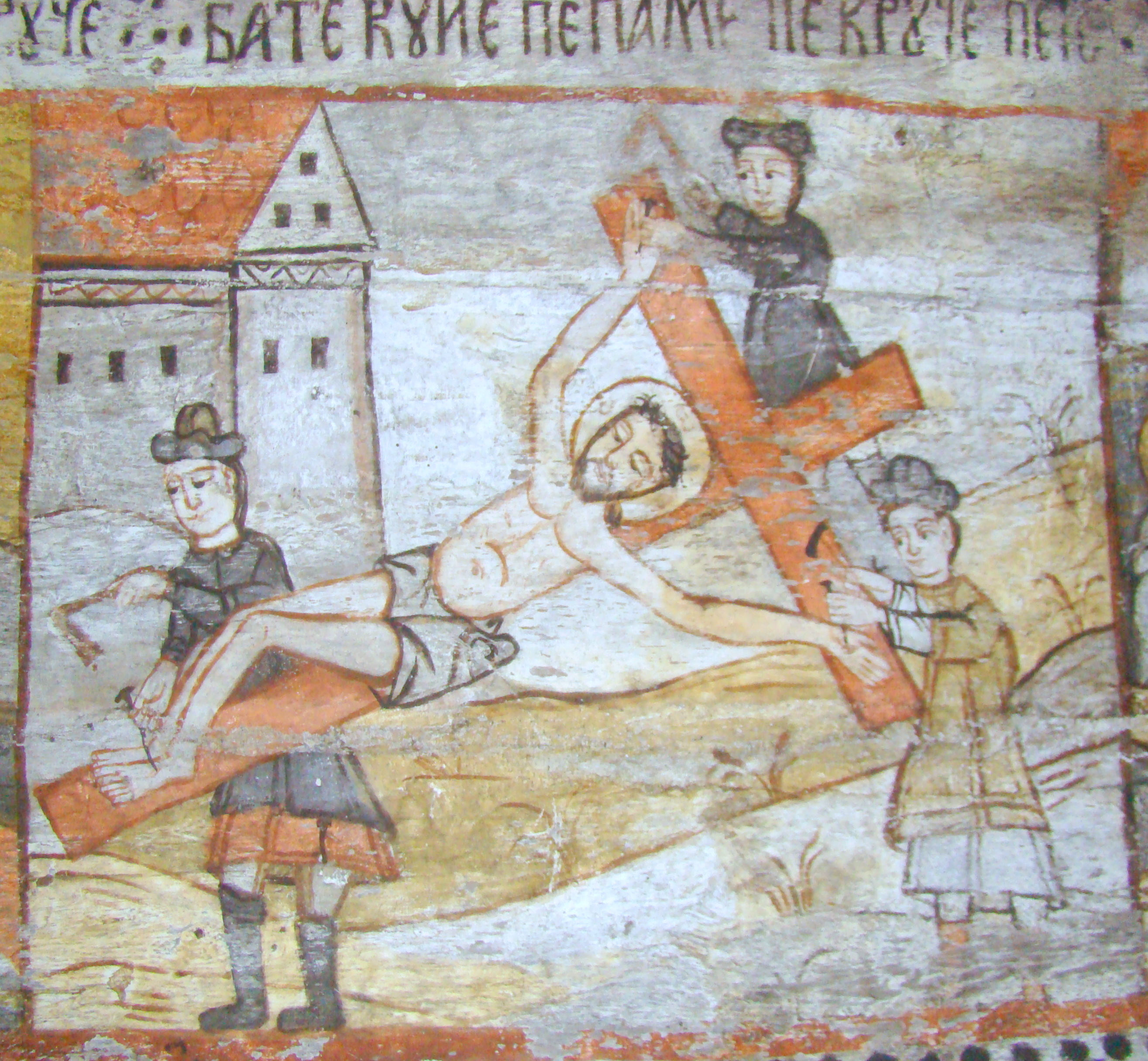
Punerea pe cruce

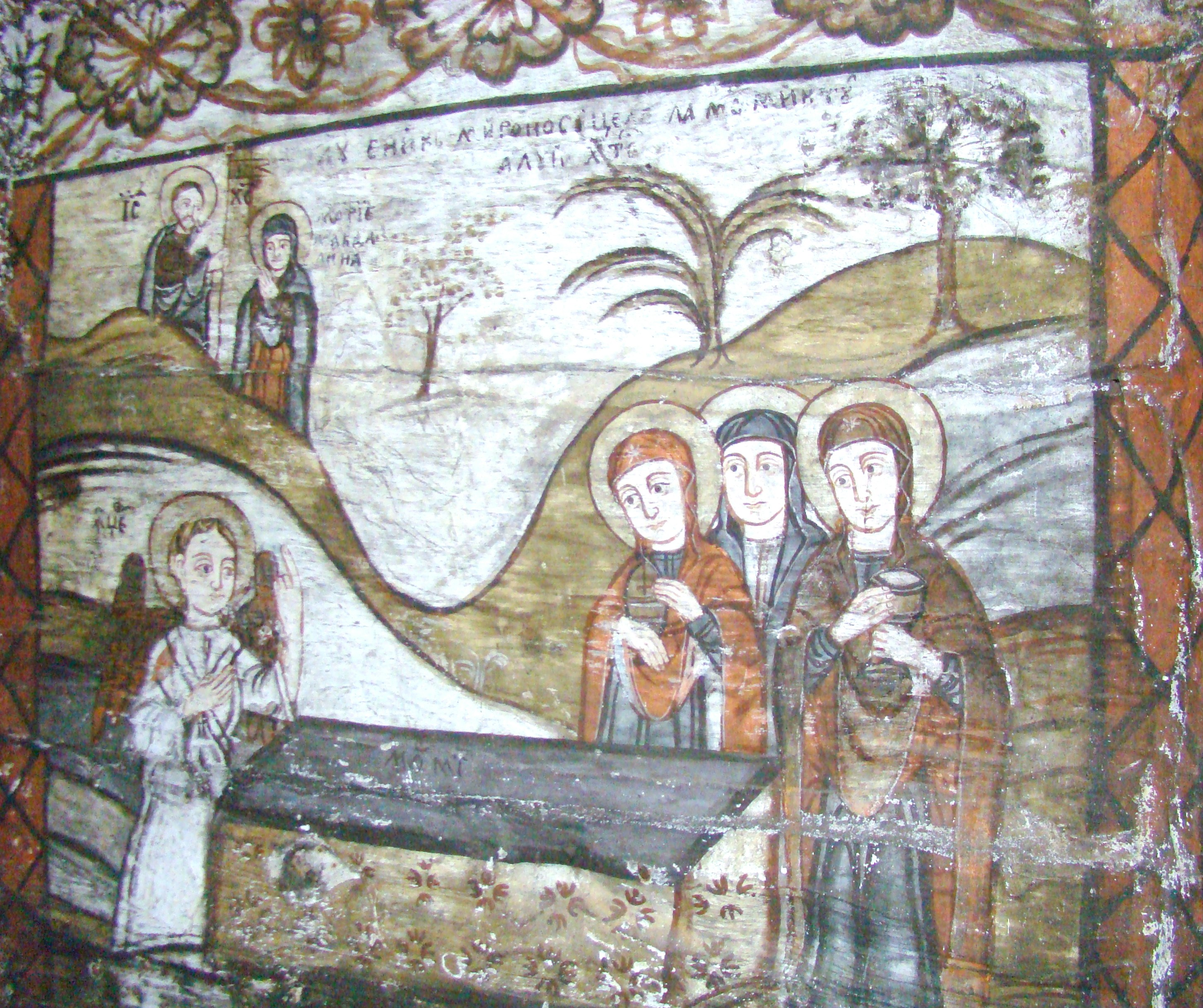
Mironosițele la mormânt

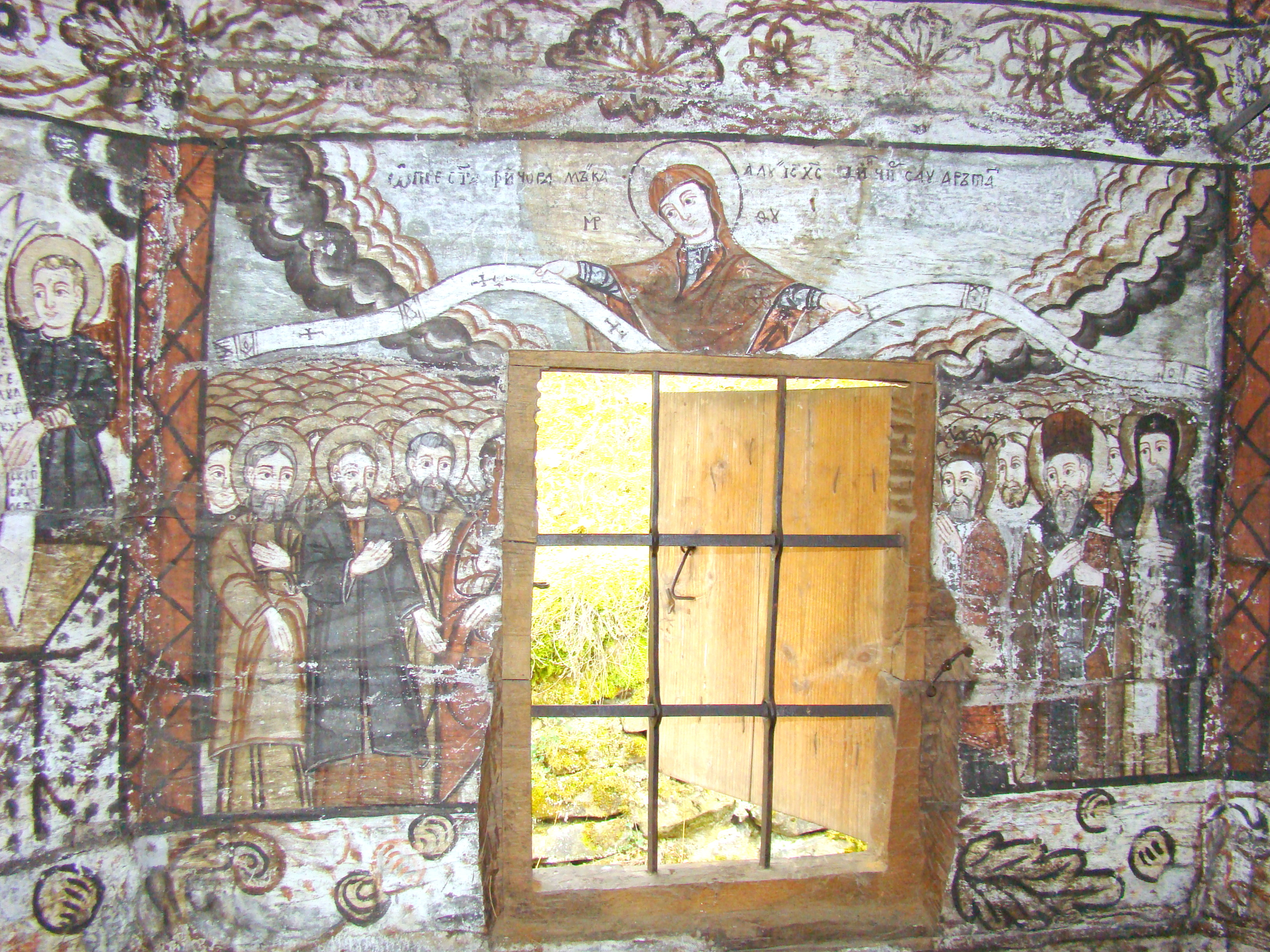
Maica Domnului Protectoare

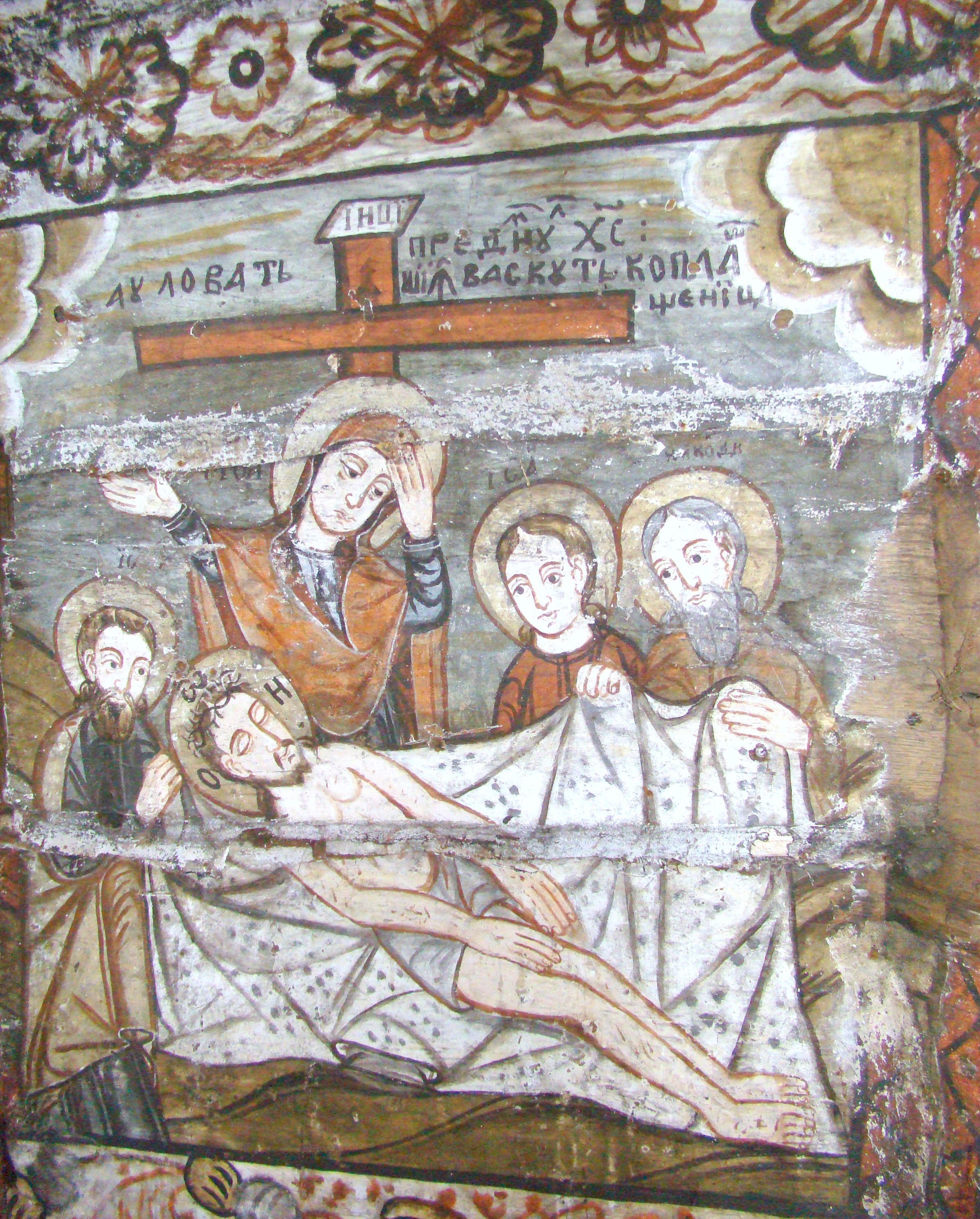
Plângerea lui Iisus

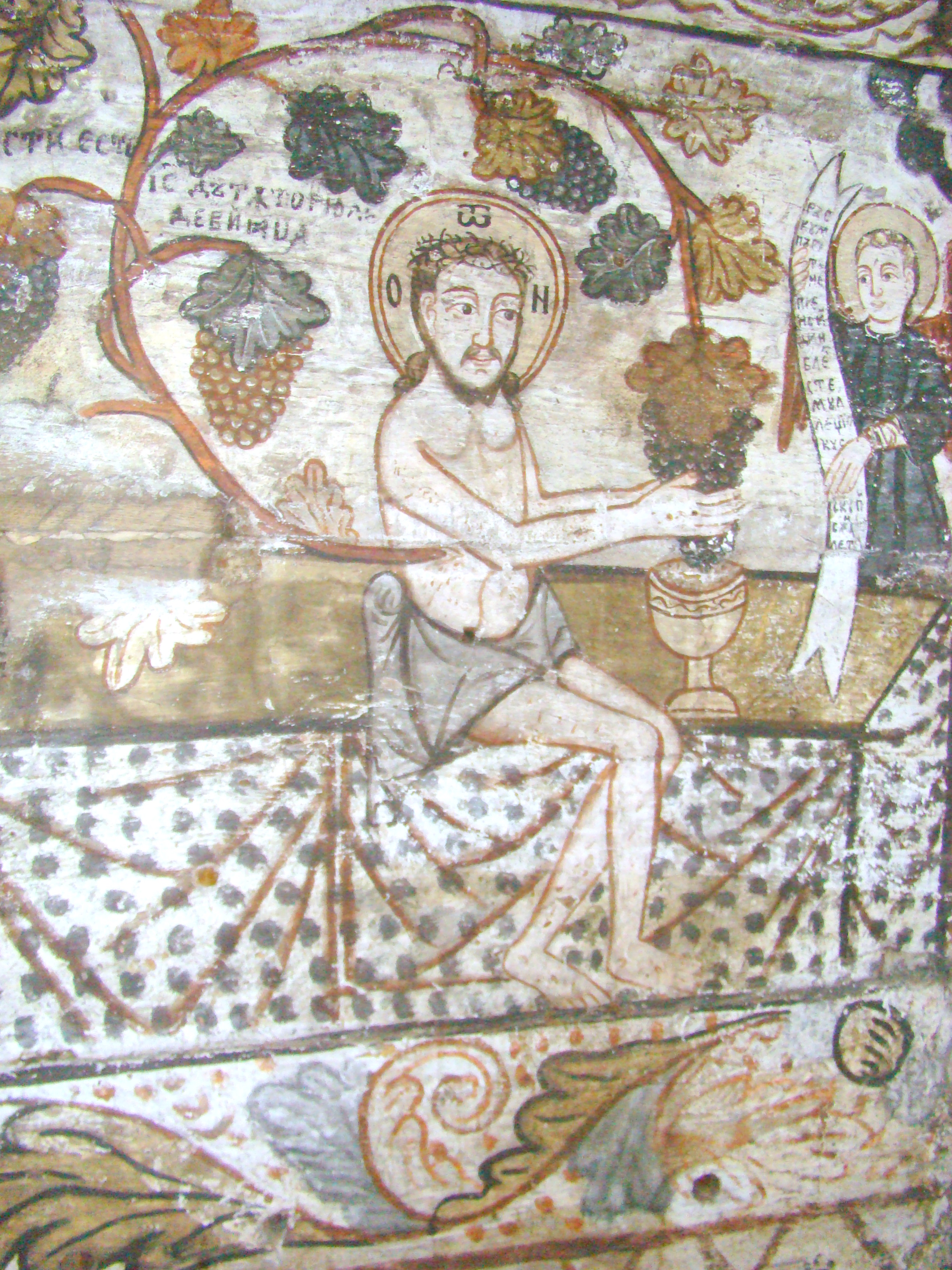
Iisus-Viță-de-Vie

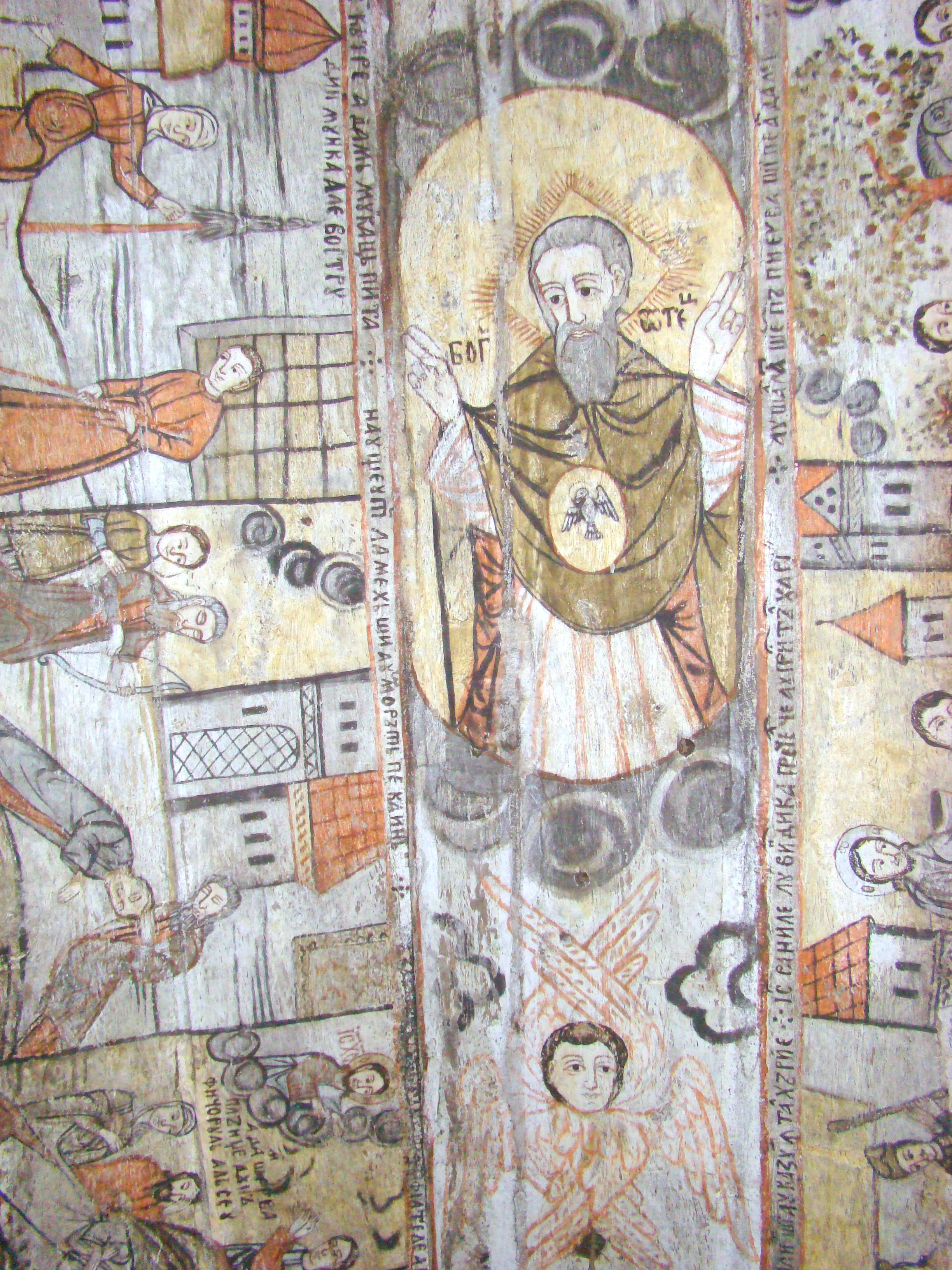
Bolta naosului: Dumnezeu-Tatăl (,, Cel Vechi de Zile”) în picioare, încadrat de doi serafimi

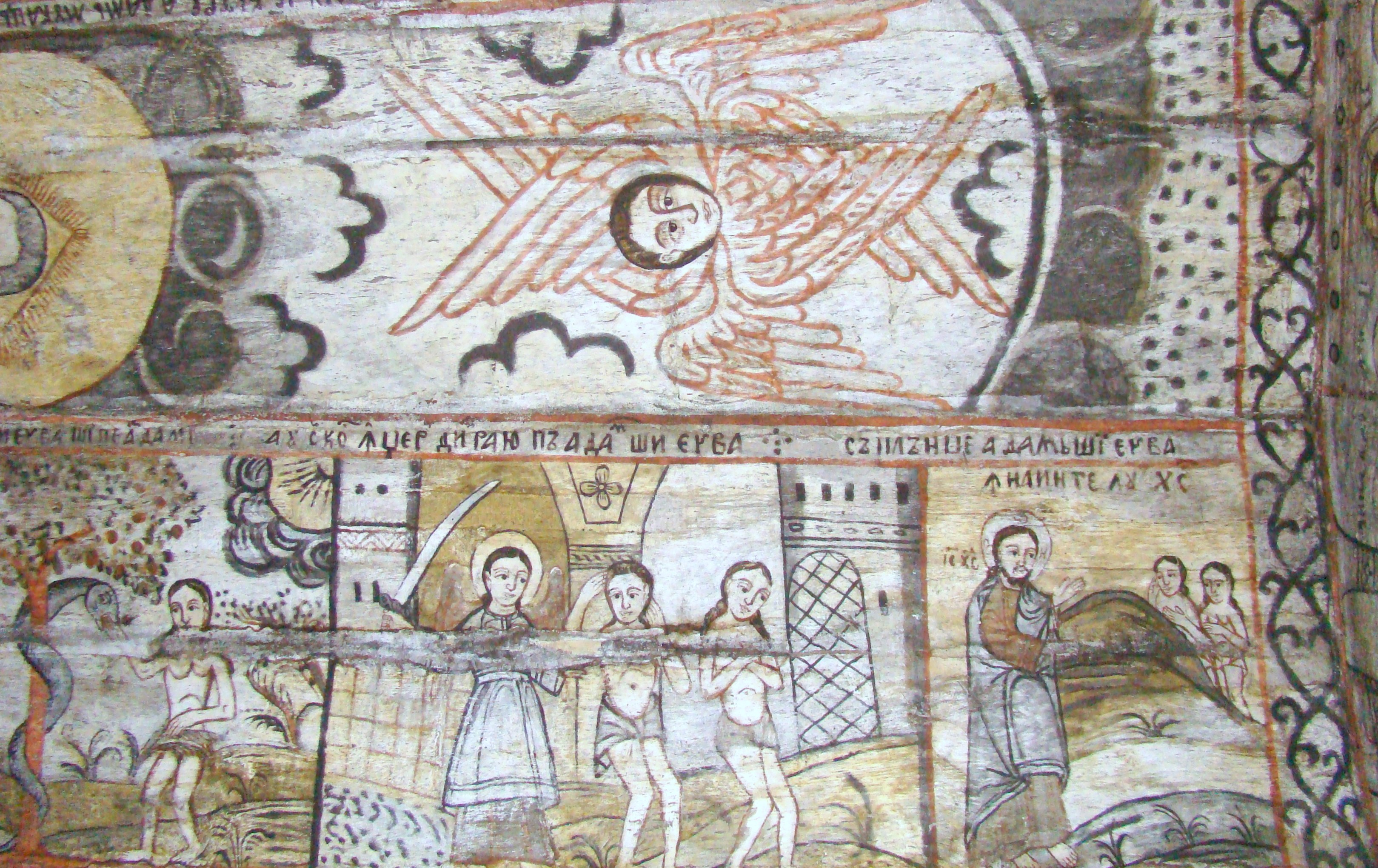
Ispita șarpelui; Izgonirea lui Adam și a Evei din rai; Adam și Eva plângând la ușa raiului

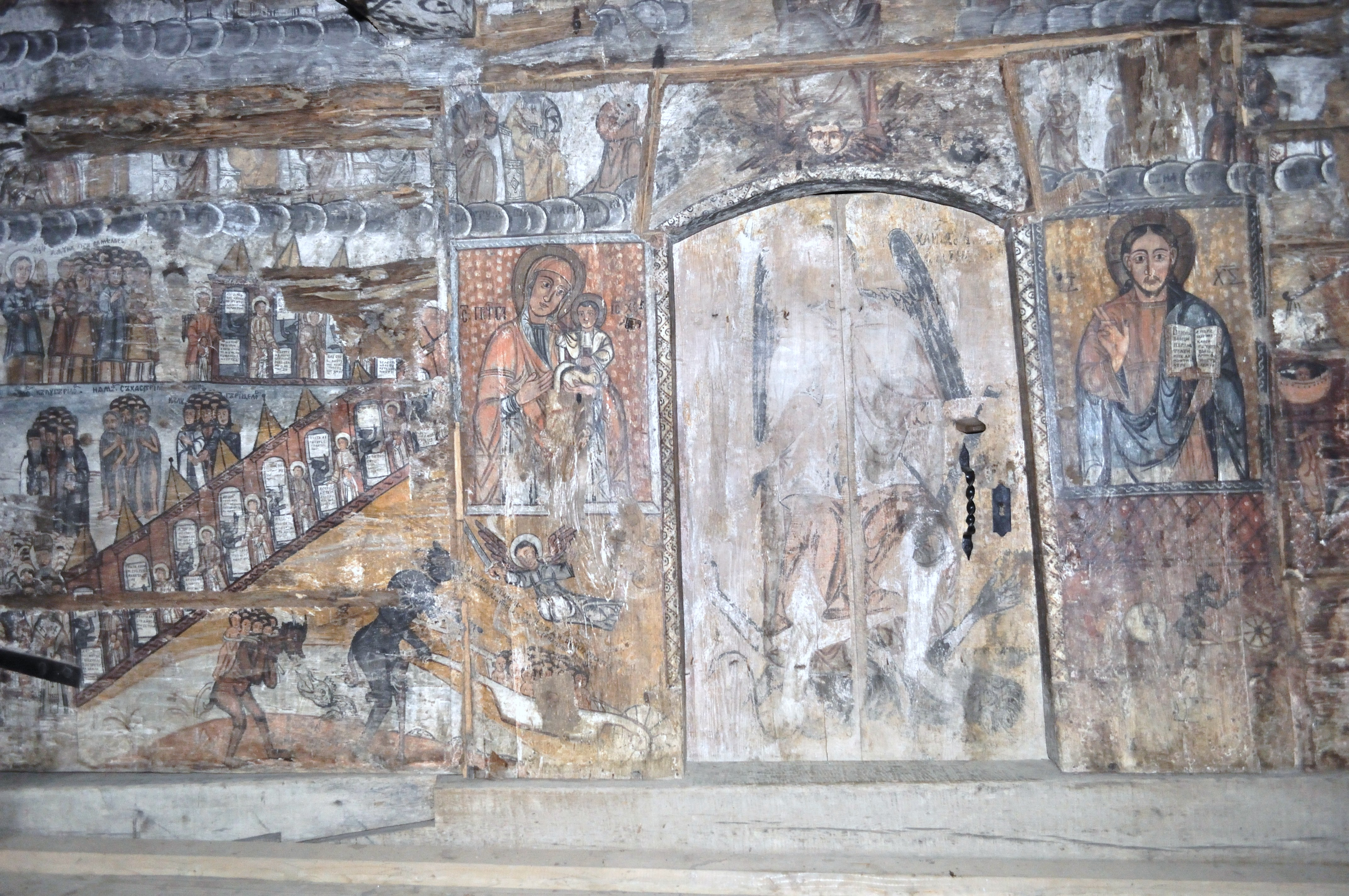
Pronaos (Judecata de apoi, partea stângă)

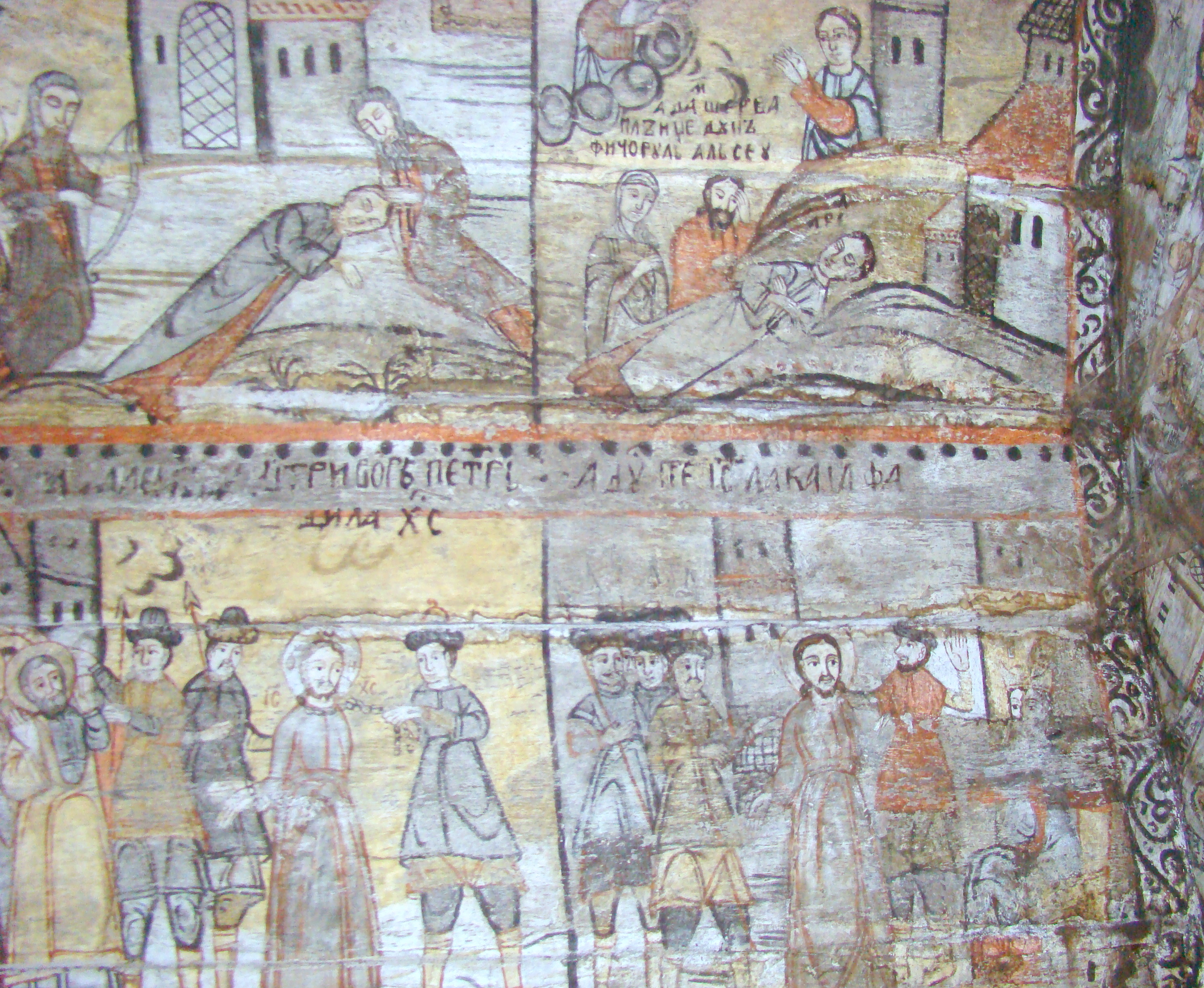
Naos, latura de nord: sus-Cain îl ucide pe Avel; Lameh plânge, cu femeile sale, moartea lui Cain și a lui Tubalcain; jos- Lepădarea lui Petru; Iisus la Caiafa

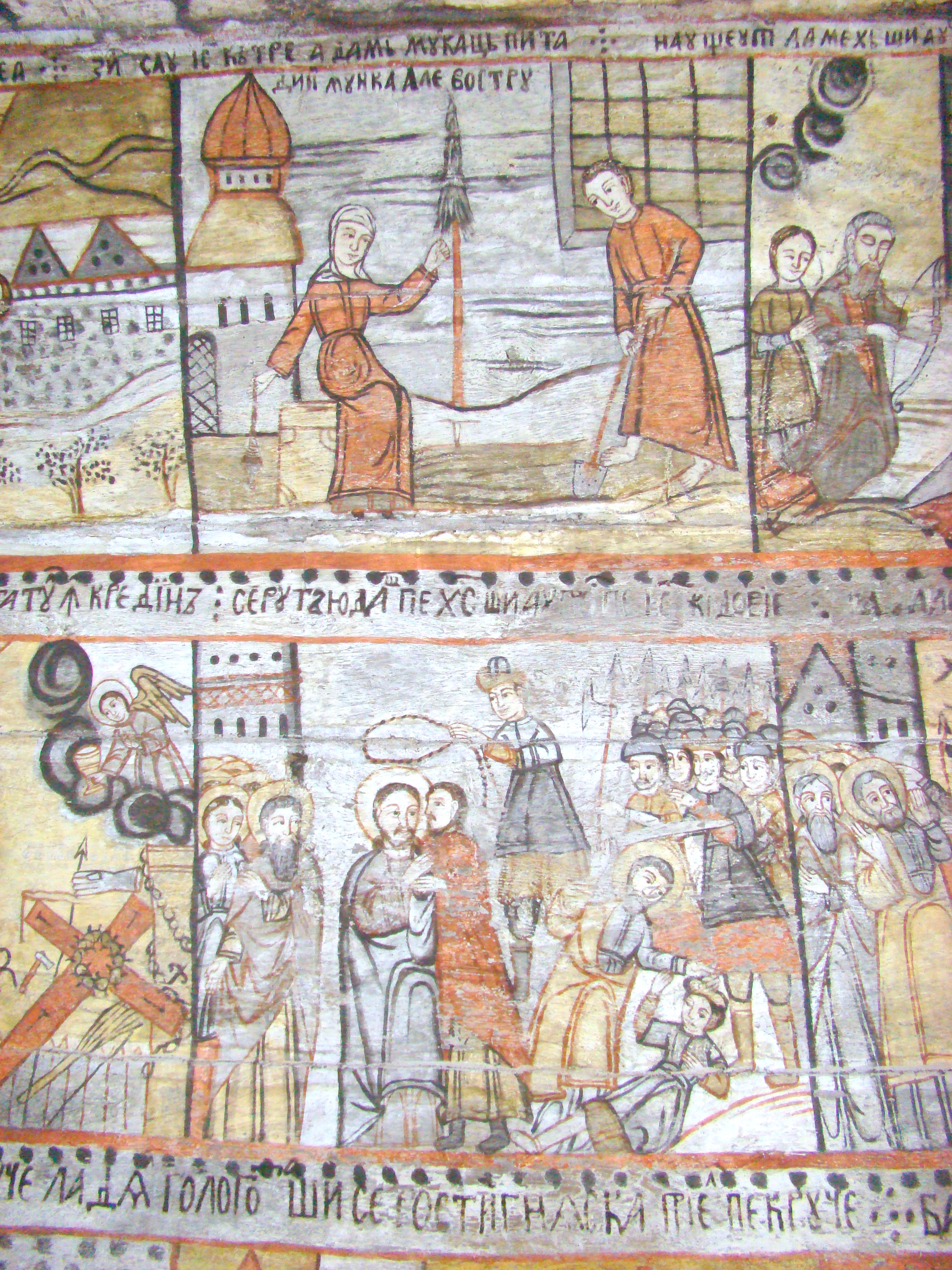
Naos, latura de nord: sus-Adam lucrează pământul și Eva toarce; jos-Prinderea lui Iisus;

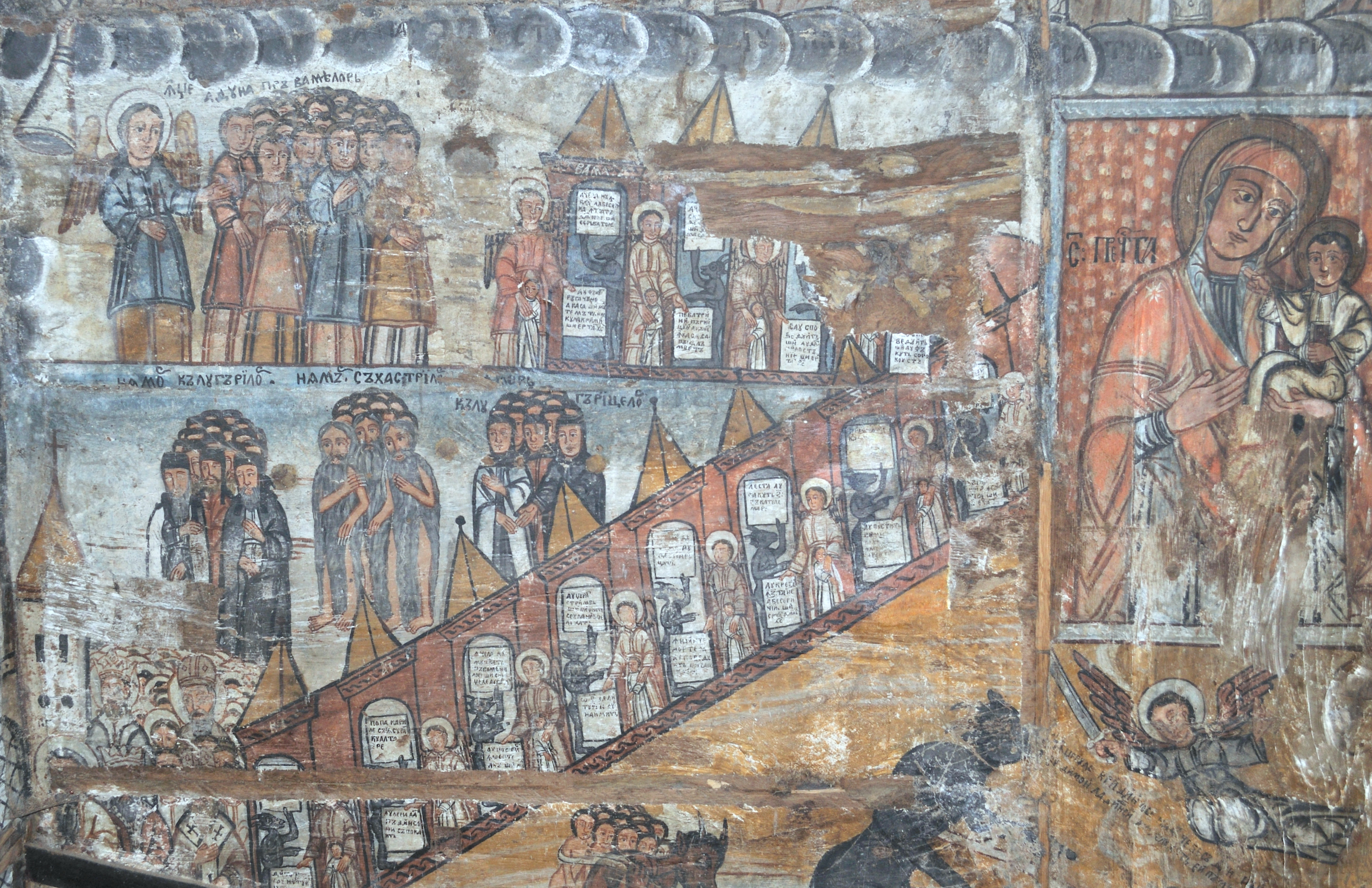
Pronaos: jos-Vămile Văzduhului (partea dreaptă), Neamu călugărilor, Neamu sihaștrilor, Neamu călugărițelor (partea stângă); sus-Înger aducând sufletele la vamă

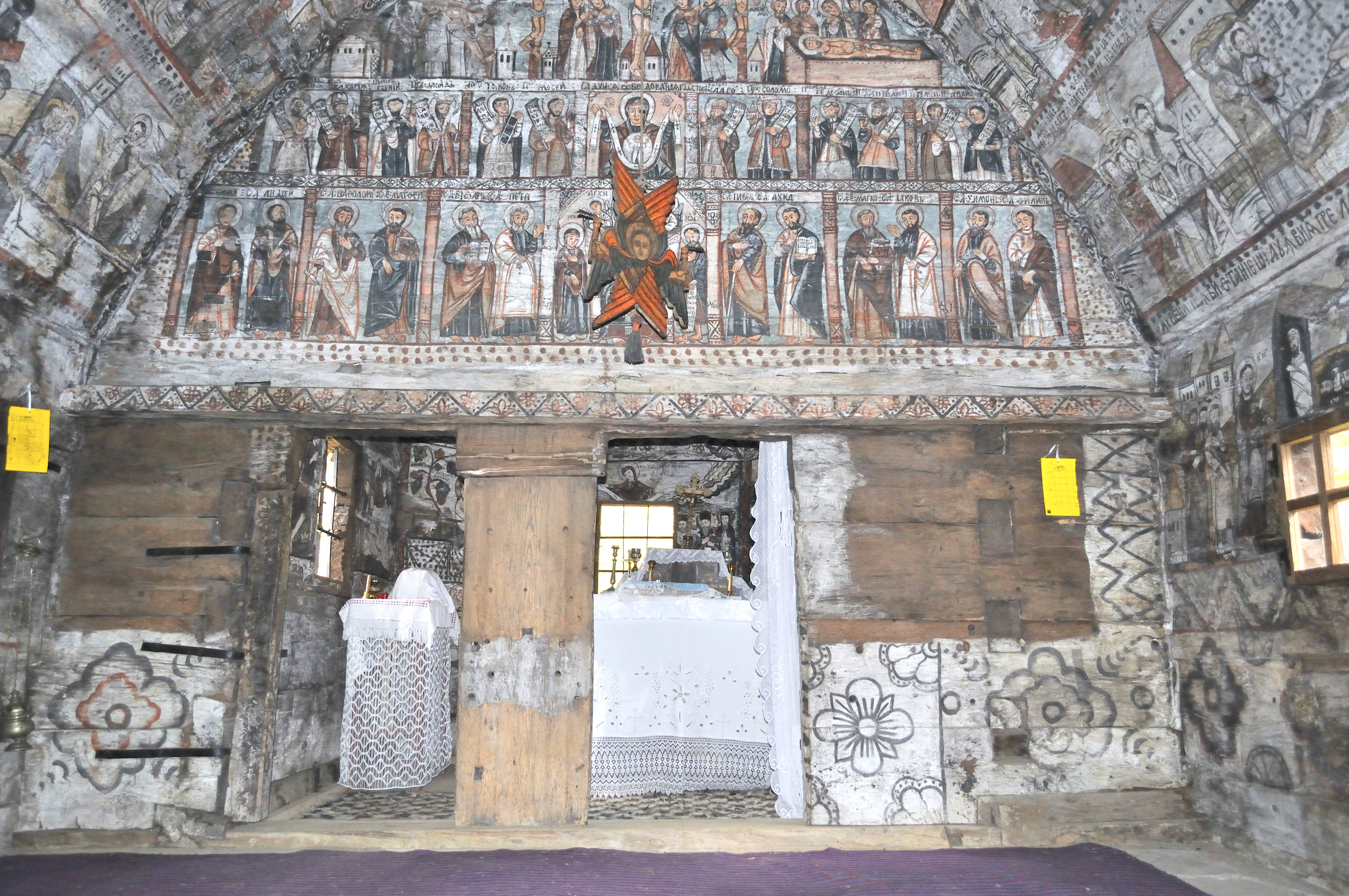
Interiorul navei

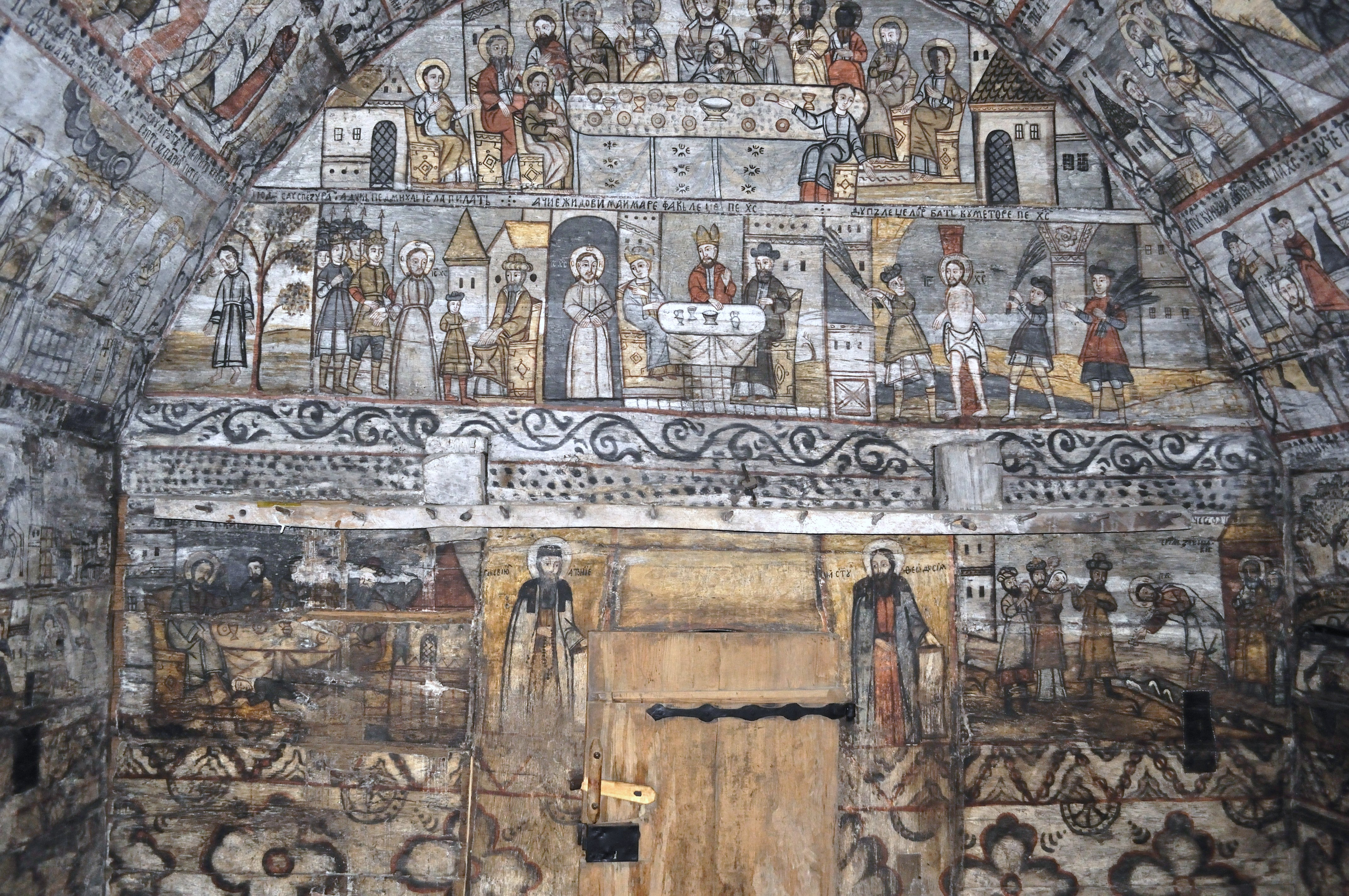
Naos (latura de vest)

Biserica de lemn din Călinești Căeni, comuna Călinești, județul Maramureș, datează de dinante de anul 1663, cu extindere în secolul XIX-lea. Are hramul „Nașterea Maicii Domnului”. Biserica se află pe noua listă a monumentelor istorice sub codul LMI: MM-II-m-A-04539.

## Istoric și trăsături
Comuna Călinești se află la 23 km sud de Sighet, pe valea Cosăului. Are două biserici de lemn.
Biserica din Călinești–Josani (Căeni) a fost ridicată în 1663 și poartă hramul „Nașterea Maicii Domnului”. Este construită din lemn de stejar și a fost lărgită în sec. XIX cu mai bine de 3 metri, înspre nord (se recunoaște operația și datorită faptului că adaosurile sunt din lemn de brad ceea ce conferă o curioasă asimetrie ansamblului). Tot atunci, probabil, i s-a adăugat și pridvorul pe latura sud.
Interiorul conține un valoros ansamblu de picturi murale din 1754, realizate de Alexandru Ponehalschi. Întîlnim aici, în formă restrînsă și simplificată din cauza dimensiunilor reduse ale bisericii, toate caracteristicile stilului lui Ponehalski: programul iconografic, aceleași tipuri de compoziții ale ansamblului cât și ale scenelor, modul de a construi personajele și figurile. Tratarea este însă mai schematică și mai seacă aici, față de lucrările ulterioare.
Lipsită de cupolă, ca toate bisericile de lemn din Maramureș, biserica din Călinești-Căieni rezervă spațiul din axul median al bolții naosului unei figurări a lui Dumnezeu-Tatăl („Cel-Vechi-de-Zile”) cu Sf. Duh porumbel pe piept, însoțit de serafimi, temă ce semnifică, prin analogie cu o reprezentare similară din naosul bisericii din Budești-Susani, explicată de o lungă inscripție, „pe făcătorul cerului și al pământului, al îngerilor și al heruvimilor” etc., adică pe Dumnezeu în primele etape ale „Facerii”. Reprezentarea se leagă de înfățișarea în continuare, pe poalele bolții naosului, a primelor capitole din „Geneză”.
În altar, pe boltă, apar doar serafimi, iar pe peretele estic, întruparea este sugerată de o temă marială: Acoperământul Maicii Domnului; deasupra este reprezentată Înălțarea sfintei cruci.
Dintre scenele cu sens euharistic sunt prezente (marcând locul unde ar trebui să se afle proscomidia) Iisus- Viță de Vie și două scene de împărtășanie (Sf. Onufrie și Sf. Zosima). Ideea sacrificiului este sugerată de Plângerea lui Iisus și de Mironosițele la mormânt; tot aici este ilustrată Jertfa proorocului Ilie adusă Dumnezeului adevărat împotriva proorocilor mincinoși ai zeului Baal. Rătăcită în iconografia altarului, apare Pilda vameșului și a fariseului.
Teoria sfinților ierarhi (denumiți „patriarhi”) ocupă, contrar obiceiului, registrele superioare ale pereților altarului. În cadrul selecției personajelor, demnă de subliniat este înfățișarea Sf. Sava și Simeon și a lui Ioan Mitropolit al Moscovei, reprezentanți de seamă ai bisericii răsăritene.
Pe bolta semicilindrică a naosului se desfășoară, în cadre simple, dreptunghiulare, scene din „Vechiul Testament”, începând cu primele capitole din „Geneză”; se pune accentul pe gravitatea păcatului originar și pe suita de fapte ce decurg dintr-însul (alungarea din rai, necesitatea muncii trudnice pentru hrană, primele păcate pe pământ și pedepsirea lor- Cain îl ucide pe Abel și este la rândul lui ucis de Lameh etc.)
Pe poalele bolții se succed, într-o foarte detaliată narațiune, episoadele Patimilor (în 13 scene), puse într-un evident paralelism cu faptele ilustrate din „Vechiul Testament”. Se sublinează astfel ideea răscumpărării păcatului originar și a tuturor consecințelor lui prin jertfa lui Iisus. Din ciclul aparițiilor de după răstignire sunt prezente: Învierea, Cina din Emaus și Necredința lui Toma.
Scenele din viața lui Iisus se reduc la reprezentarea a șapte minuni și se completează prin șapte pilde, înscrise pe pereții naosului, dar și intercalate printre alte scene, pe poalele bolții. De remarcat în acest sens Pilda bunului samaritean, plasată pe boltă, printre scene din „Vechiul Testament”, ca „figură” a lui Iisus. Celelalte teme sunt alese în special pentru sensul lor moralizator: Pilda fiului risipitor, Pilda fecioarelor, Iisus eliberează femeia adulteră, Pilda Samaritencei la fântână, Pilda „cu paiul și bârna”, Pilda orbilor. Dintre minuni sunt alese numai scene de vindecări, iar dintre praznice, numai Învierea lui Lazăr. Trebuie subliniat faptul că ciclul marilor sărbători este fragmentar ilustrat, iar ciclul Fecioarei și cel al copilăriei lui Iisus lipsesc din iconografia naosului.
În schimb, programul iconografic se completează cu ciclul vieții Sf. Dimitrie și al vieții Sf. Nestor, teme aproape nelipsite din bisericile maramureșene, probabil datorită semnificației speciale, cu note locale, pe care o capătă scena finală a luptei lui Nestor cu uriașul Lie, păgânul. Pe pereții naosului mai apar Sf. Teodosie și Preacuviosul Antonie. De asemenea, este înfățișată Viziunea sfântului Petru din Alexandria care, plasată în naos, este o aluzie la necesitatea păstrării credinței tradiționale în confruntarea acesteia cu ereziile (temă deosebit de acută pentru biserica maramureșeană).
Pronaosul este dominat de o singură temă majoră- Judecata de apoi care se desfășoară amplu pe întreg peretele estic fără delimitări grafice în cadre sau registre. Sus e înfățișat Iisus judecător, în veșmîntul „Patimilor”, încadrat de apostolii așezați în jilțuri; mai jos Adam și Eva, îngenuncheați; în partea dreaptă, într-o compoziție pe diagonală, sunt reprezentate cele 12 Vămi ale Văzduhului, sub forma unei scări cu douăsprezece acoperișuri triunghiulare. Sufletele, figurate prin personaje de mici dimensiuni, coboară scara însoțite de îngerul lor păzitor, care arată de fiecare dată, pe un rotulus desfășurat, răspunsul la învinuirile aduse de diavoli. Toată partea inferioară a peretelui estic, de o parte și de cealaltă a ușii, e rezervată unei scene din Iad: un diavol cară în spate un grup de oameni, îndreptându-se spre un șarpe-balaur cu coroană pe cap, un altul duce sufletele într-o roabă, dar e întâmpinat de un înger în zbor cu sabia scoasă. Psyhostasia (cântărirea sufletelor) este și ea reprezentată imediat deasupra flăcărilor iadului care cuprind talgerul mai greu, în care se află „nedreptatea”, în timp ce „dreptatea”, mai ușoară, se ridică spre cer. Dintre păcatele nominalizate se mai descifrează „duhănașu” și „mincenoșii”. În registrul inferior este reprezentată „moartea”.
Cete (denumite „neamuri”) se îndreaptă spre judecată, risipite în spațiile rămase libere: Moise (urmat de evrei), împărați, călugări, sihaștri, călugărițe, fecioare, împărătese, „patriarși”, preoți. În fața „cetății” raiului sunt împărați și episcopi, iar înăuntru se vede „Iacov” patriarhul, cu sufletele celor aleși în brațe. Intercalate printre scenele Judecății de apoi sunt pictate, direct pe perete, trei icoane mari, de tipul celor împărătești, reprezentînd pe Iisus învățător, Maica Domnului cu pruncul, de tip Hodighitria, și Sf. Andrei. Ele sunt delimitate de restul picturii prin rame pictate cu motivul funiei răsucite, iar fondul lor roșu e vibrat de pete albe.
Aceste icoane ne oferă posibilitatea studierii modului în care Alexandru Ponehalski își construiește figurile în tehnica tradițională a suprapunerilor succesive, posibilitate cu atât mai interesantă cu cât avem de-a face simultan cu dubla lui formație – de iconar și de pictor muralist. Peste proplasma brun-roșcată, volumele feței sunt marcate cu un alb-roz ușor modulat, iar trăsăturile cu brun aproape negru, dublat pentru umbre cu un ton saturat de brun. Tușe fine albe vin să sublinieze conturul pleoapei superioare. Tot o linie subțire albă dublează și conturul veșmintelor, element ce va deveni dominant în pictura de la Ieud.
Faptul că biserica era de dimensiuni reduse a impus împărțirea spațiului de pictat în scene mici și o simplificare a redării picturale. Suprafețele sunt mai puțin vibrate, iar motivele decorative cu greu își pot face loc. Din această cauză stilul pare sec, personajele fiind reduse aproape numai la conturarea siluetelor și a faldurilor prin desen. Totuși, acest stil aproape schematic în detalii este suplinit de interesul pentru organizările spațiale destul de savante, bazate când pe simetrie, când pe alternanță și simetrie inversă, când pe o succesiune filmică a episoadelor, desfășurate în friză. Fundalurile cuprind arhitecturi variate ca dimensiuni și orientare, contribuind totodată la despărțirea scenelor și ritmarea compozițiilor. Clădirile sunt simple și prezentate de cele mai multe ori izolat sau într-o simplă juxtapunere; apar elemente inspirate din arhitectura locală, case și turnuri cu acoperișuri înalte, în două ape, din șindrilă.
În ciuda mijloacelor restrînse de exprimare, câteva figuri se disting prin reușita reprezentării. De o deosebită valoare sunt încercările de a caracteriza starea psihologică a fecioarelor nebune: poziția ușor diferențiată a capetelor înclinate trist, ochii închiși sau privind în gol, brațele încrucișate pe piept în semn de resemnare.
O altă figură de o frumusețe senină este aceea a lui Dumnezeu- Tatăl, care privește blând în jos, cu ochii foarte mari și expresivi, cu pleoapa superioară subliniată de un fin contur alb. De asemenea sunt de remarcat personajele din scena Iisus eliberează femeia adulteră cu chipurile vibrate de puternice blicuri albe. Unele elemente introduse în pictură sînt inspirate din realitatea locală, fapt caracteristic de altfel pentru mentalitatea veacului al XVIII-lea: cămașa albă, țărănească, cu motive alese, a lui Iisus copil, năframa albă și șorțul purtat de „femeile lui Lameh”, furca înaltă din care toarce Eva, diferitele tipuri de pălării de modă apuseană ale soldaților din ciclul Patimilor, arhitecturile inspirate din turnurile bisericilor maramureșene. 
În afara picturilor murale menționate mai sus biserica mai posedă câteva icoane de preț printre care amintim pe cea a Sf. Dumitru, realizată la sfârșitul secolului XVIII, dar inspirată sau copiată după un  original din secolul XVII.

## Imagini din exterior

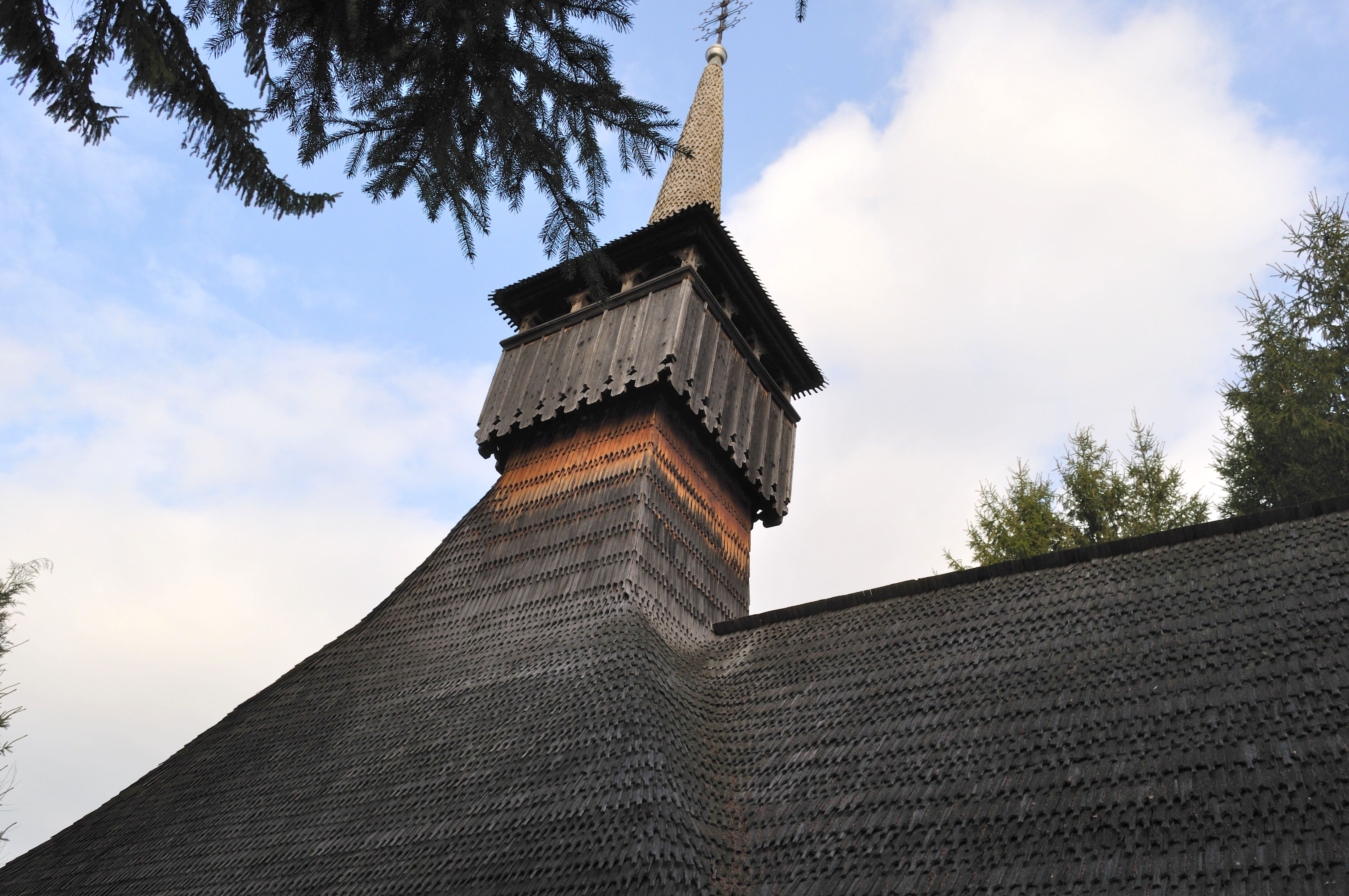
Turnul
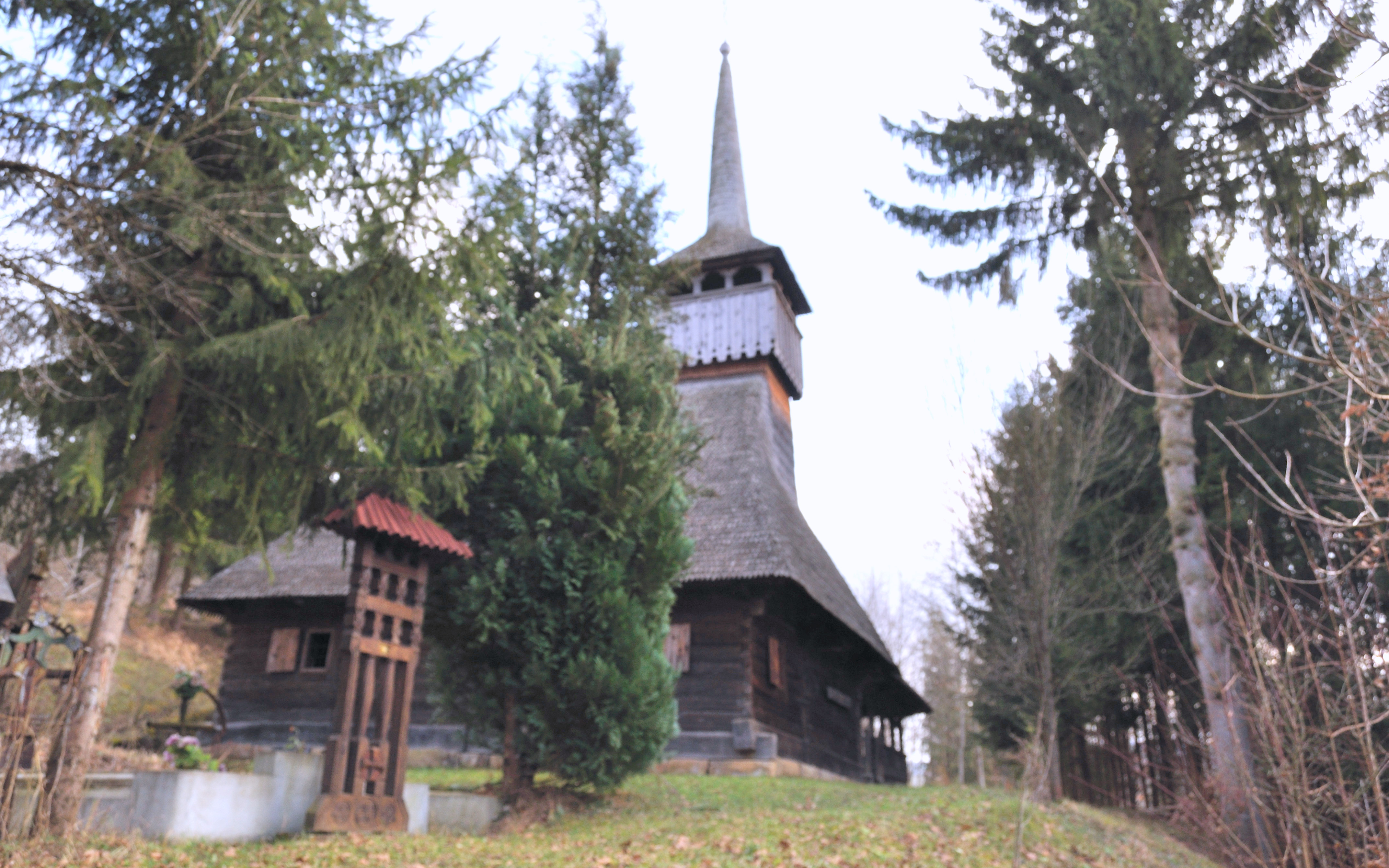
Biserica (nord)
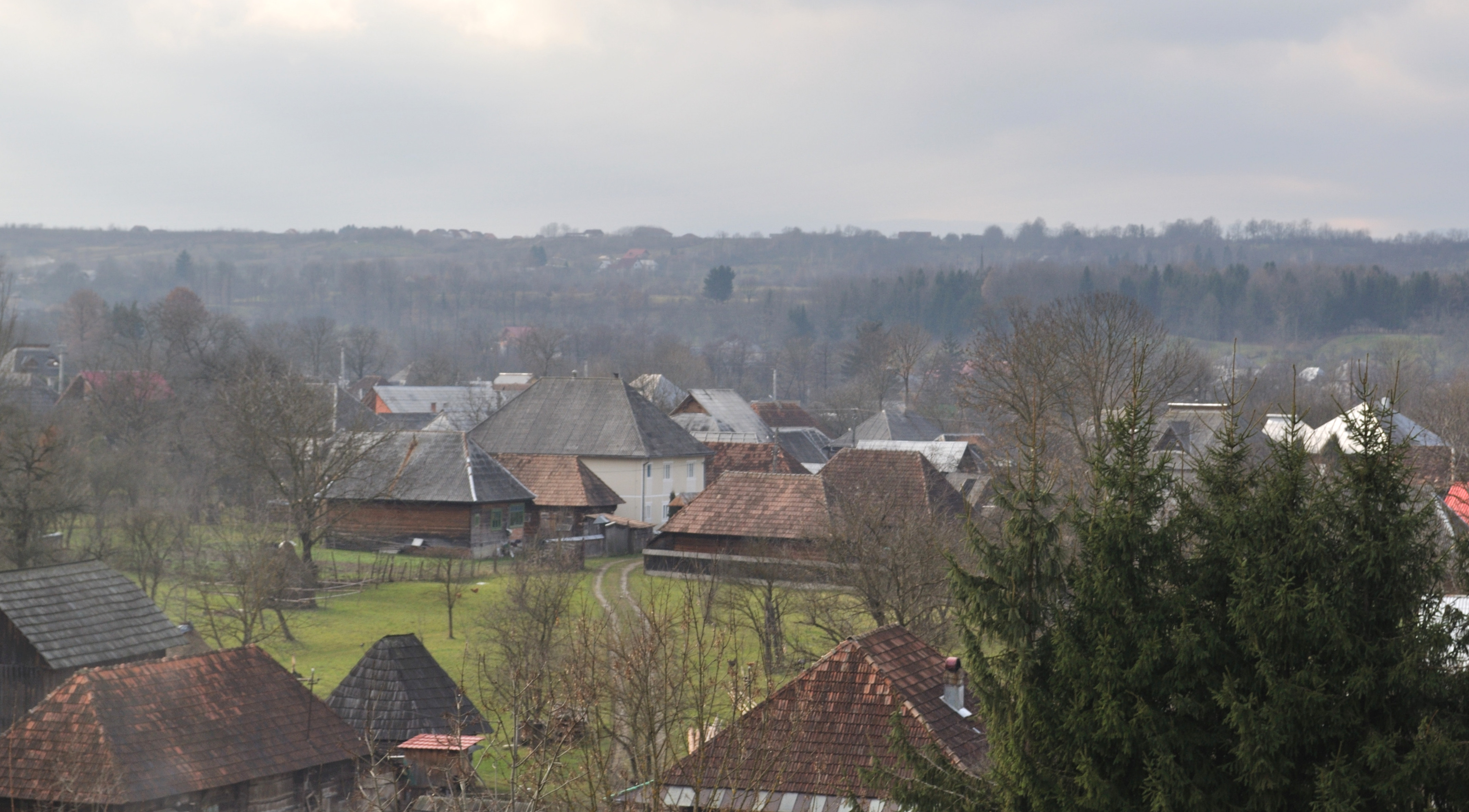
Împrejurimi
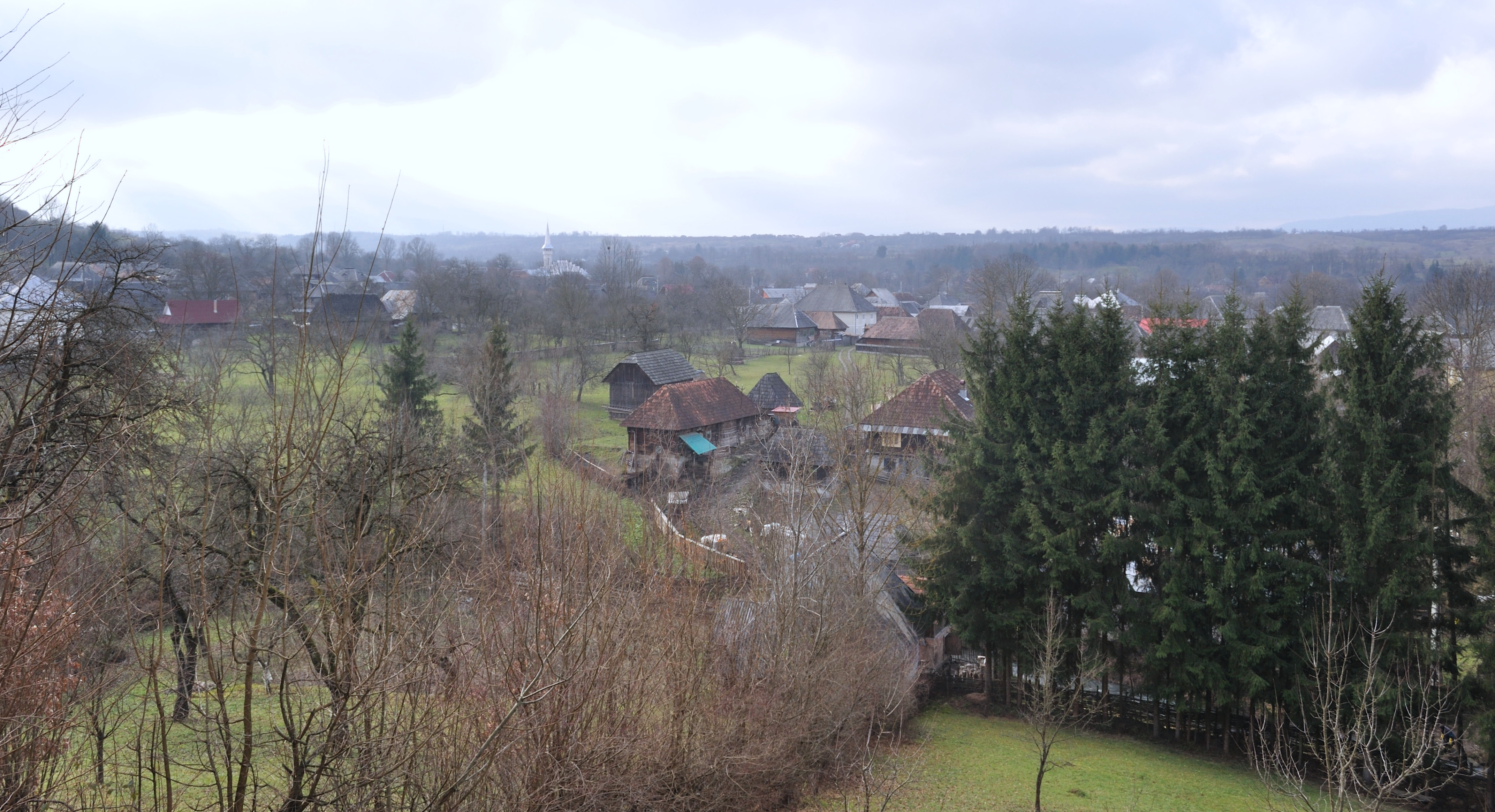
Împrejurimi
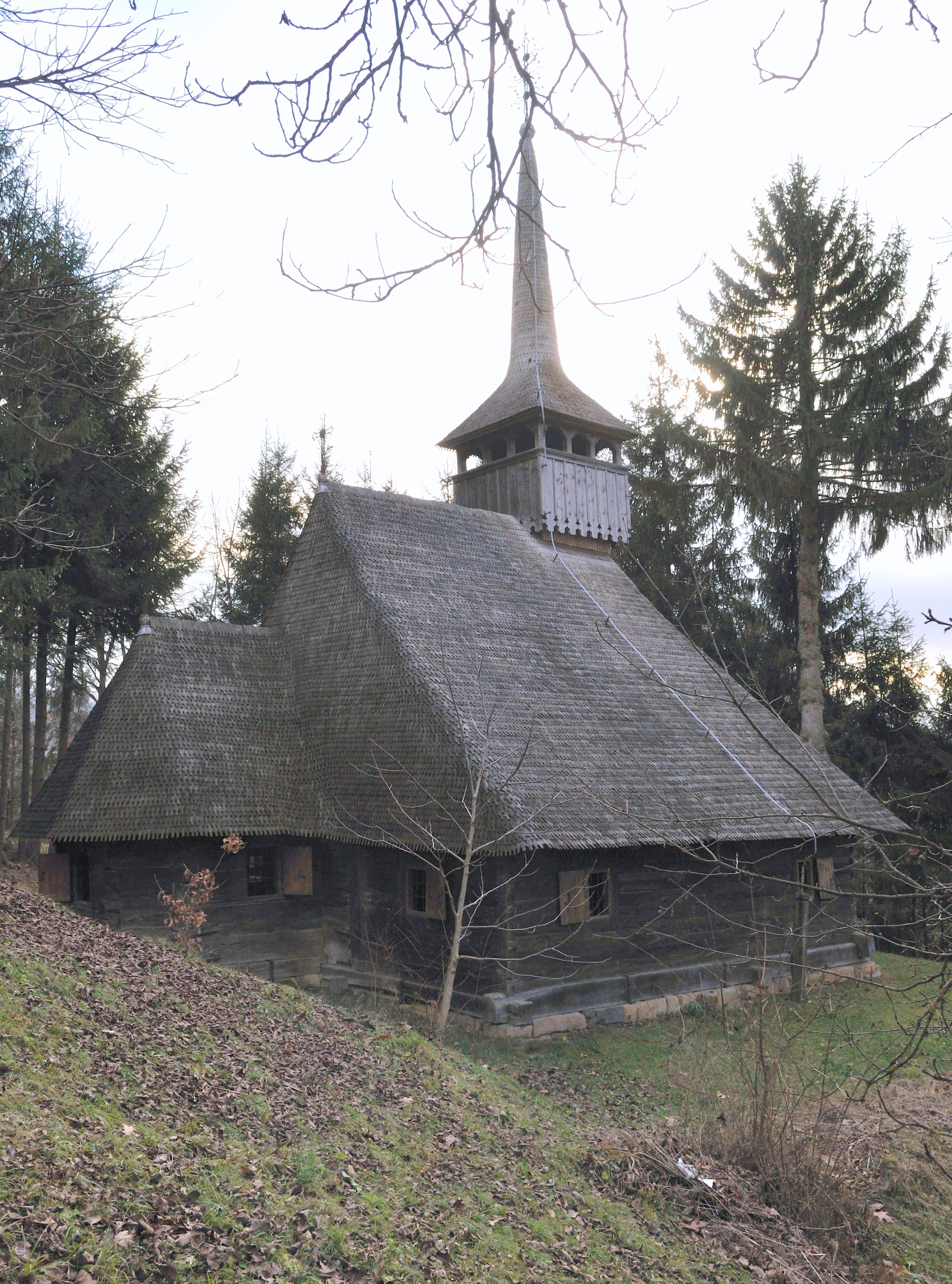
Biserica (nord-est)
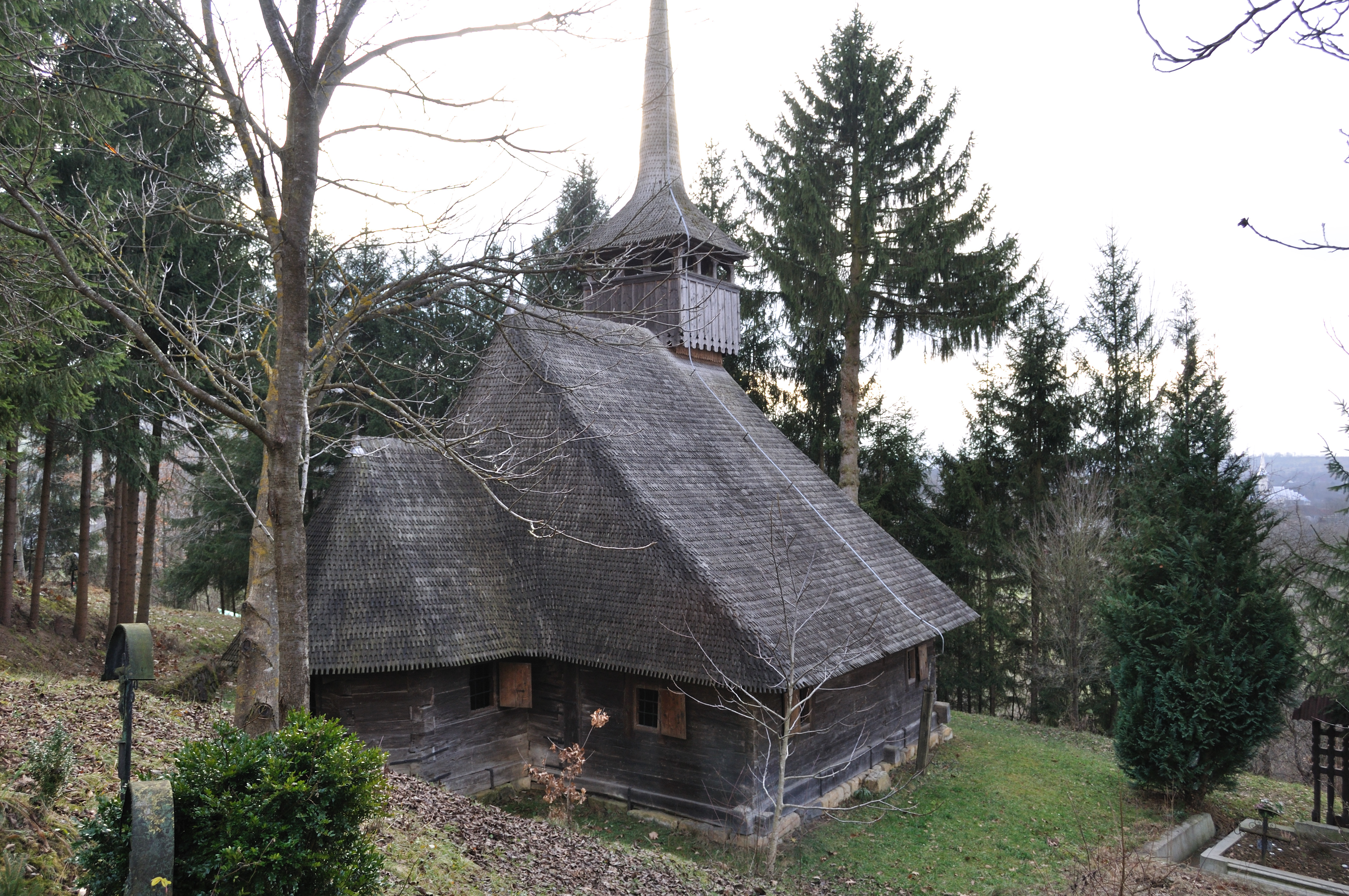
Biserica (nord-est)
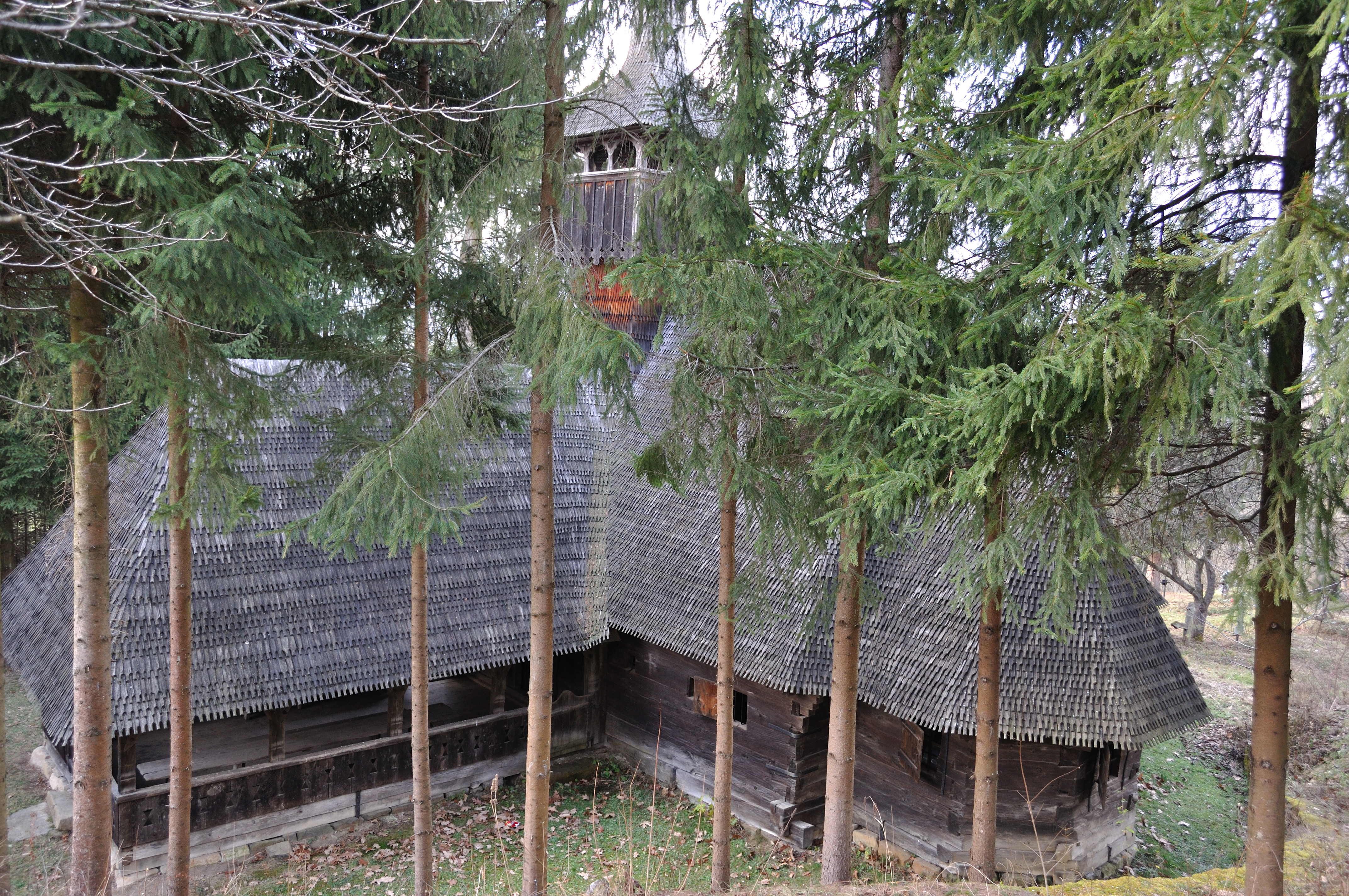
Biserica (sud-est)
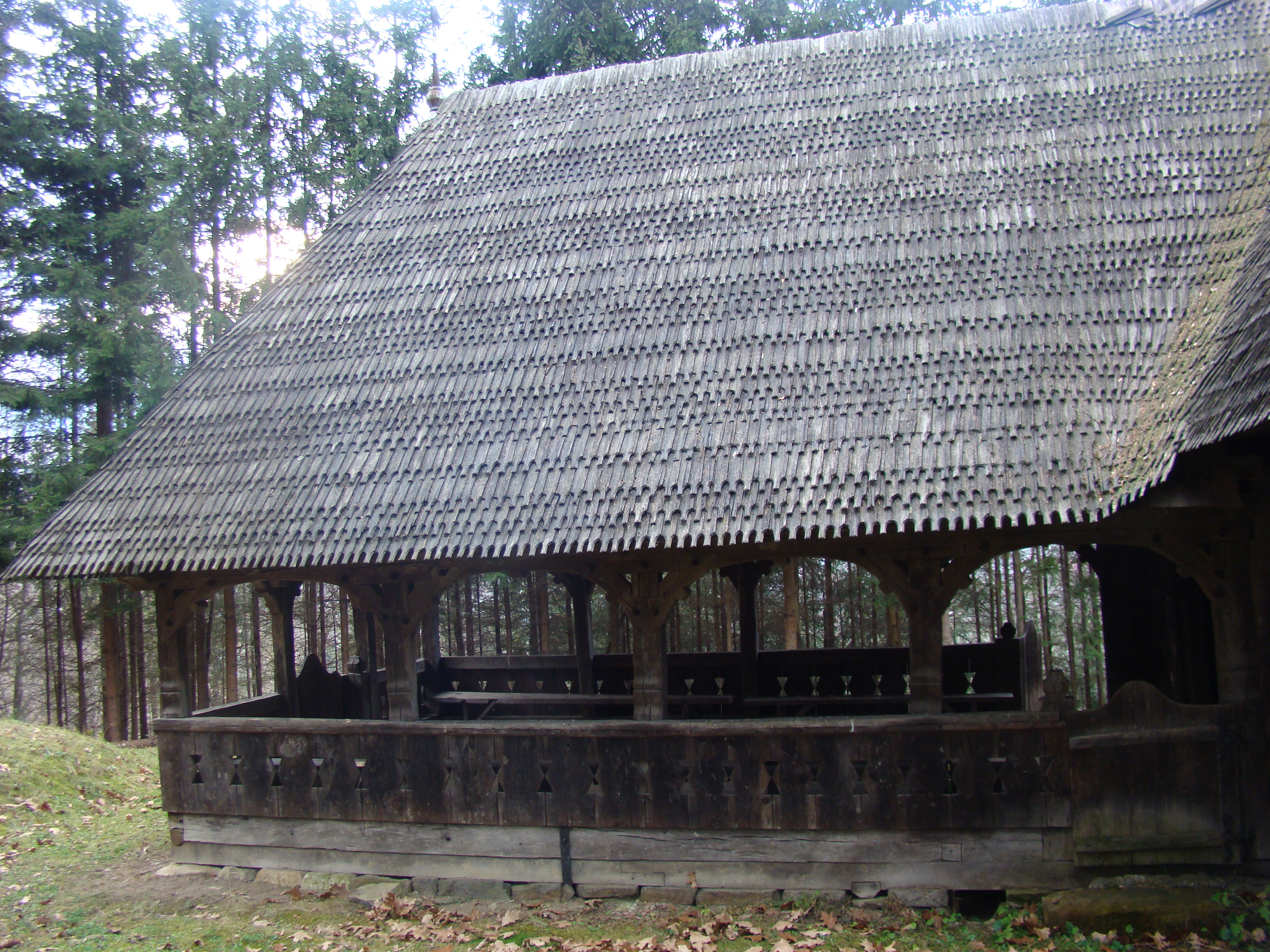
Pridvorul
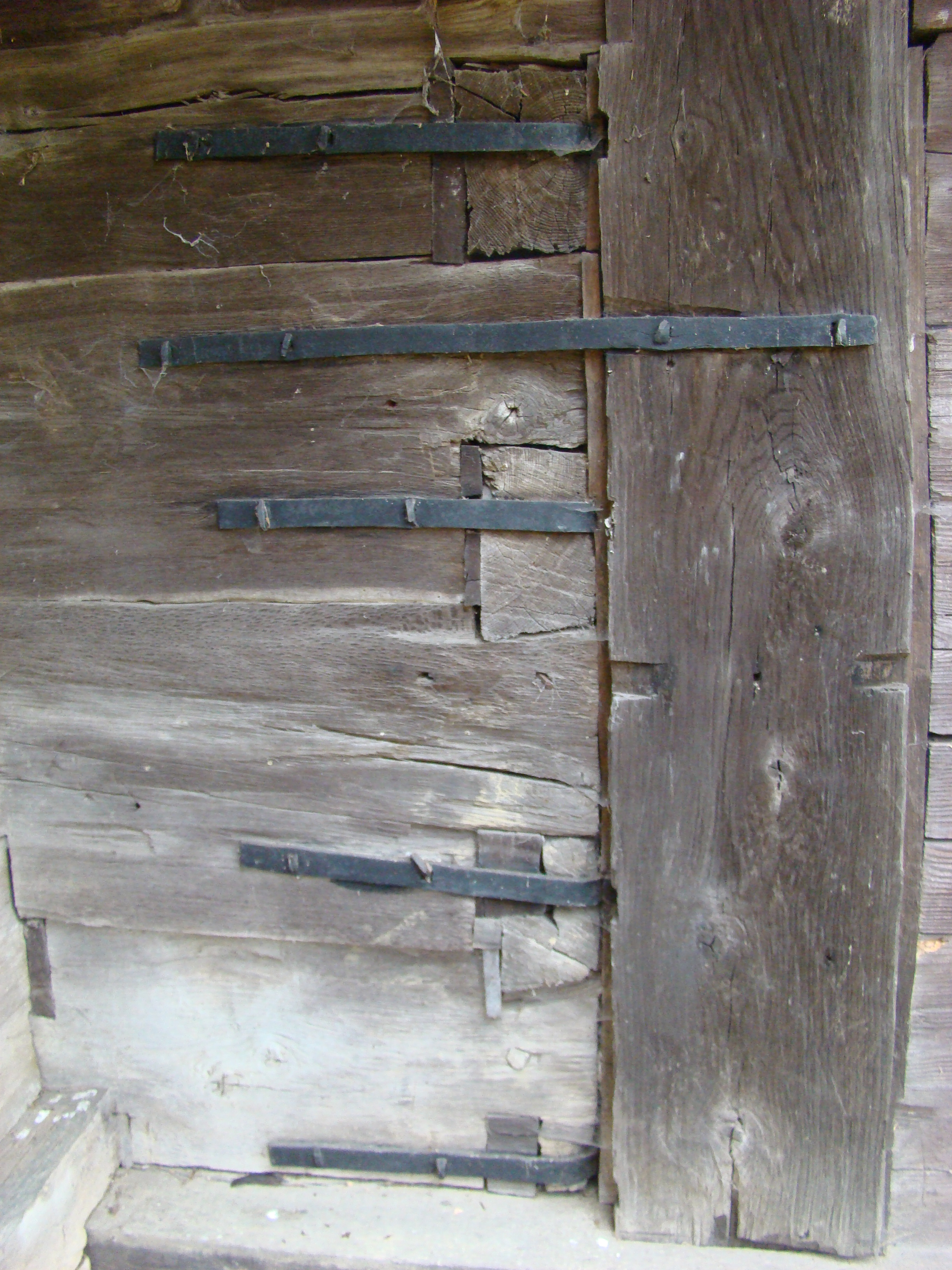
Îmbinări
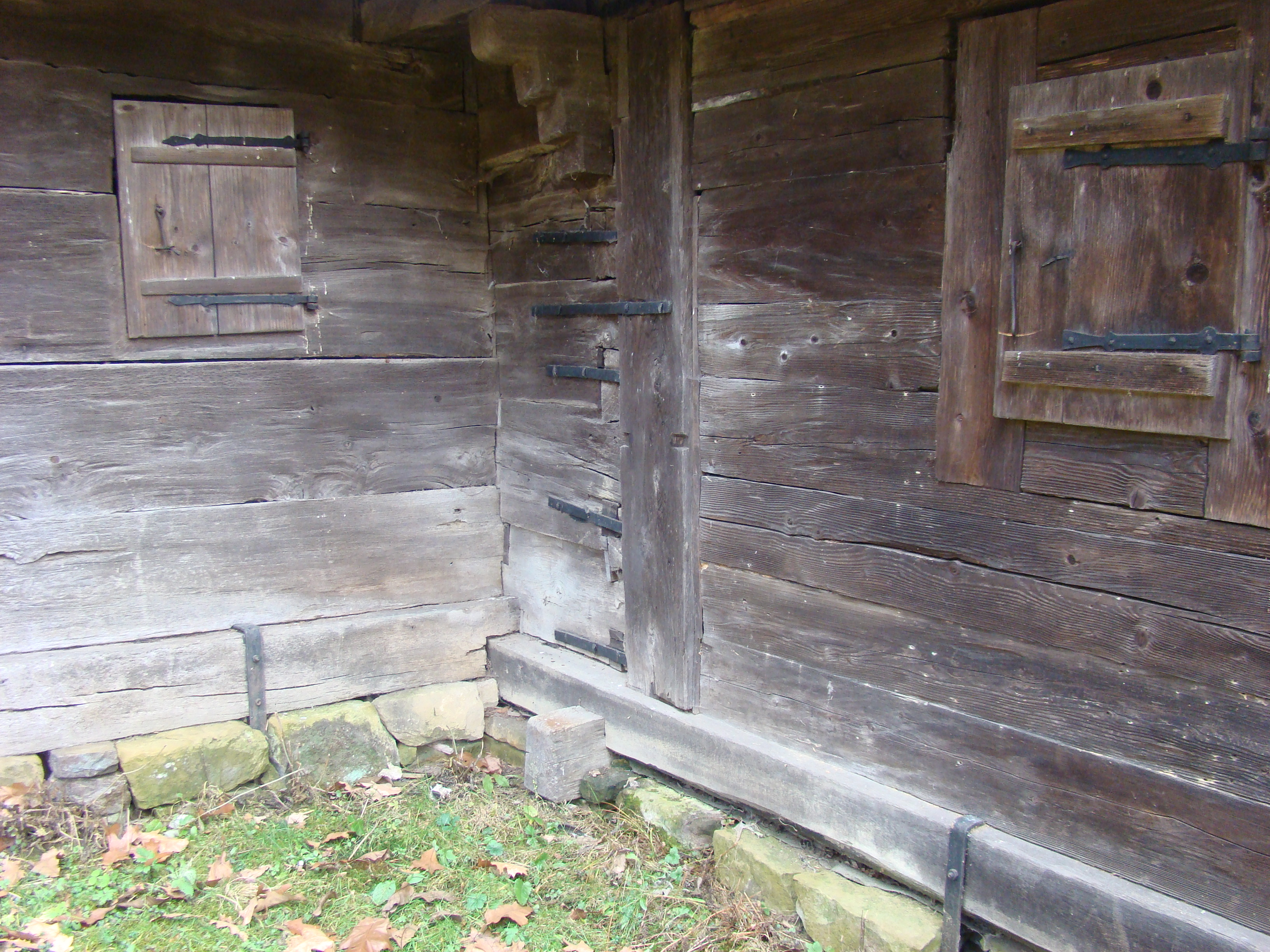
Butea (detaliu)
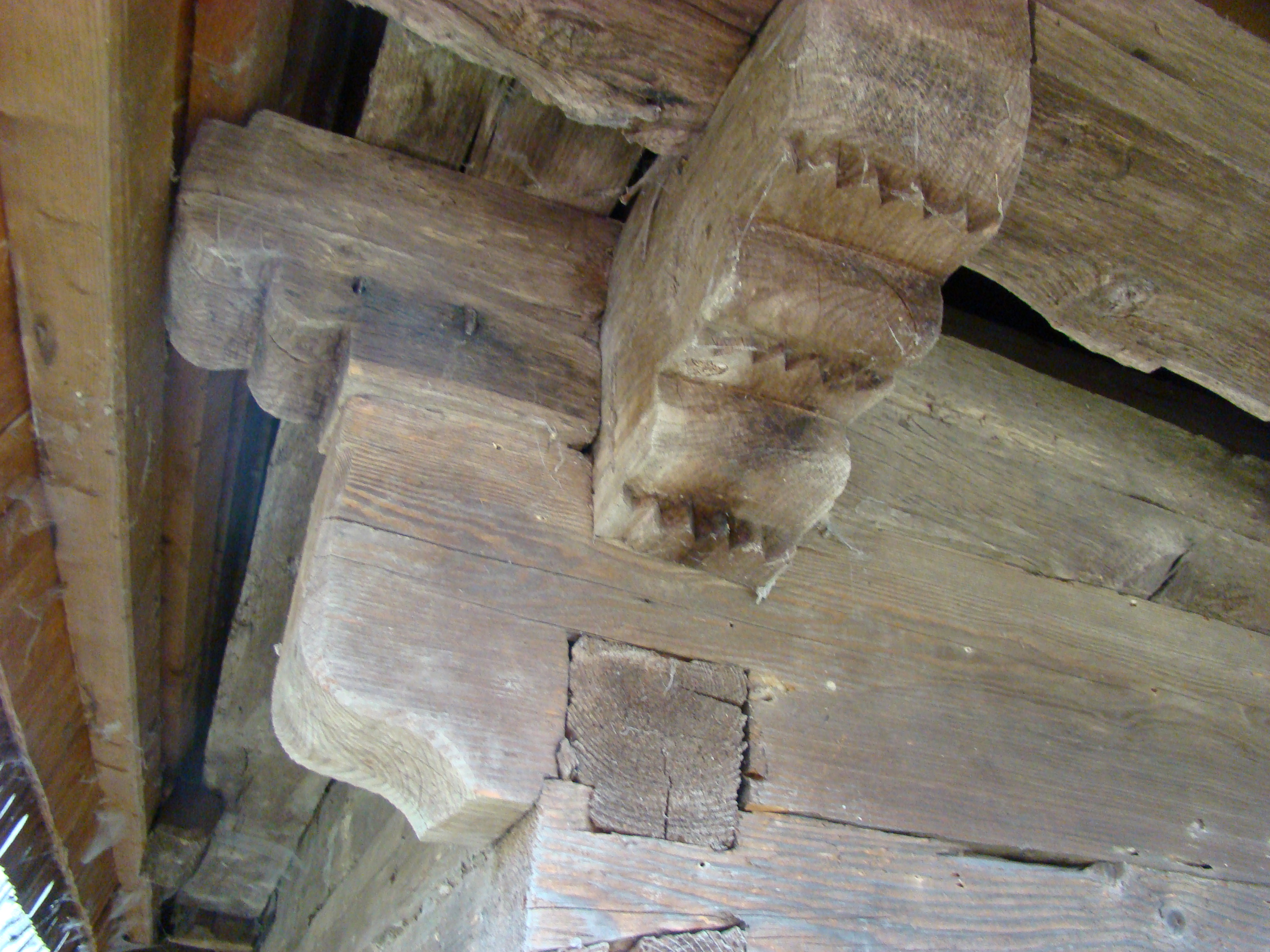
Console
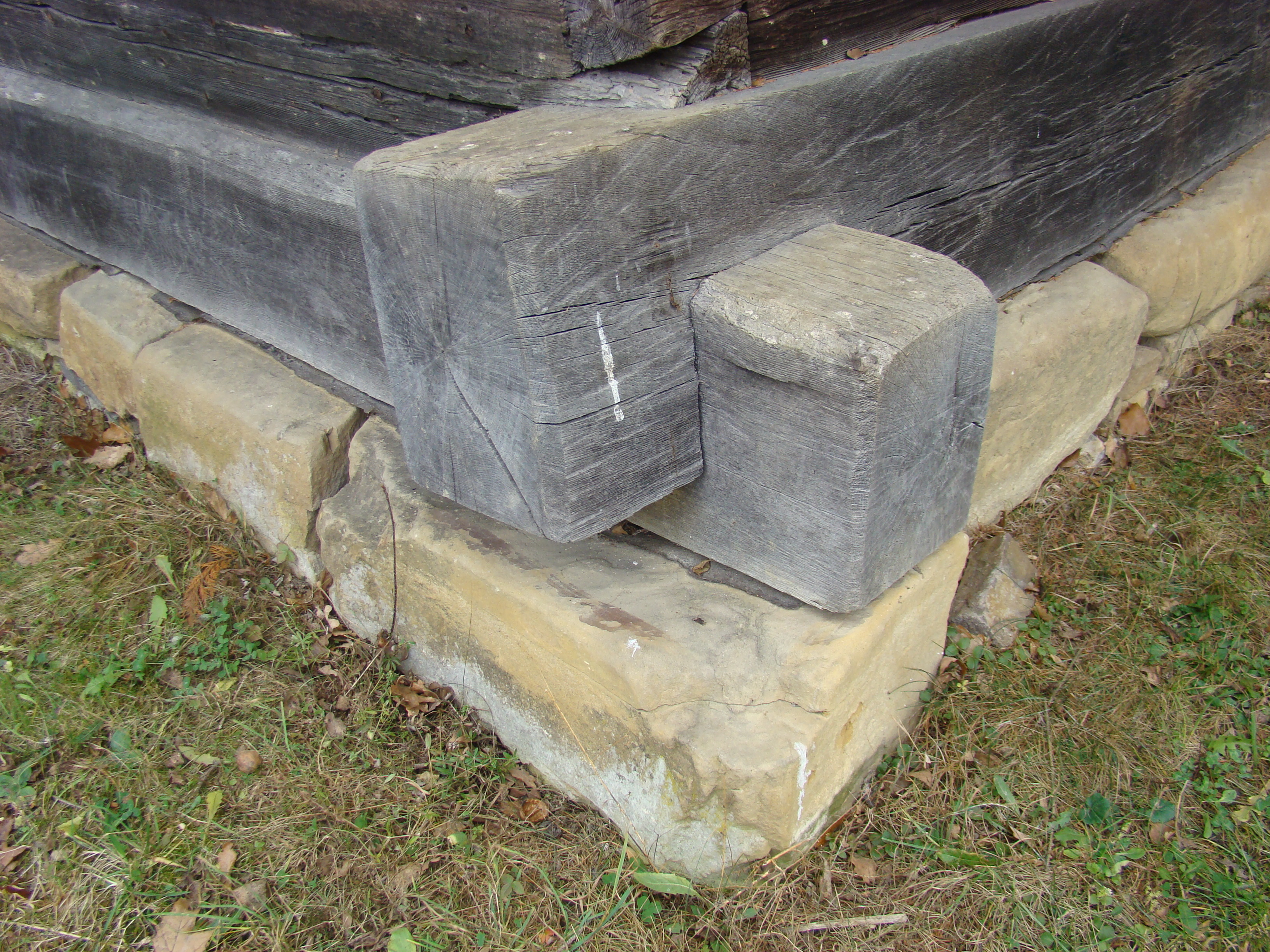
Fundația de piatră și tălpoaiele de lemn
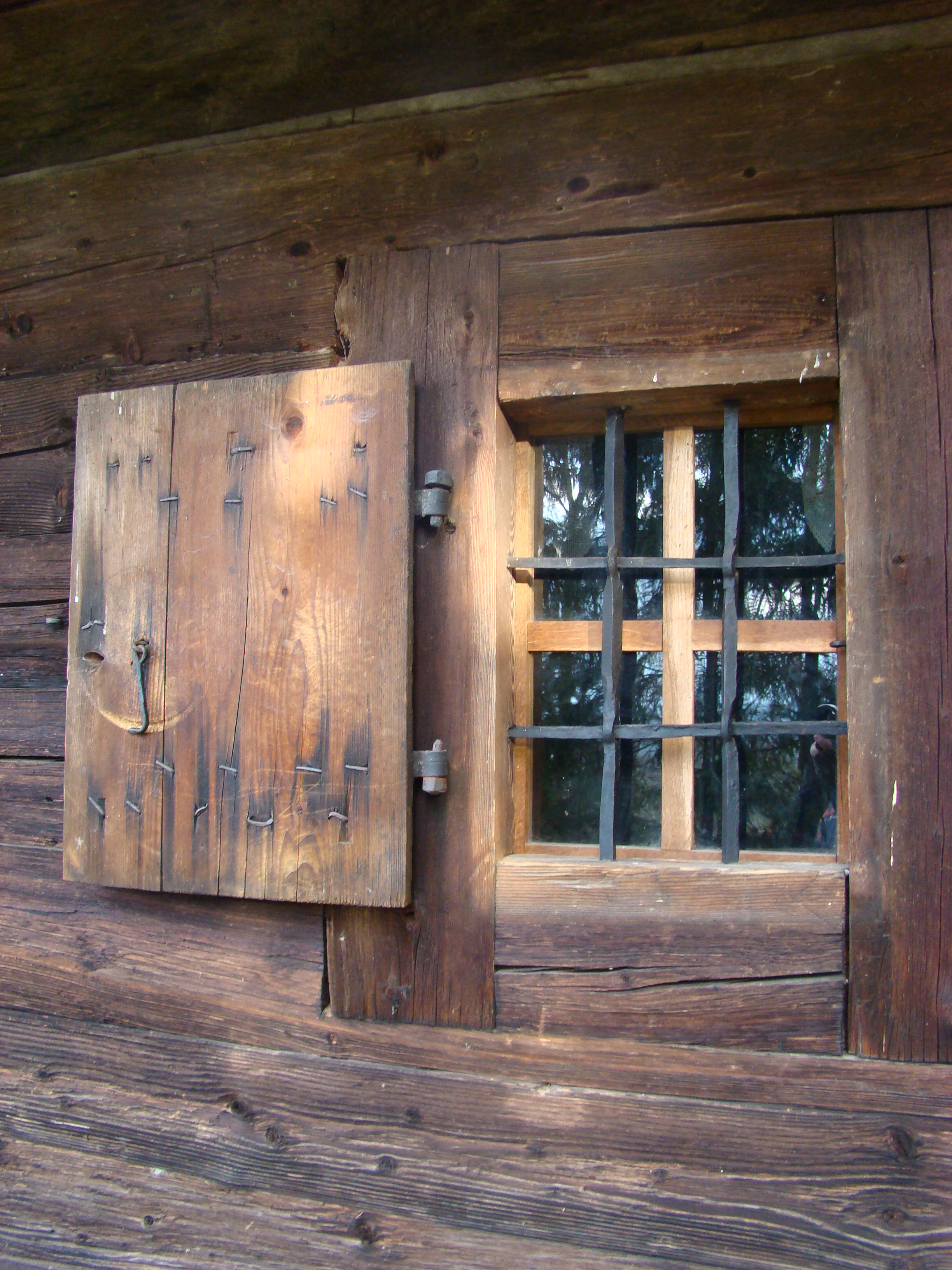
Fereastră cu oblon
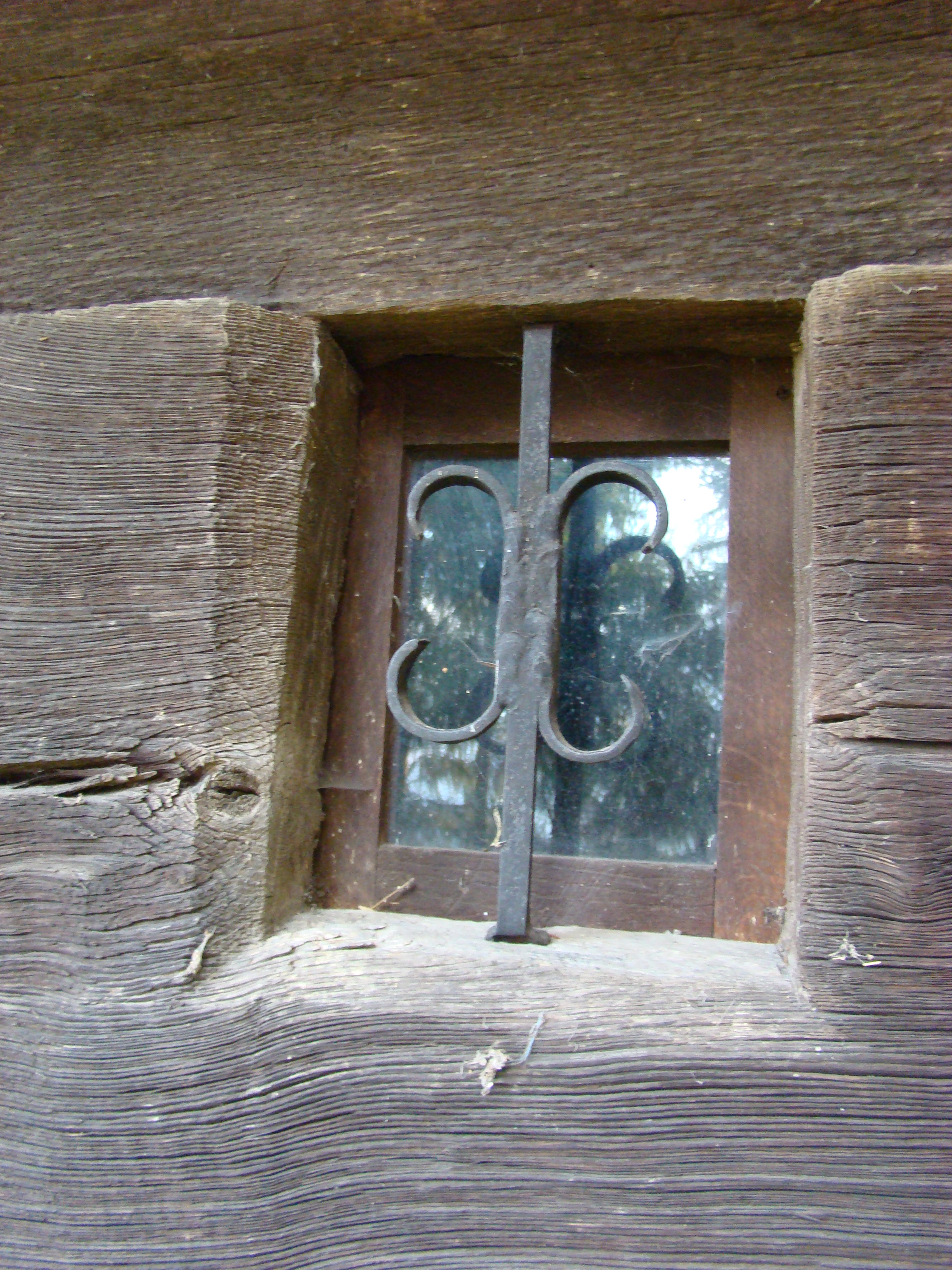
Fereastră cu grilaj
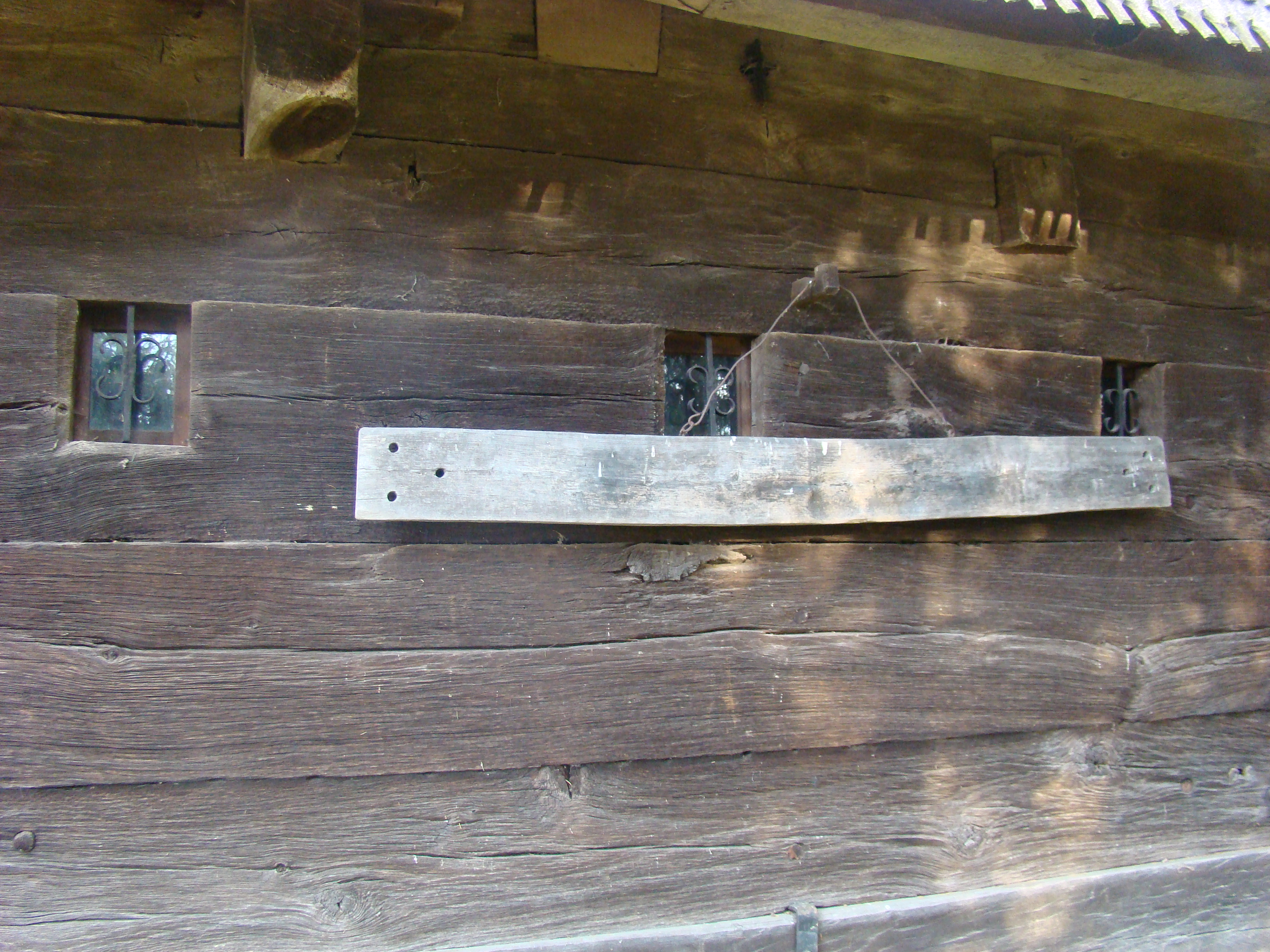
Toaca
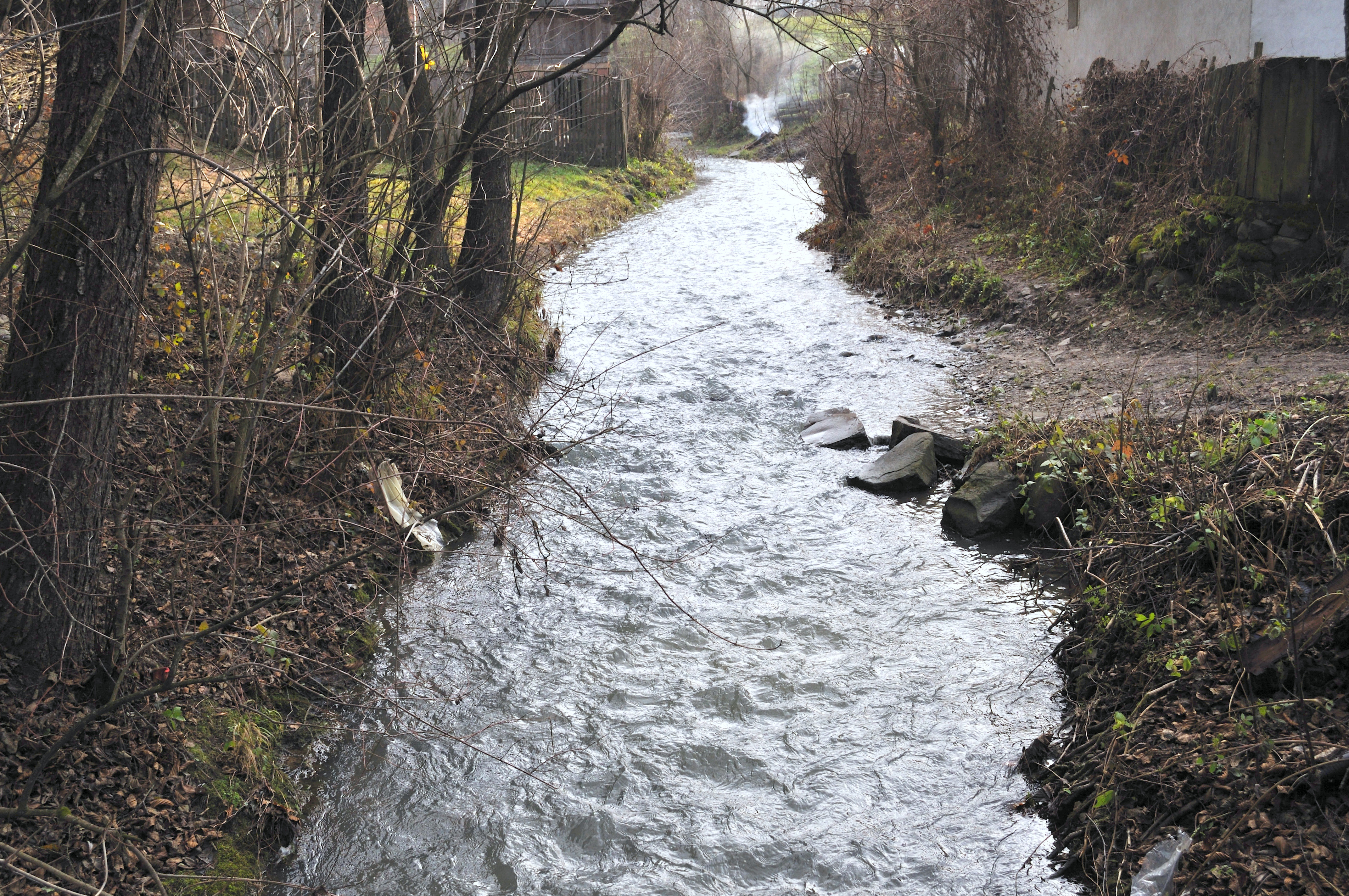
Împrejurimi: Valea Rogoazelor
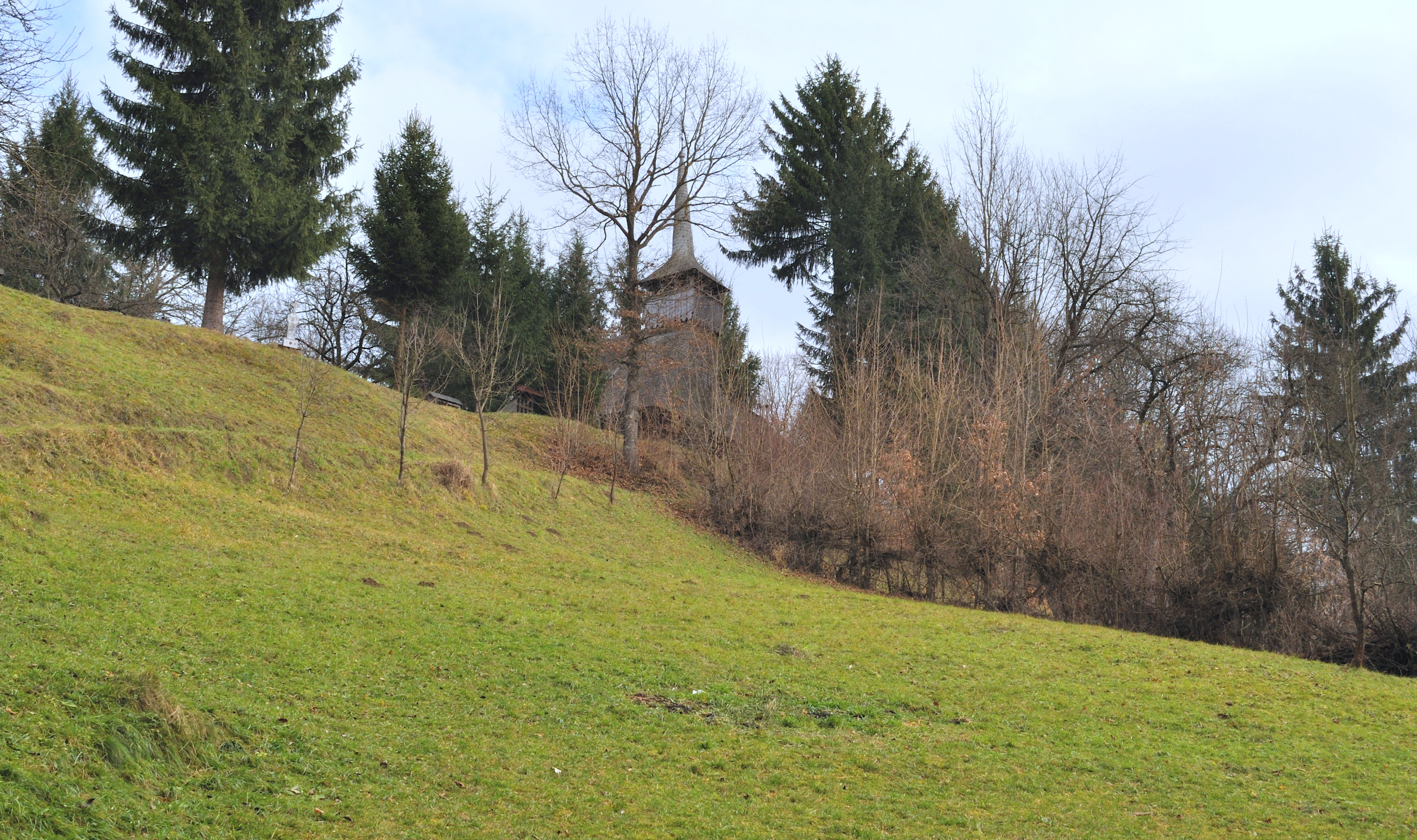
Biserica în vârf de deal
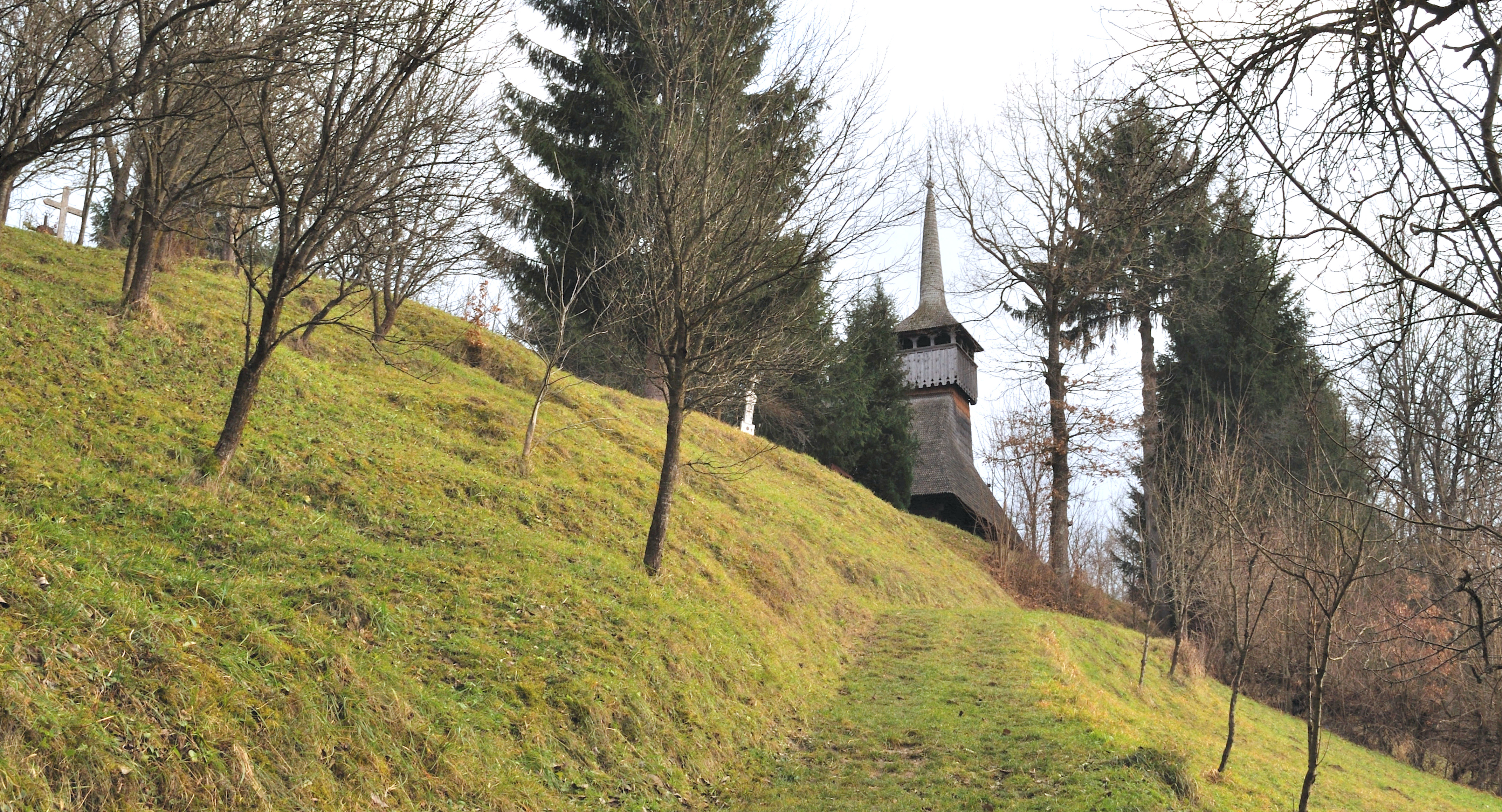
Biserica în vârf de deal
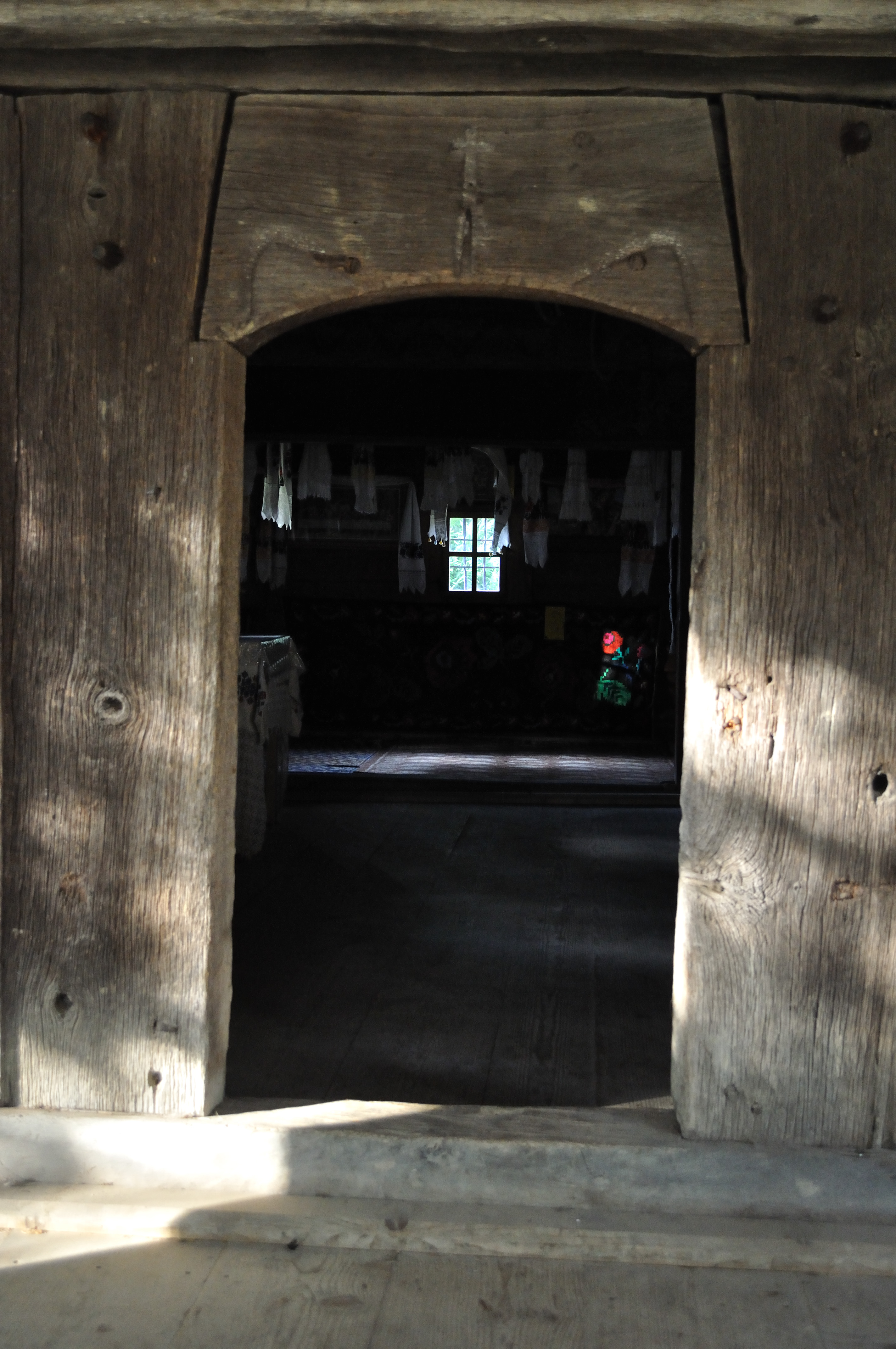
Portalul exterior
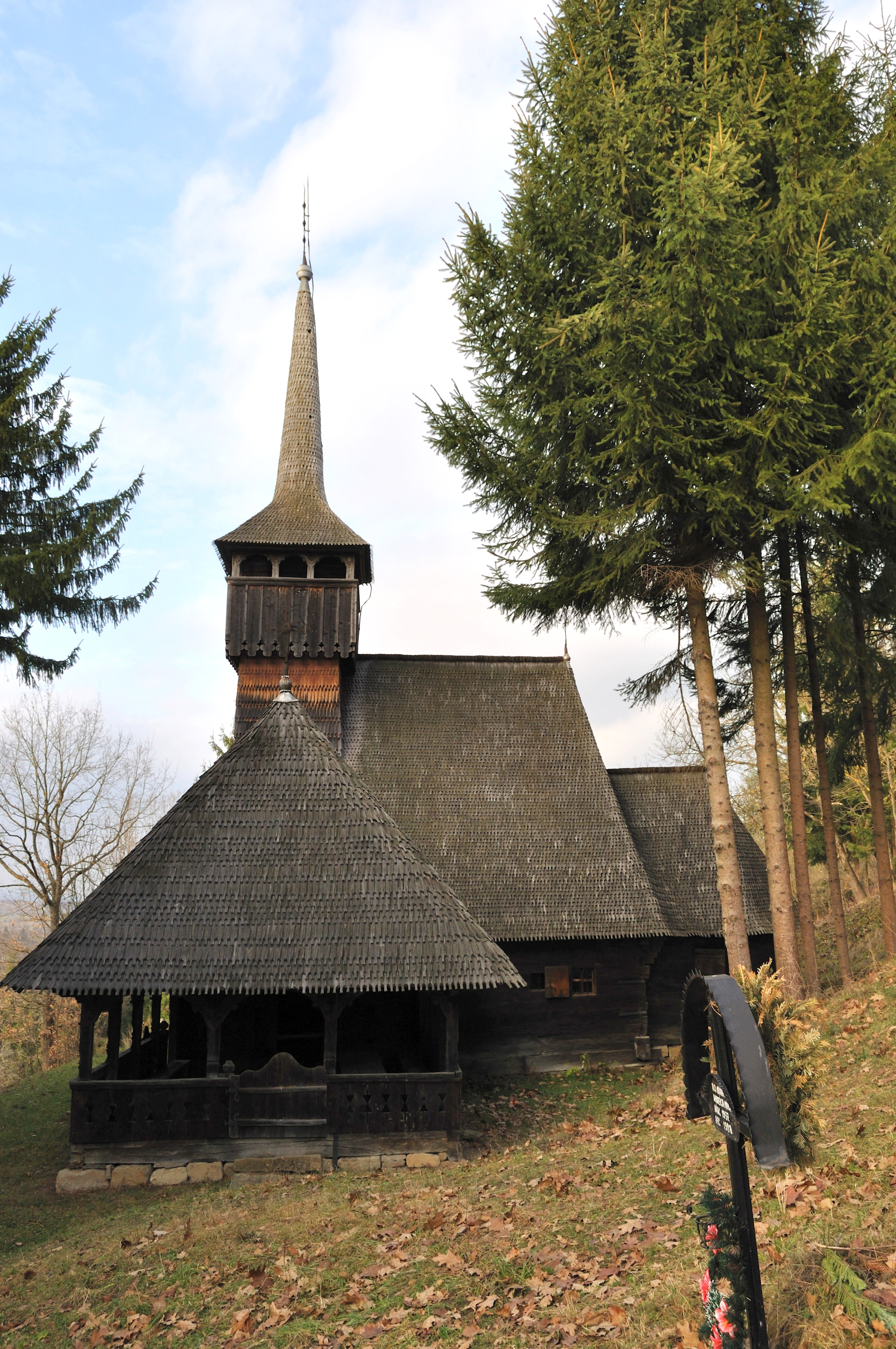
Biserica (sud)
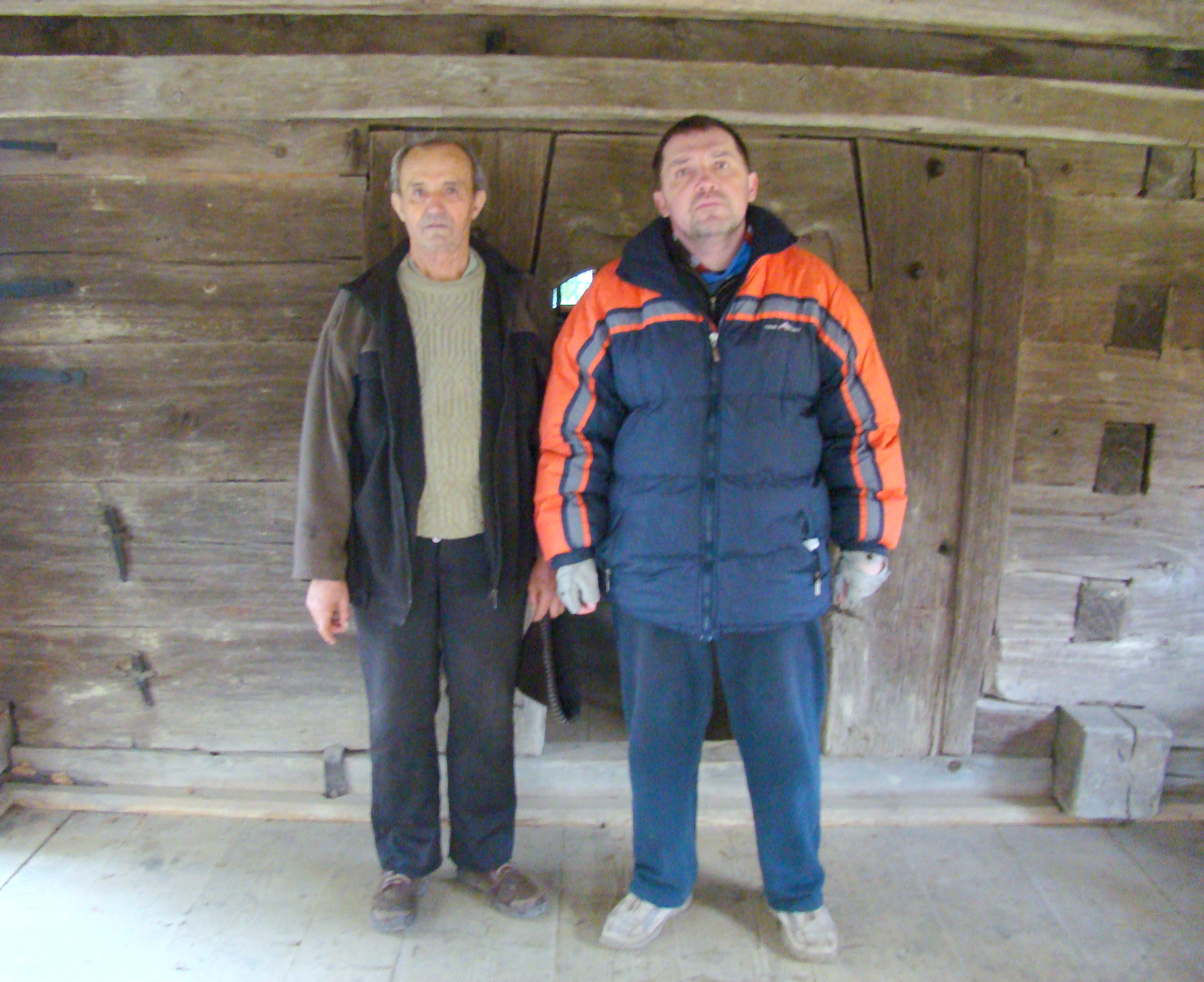
Crâsnicul Andreica Vasile (foto stânga)

## Imagini din interior

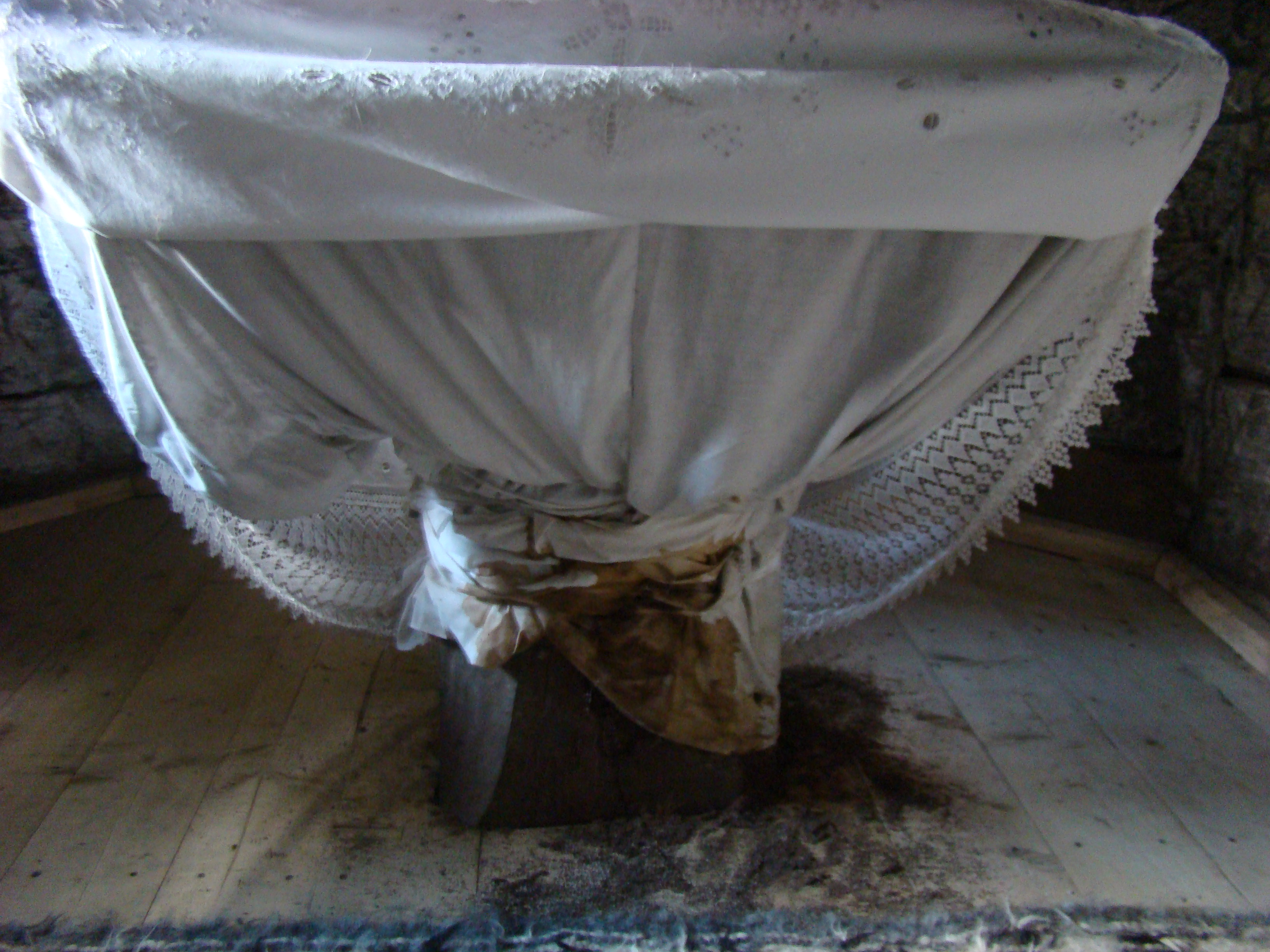
Piciorul mesei altarului
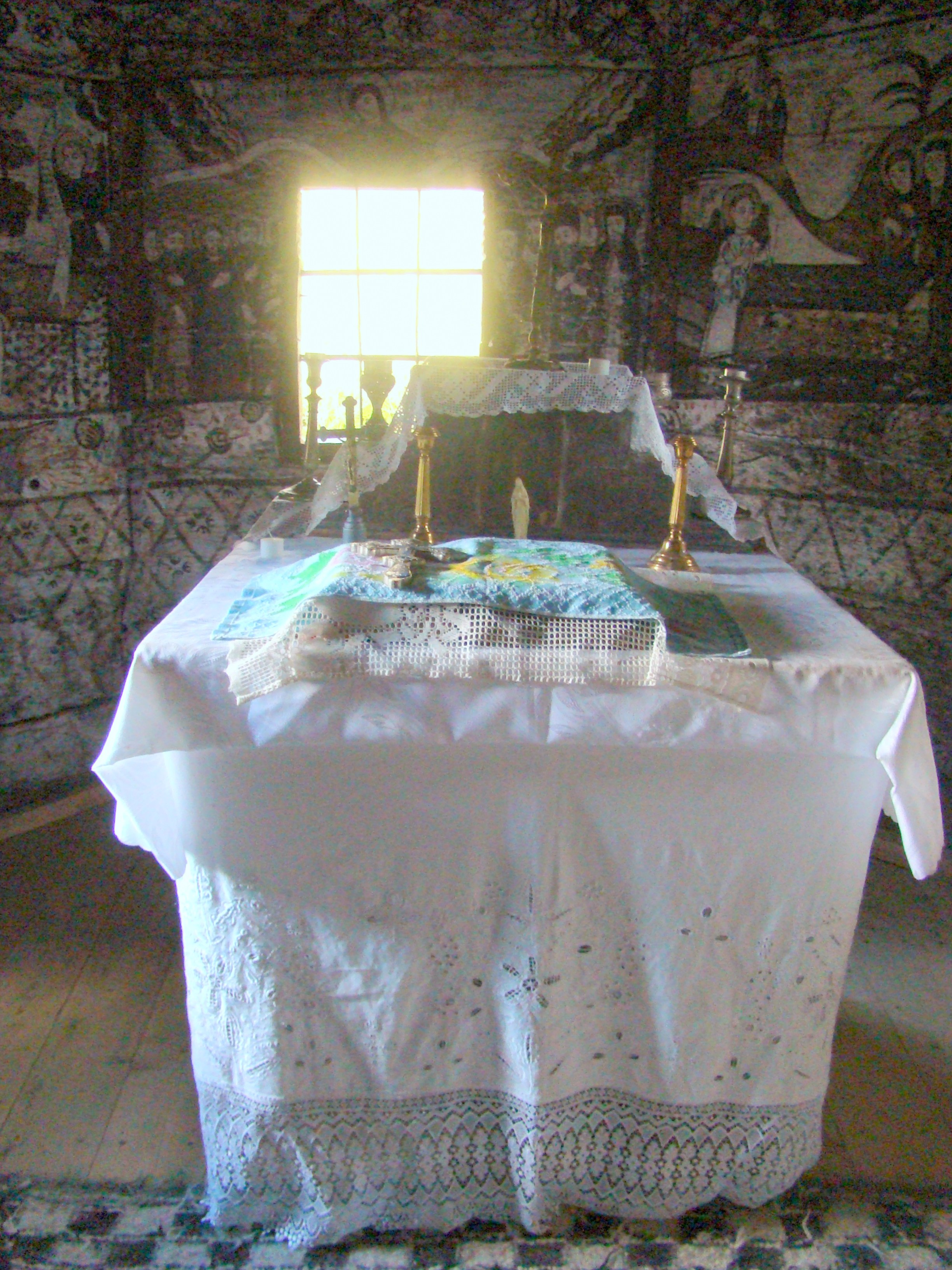
Masa altarului
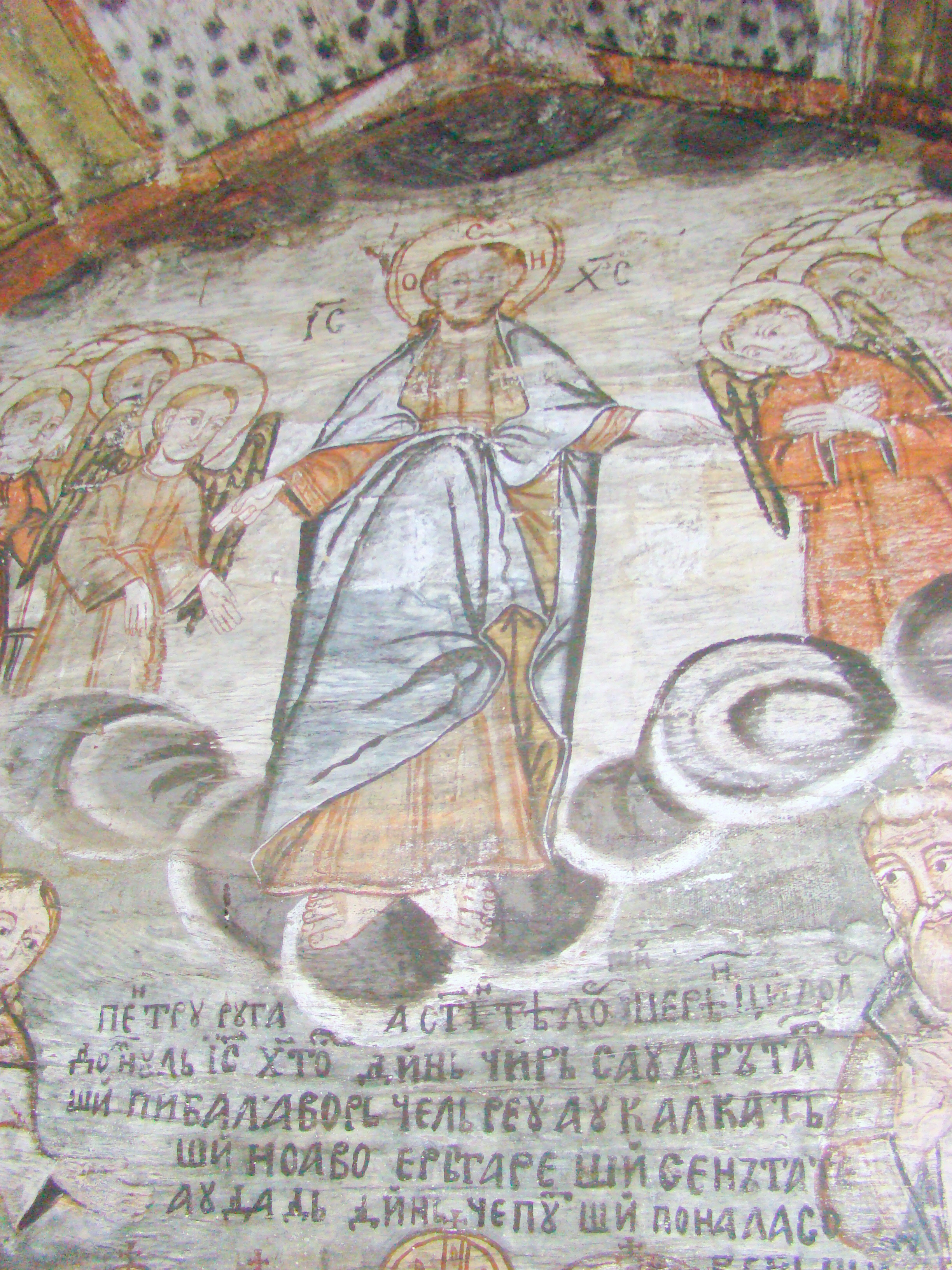
Dosul catapetesmei (detaliu)
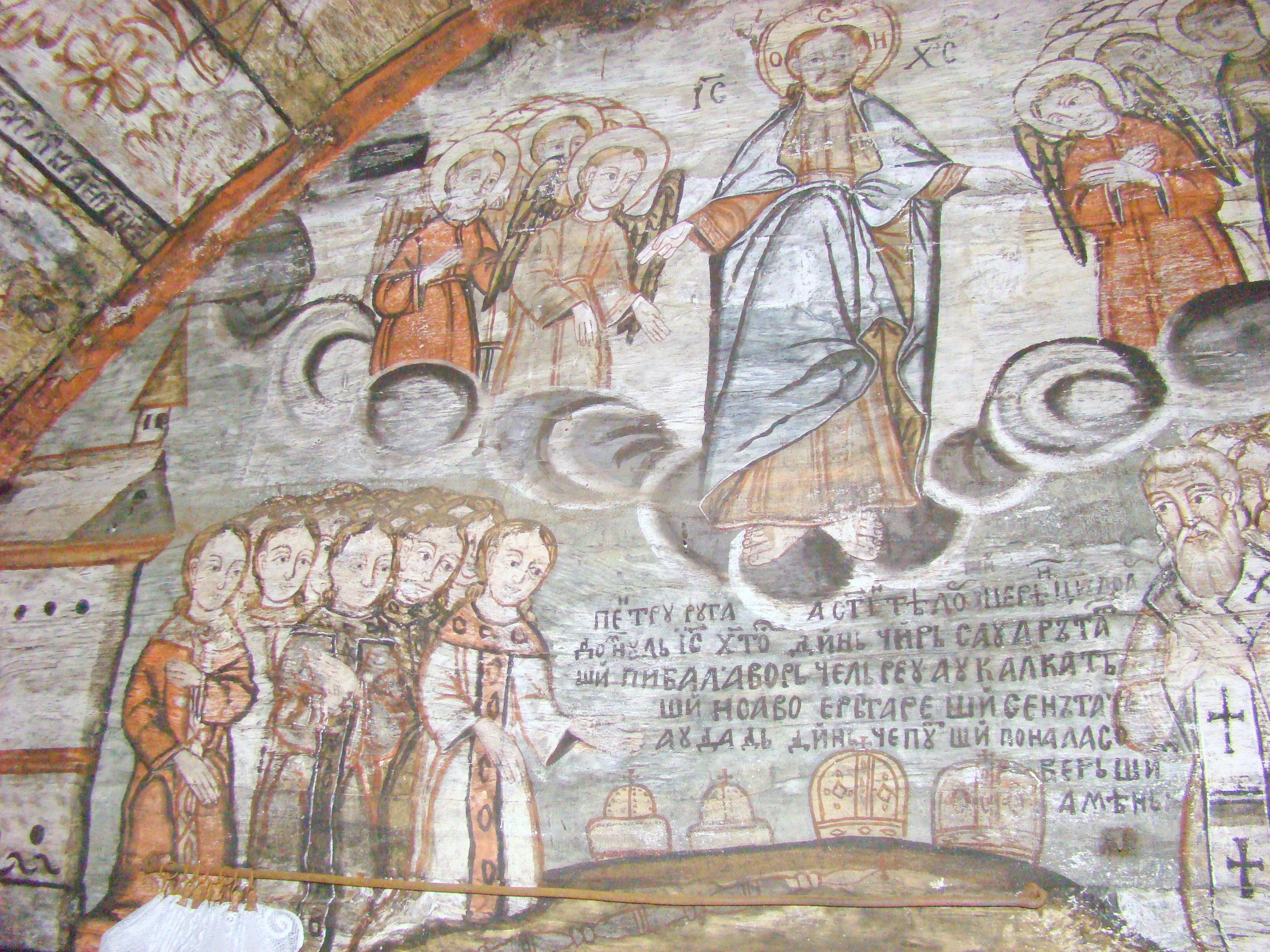
Dosul catapetesmei (detaliu)
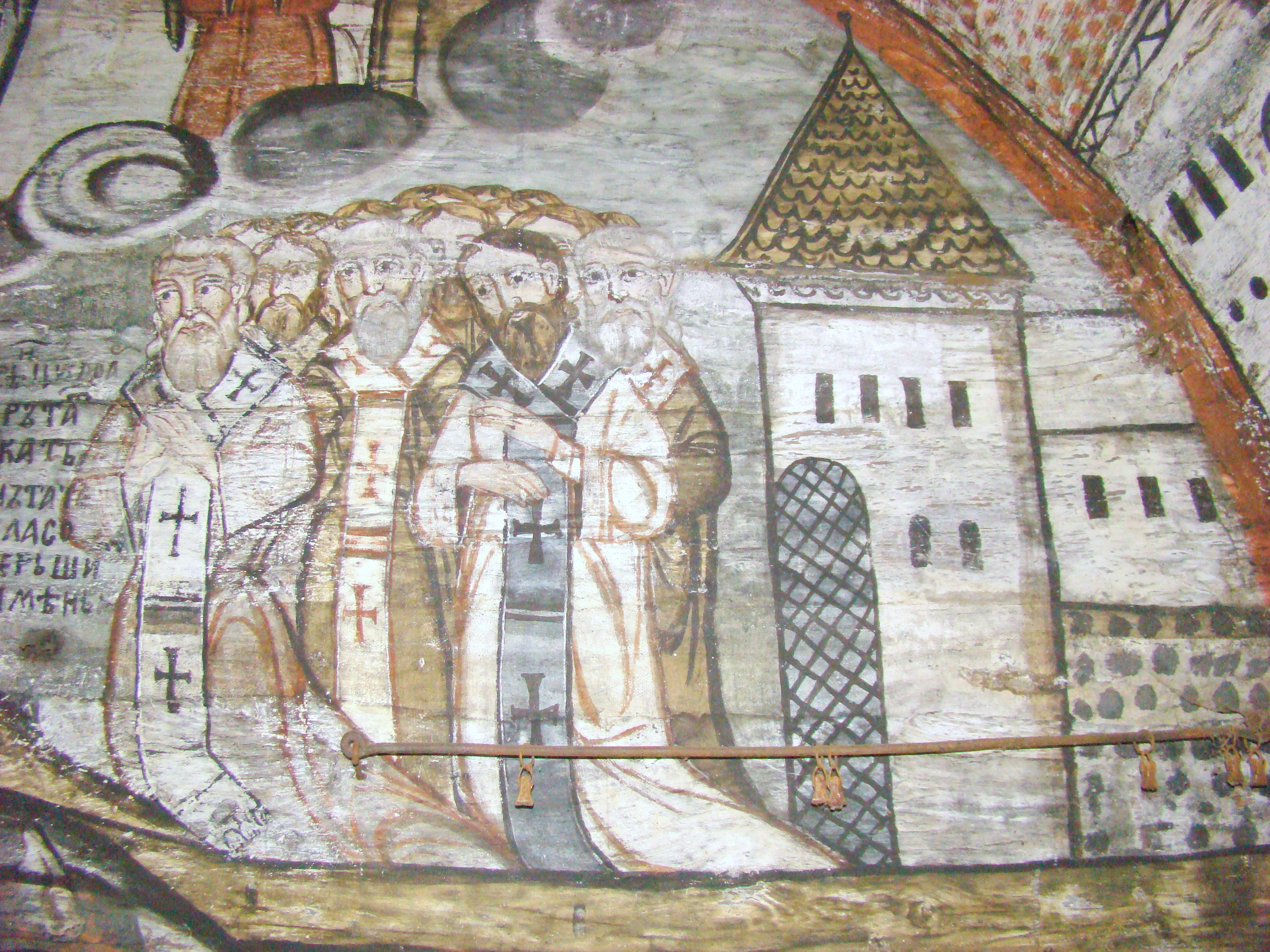
Dosul catapetesmei (detaliu)
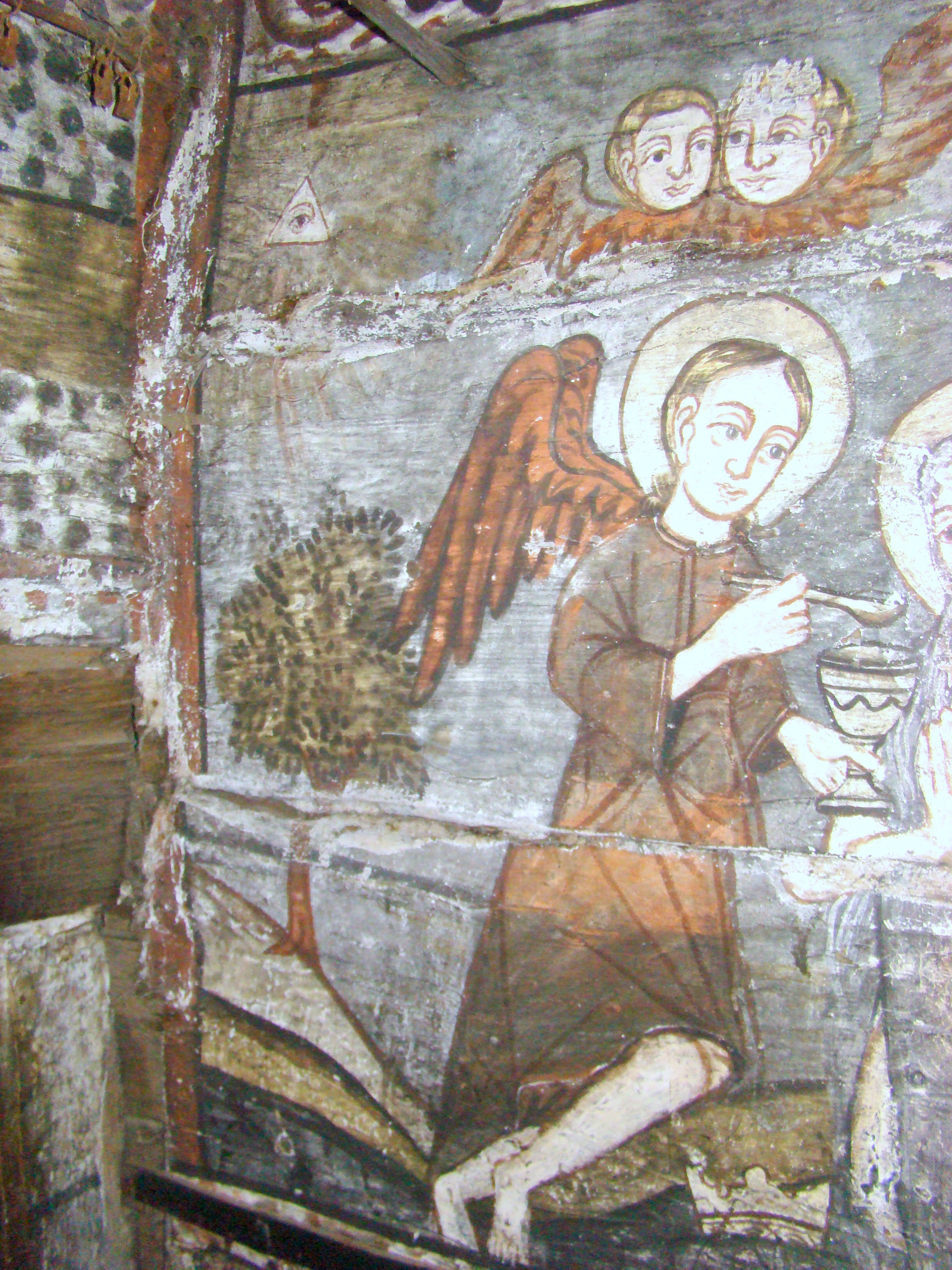
Împărtășirea Sf. Onufrie
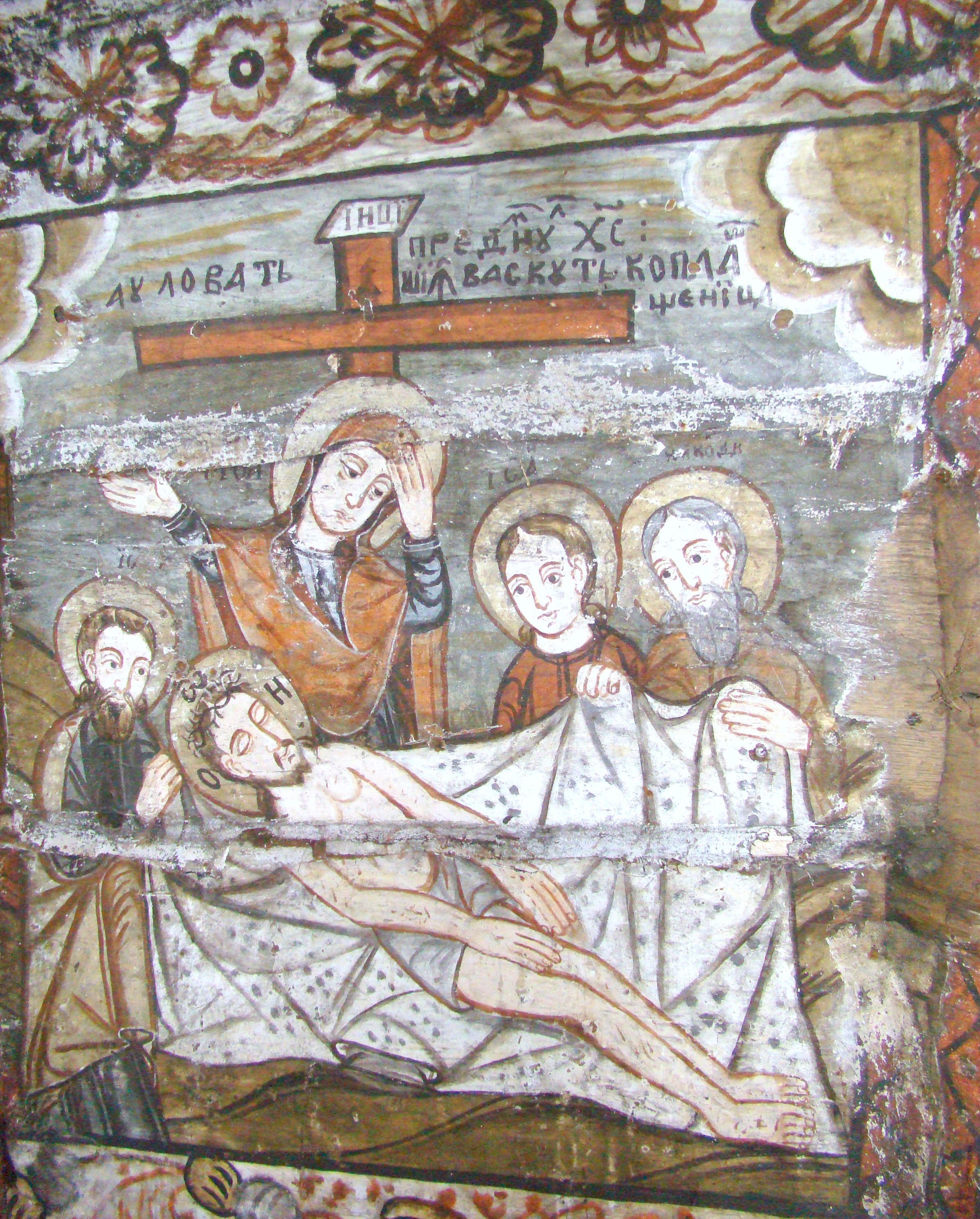
Plângerea lui Iisus
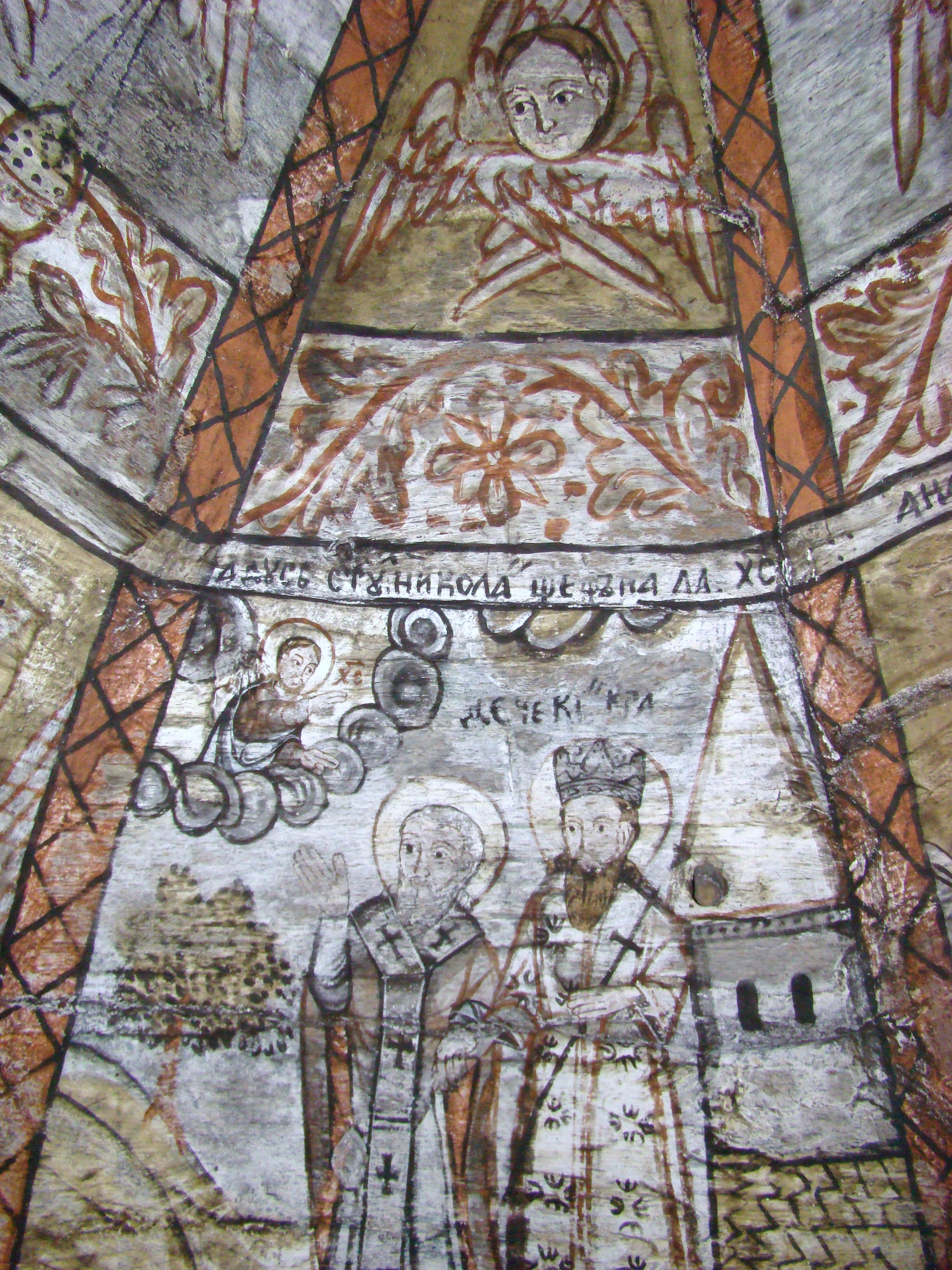
Pictura altarului
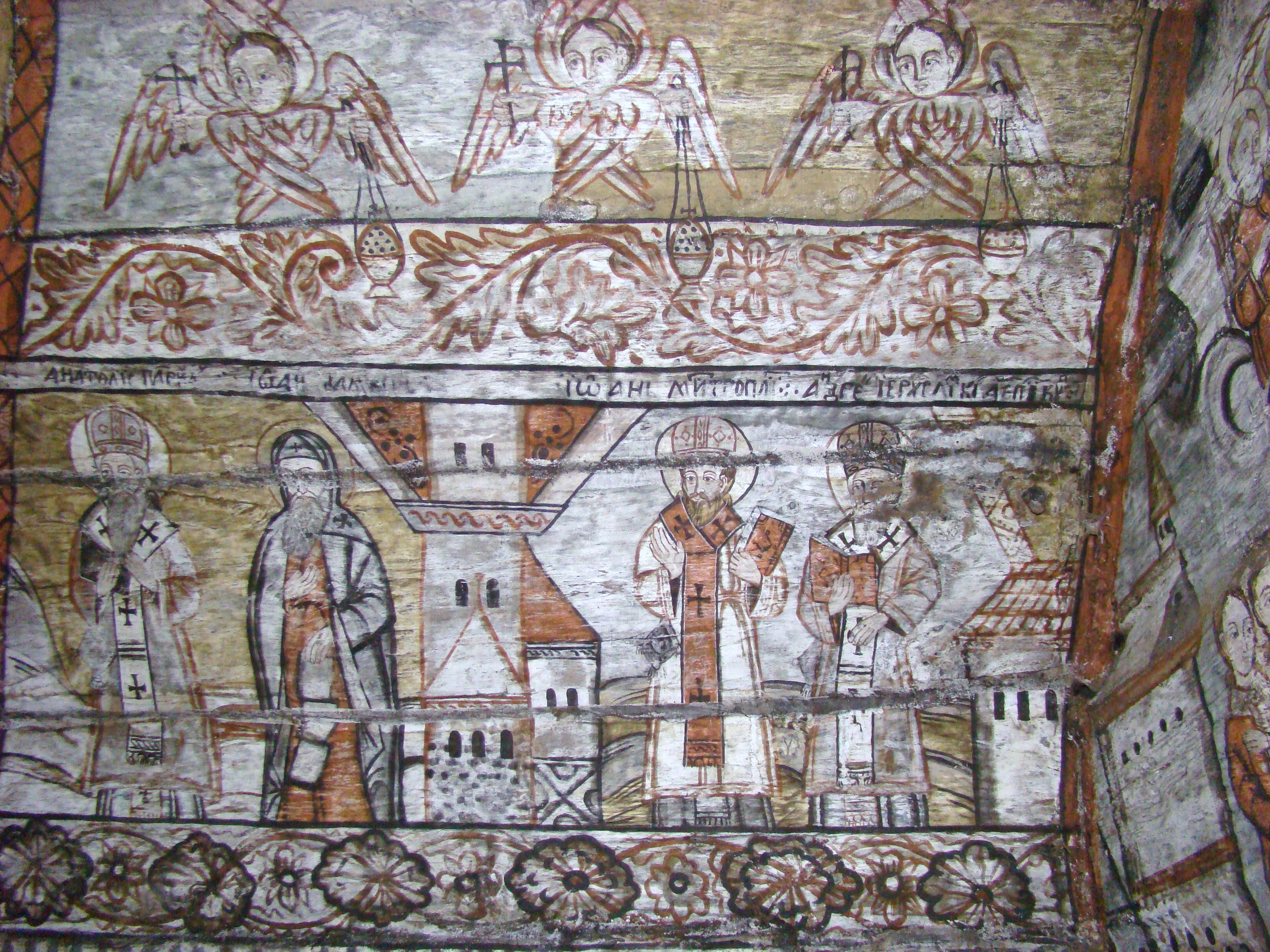
Pictura altarului: Teoria sfinților ierarhi
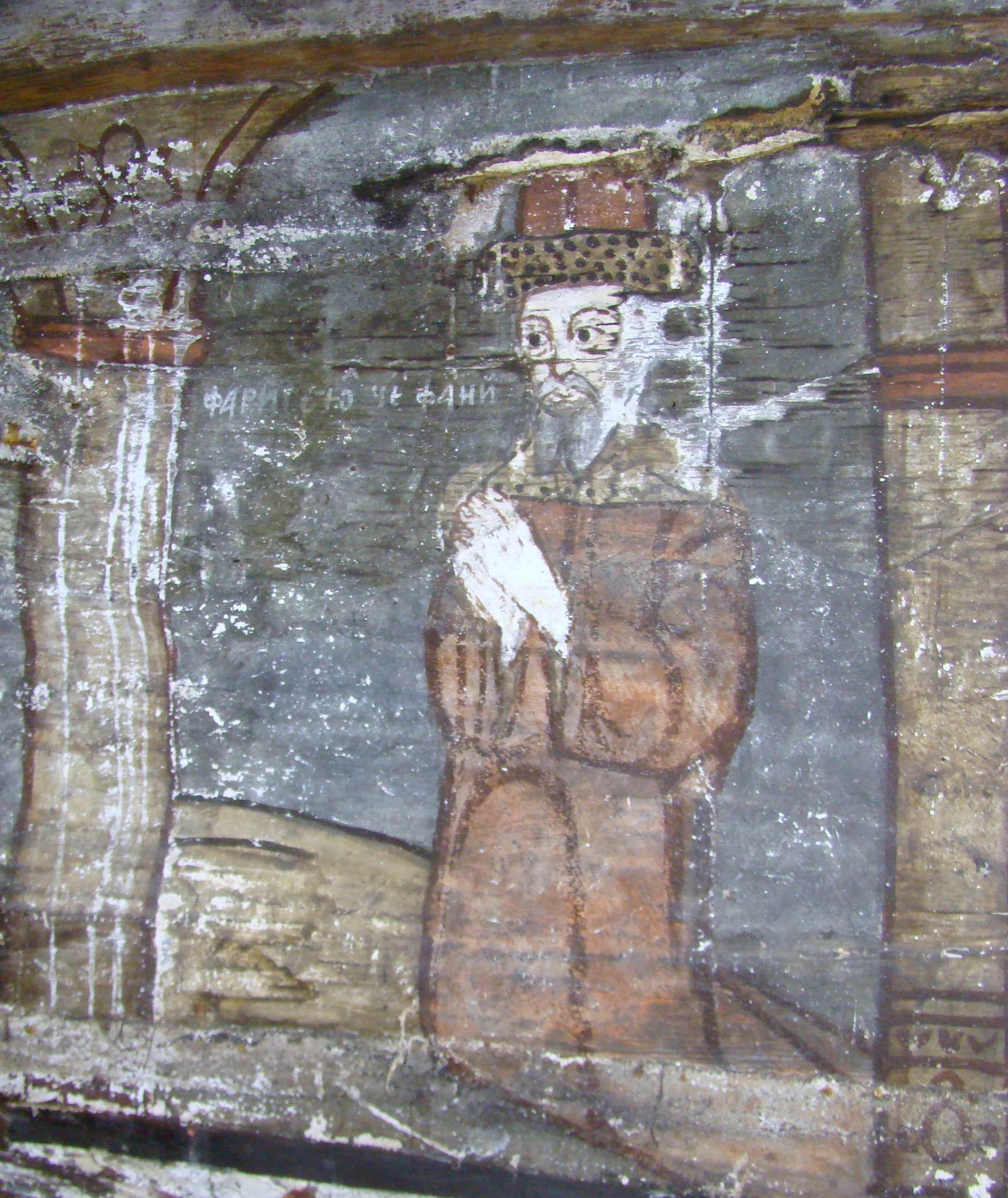
Pictura altarului
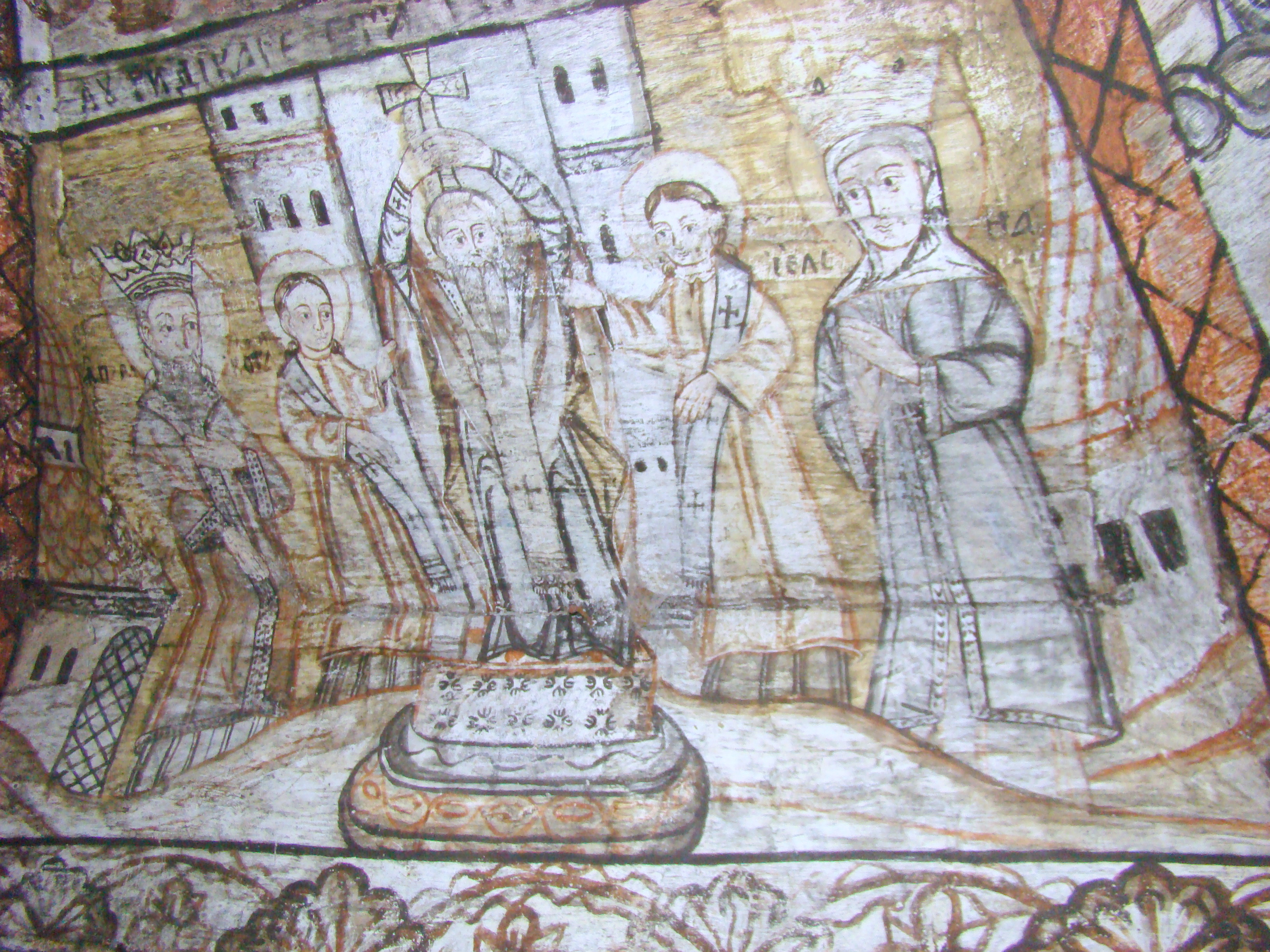
Înălțarea sfintei cruci
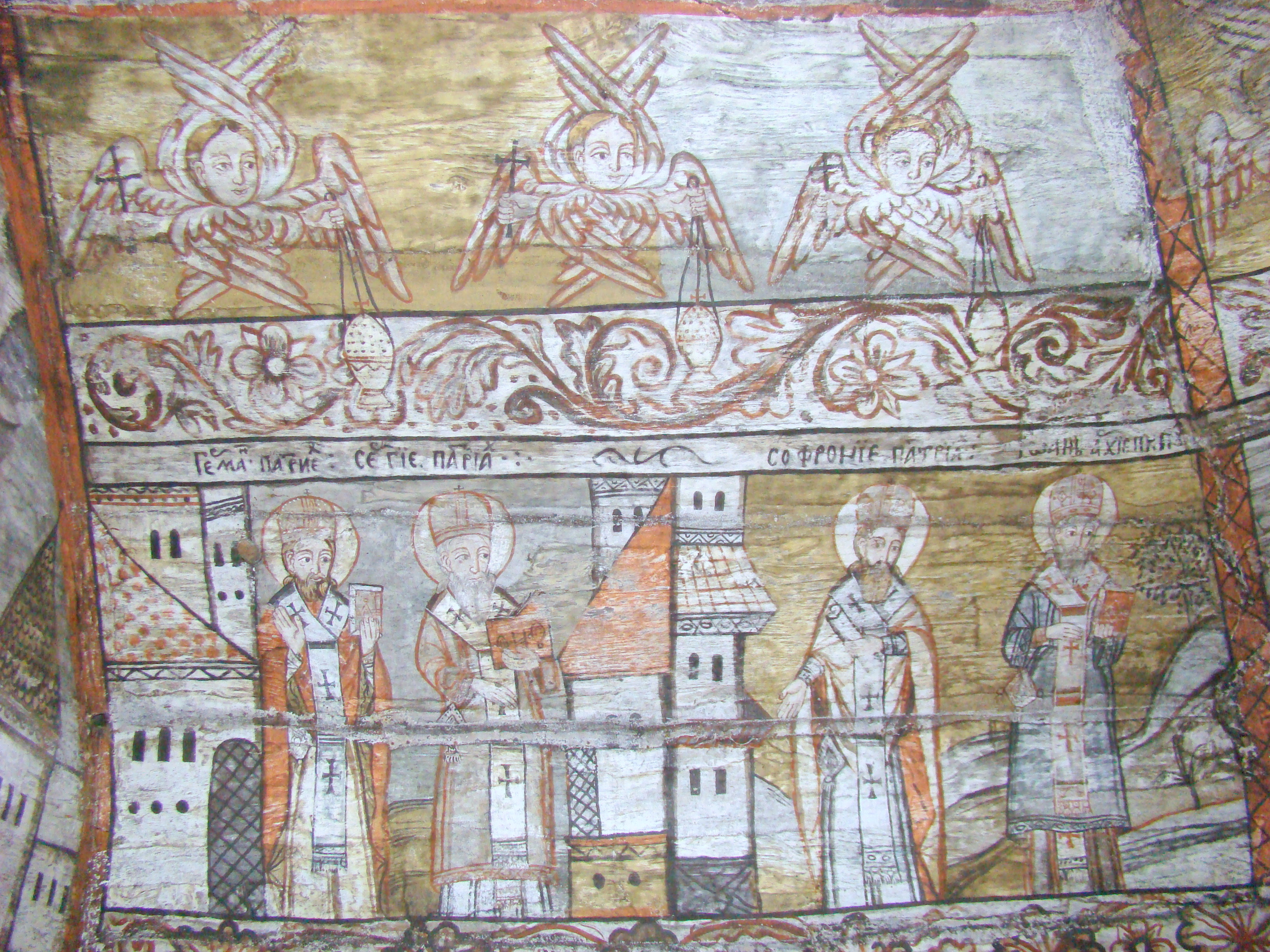
Pictura altarului
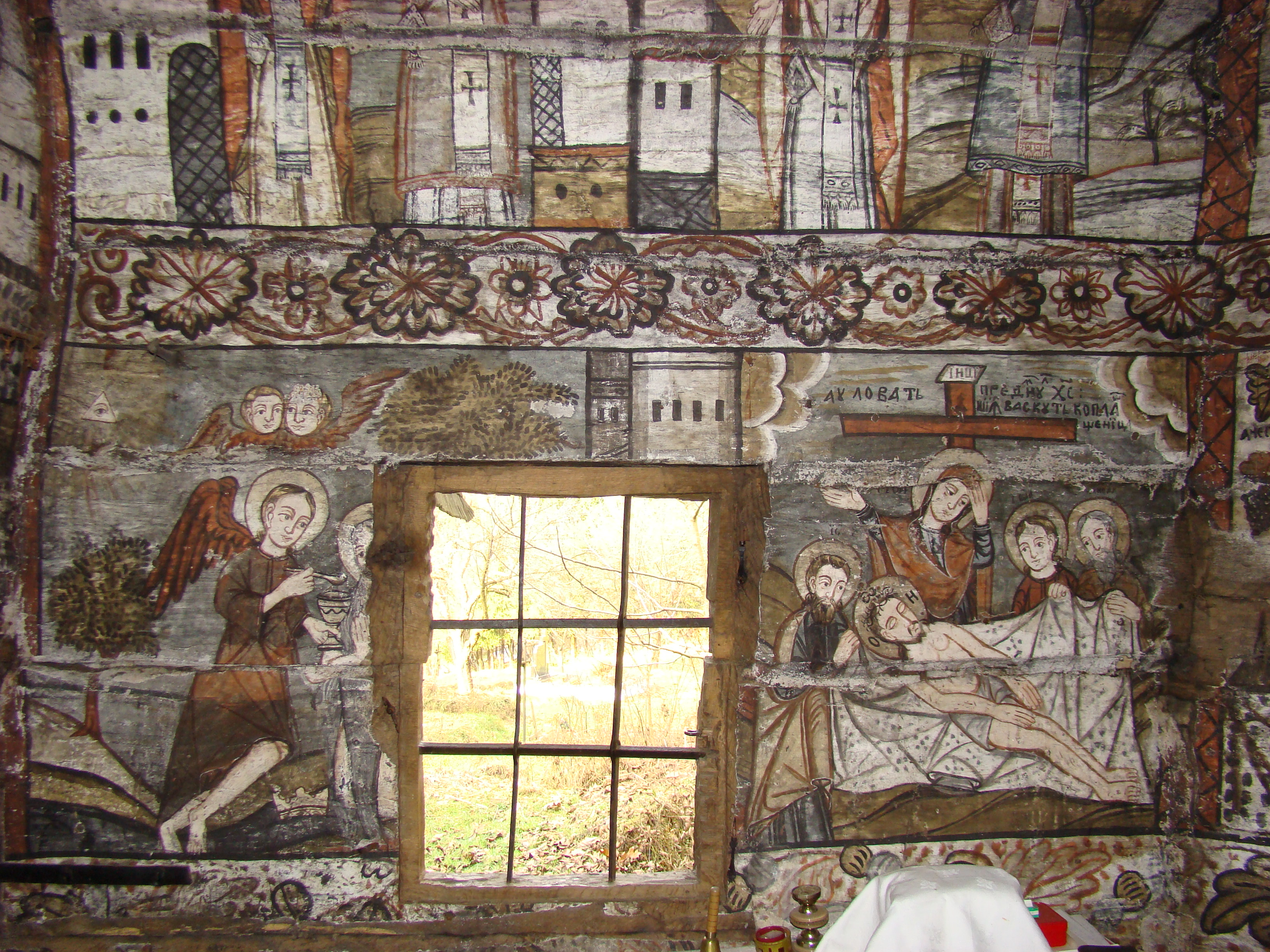
Pictura altarului
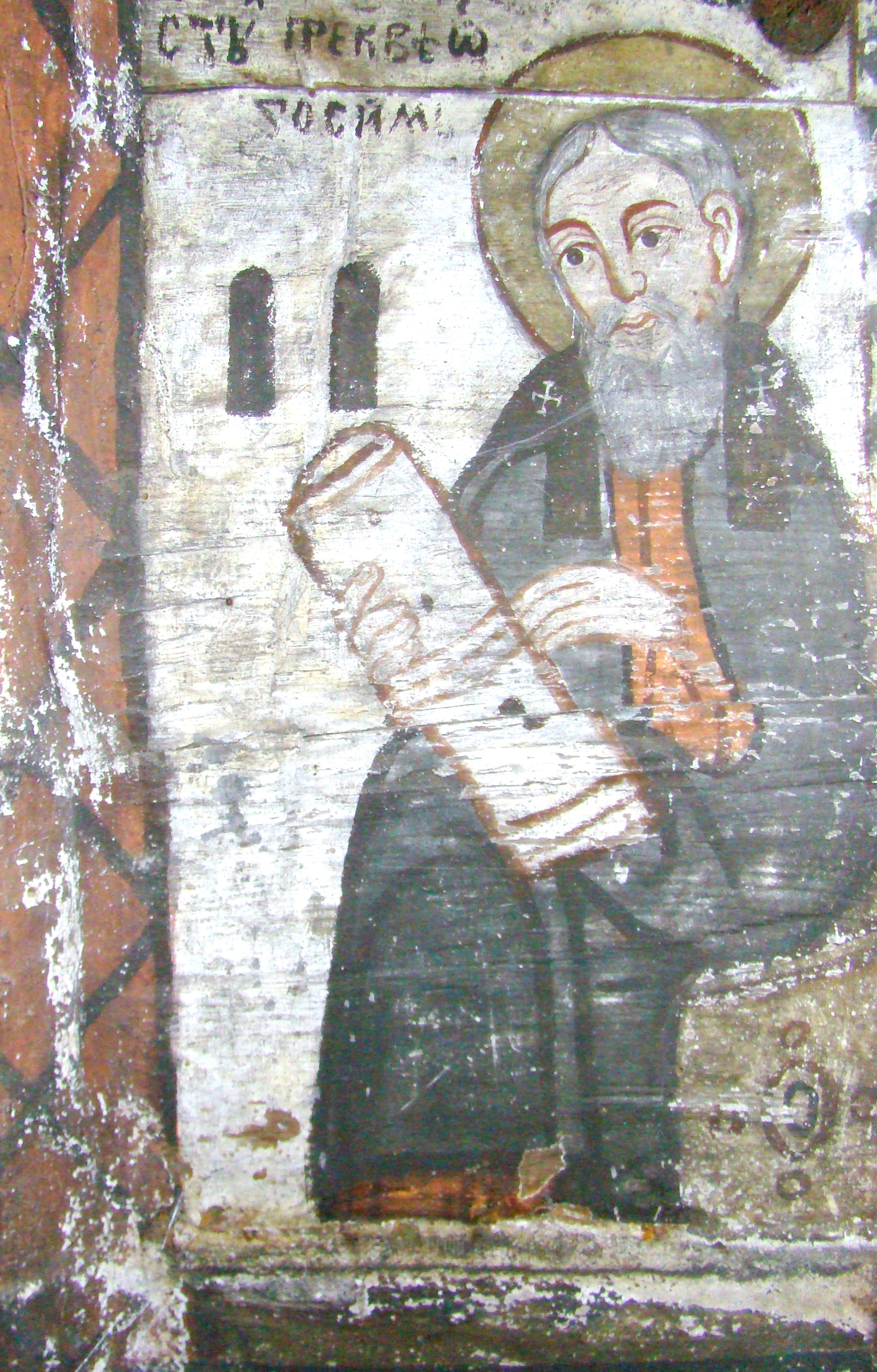
Pictura altarului
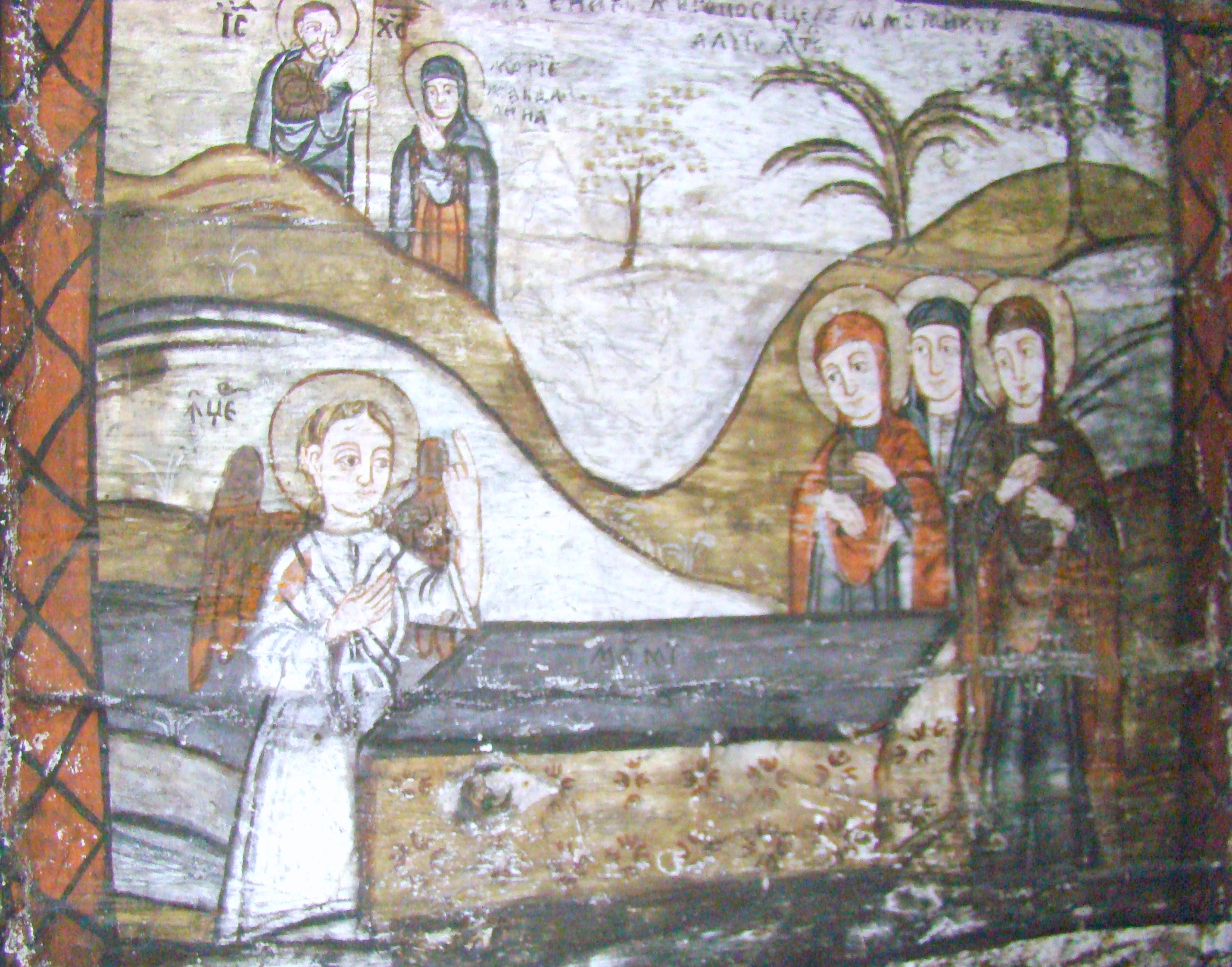
Mironosițele la mormânt și Iisus arătându-se Magdalenei
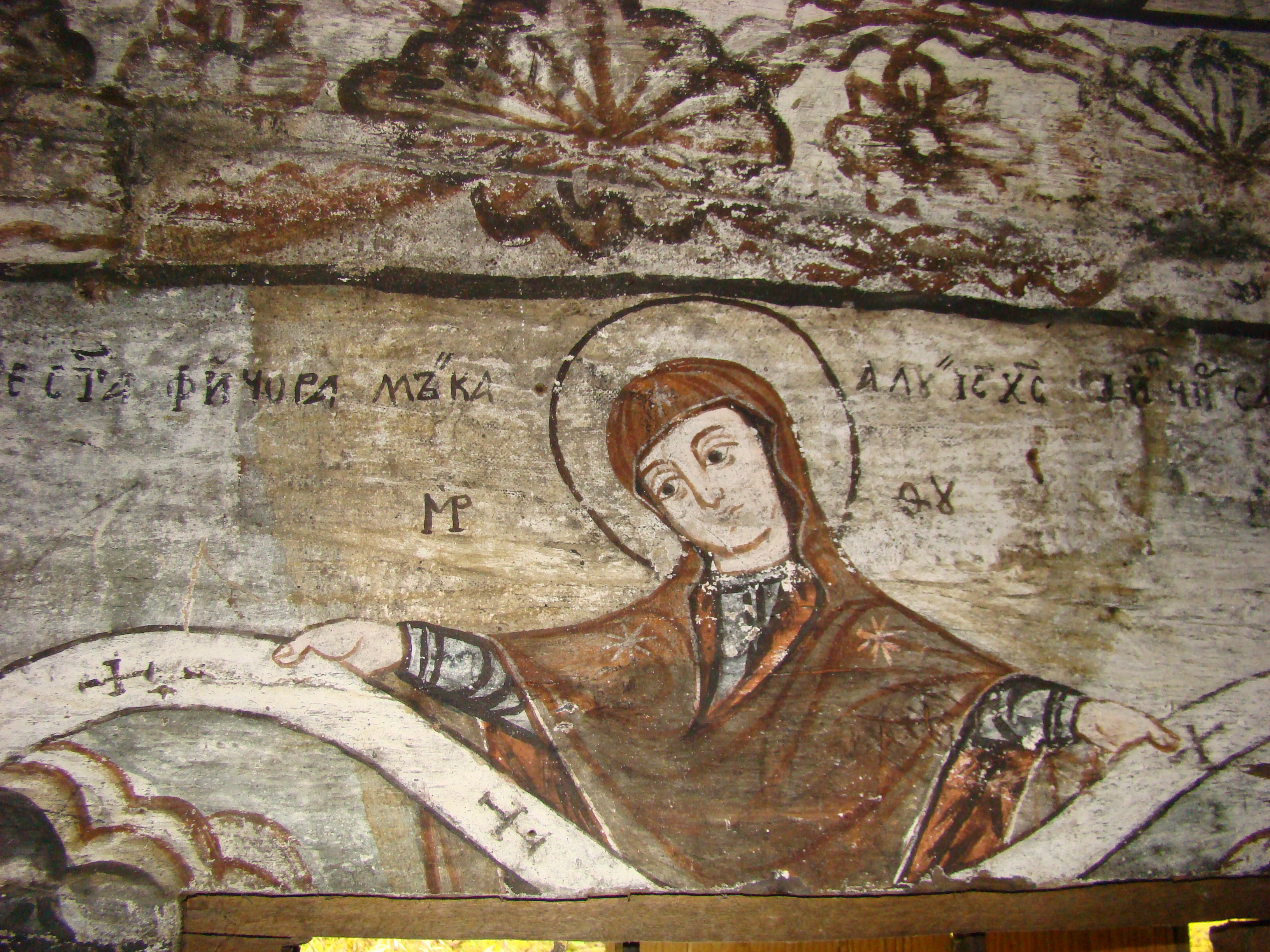
Acoperământul Maicii Domnului
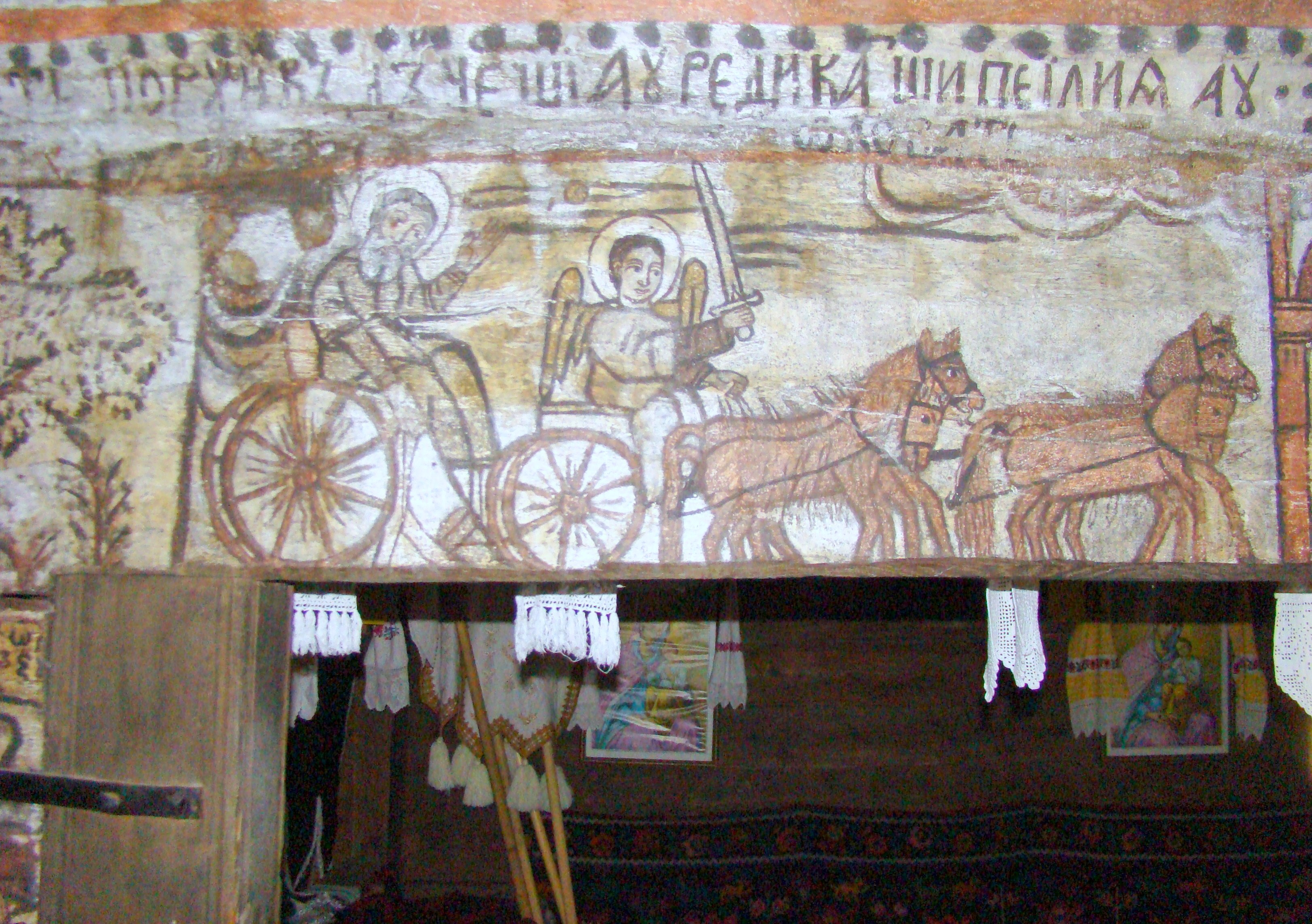
Naos: Înălțarea sfântului Ilie
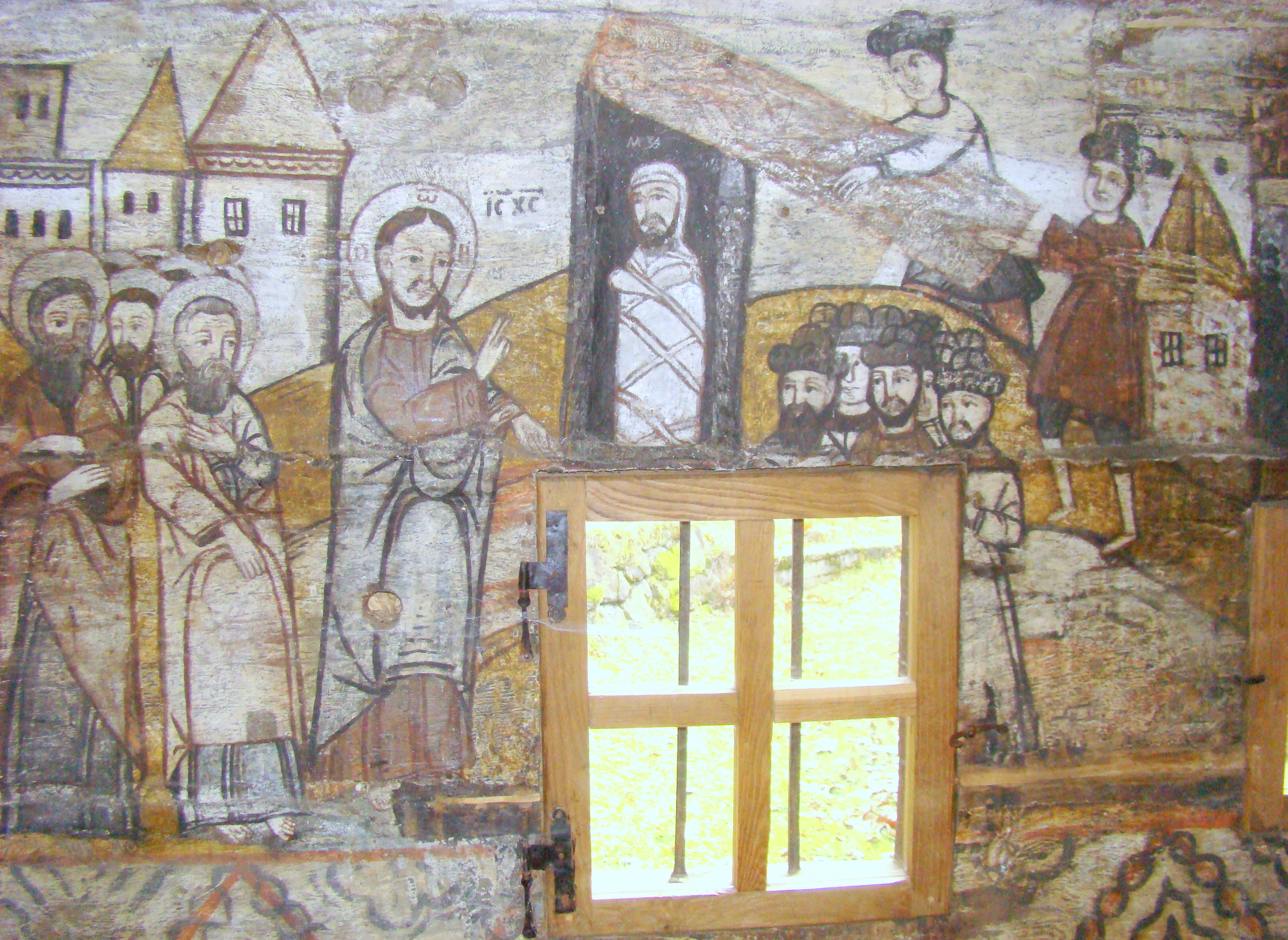
Naos
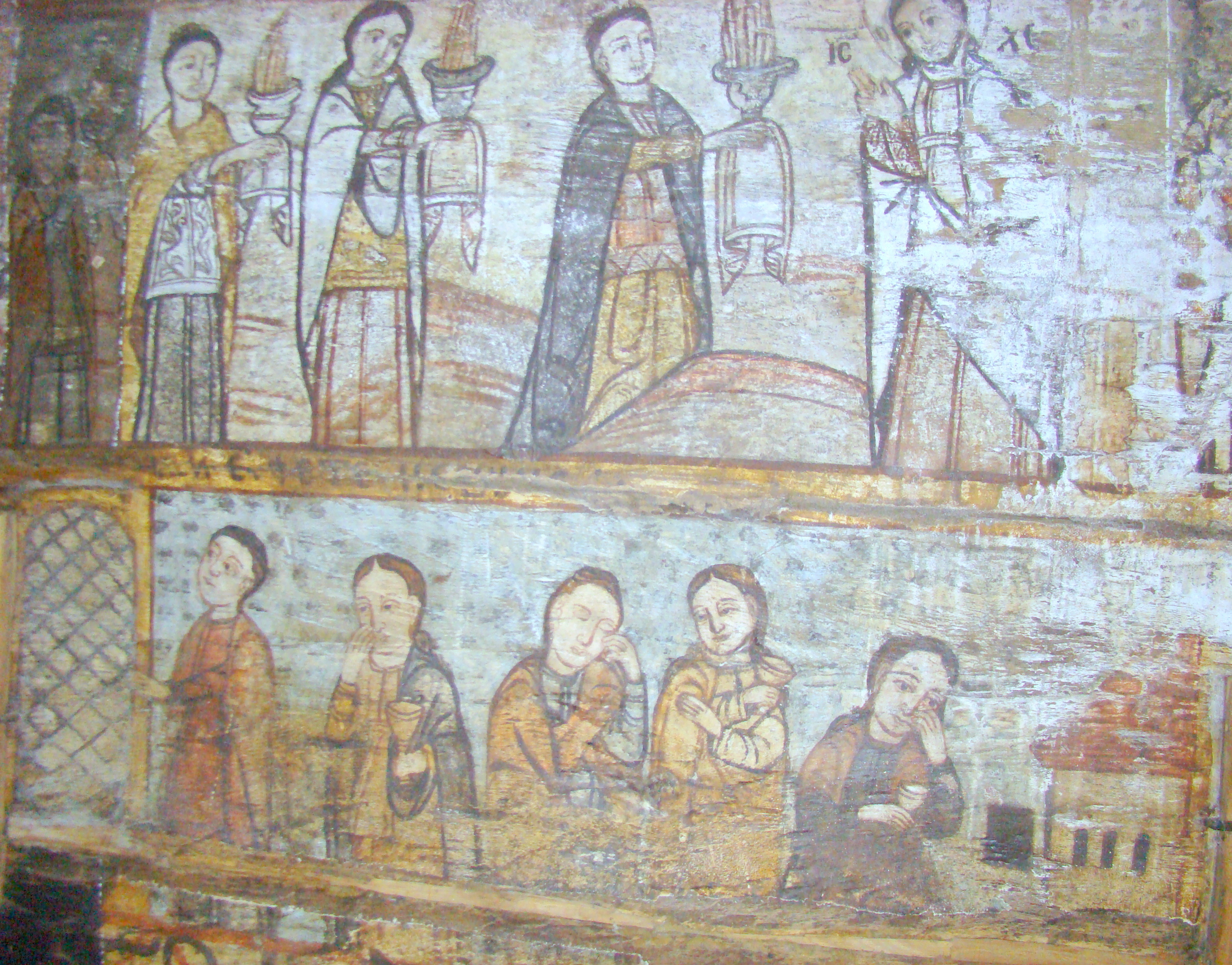
Naos: Pilda celor zece fecioare
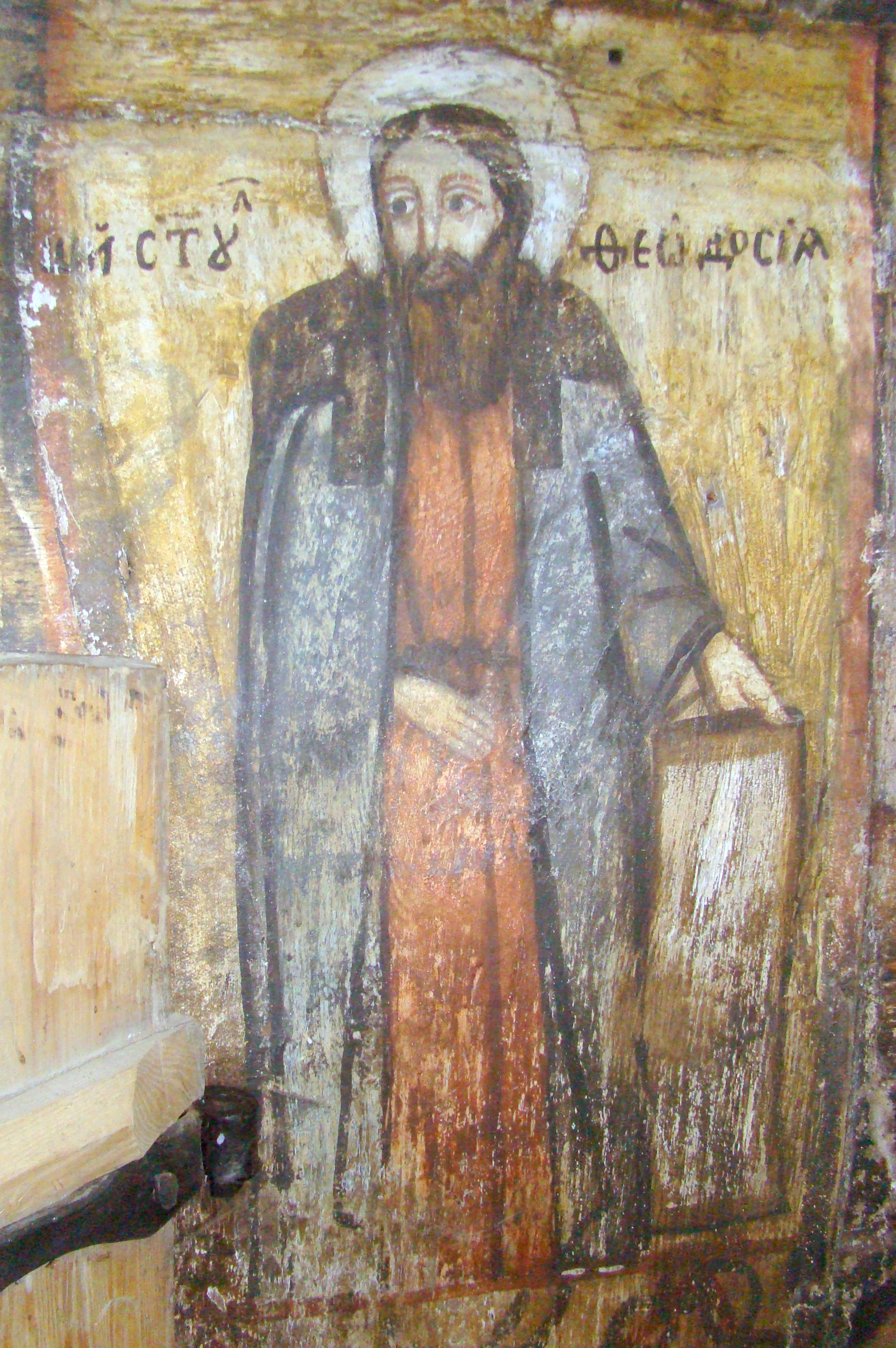
Naos: Sf. cuvios Teodosie
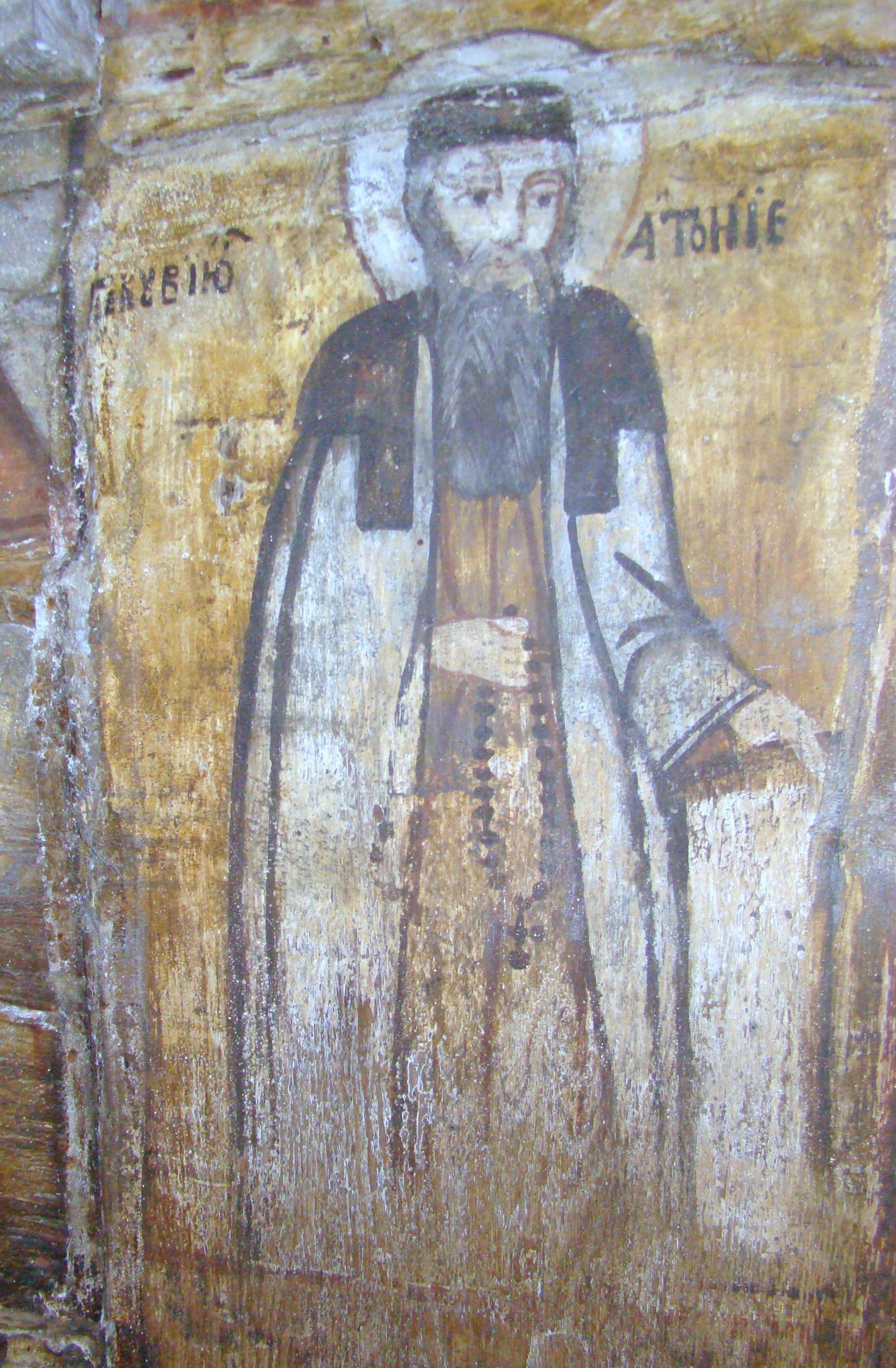
Naos: Sf. cuvios Antonie
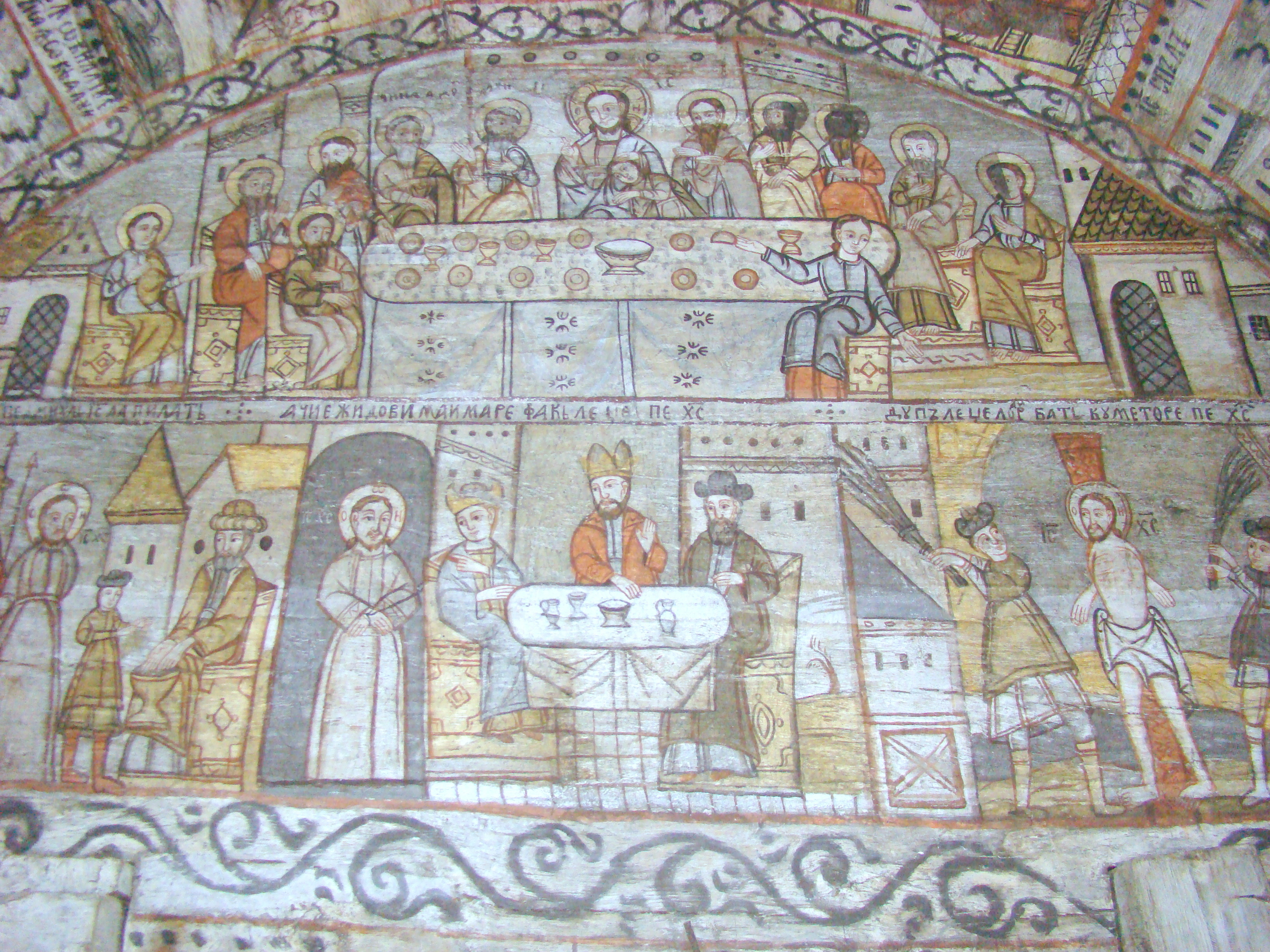
Naos: latura de vest
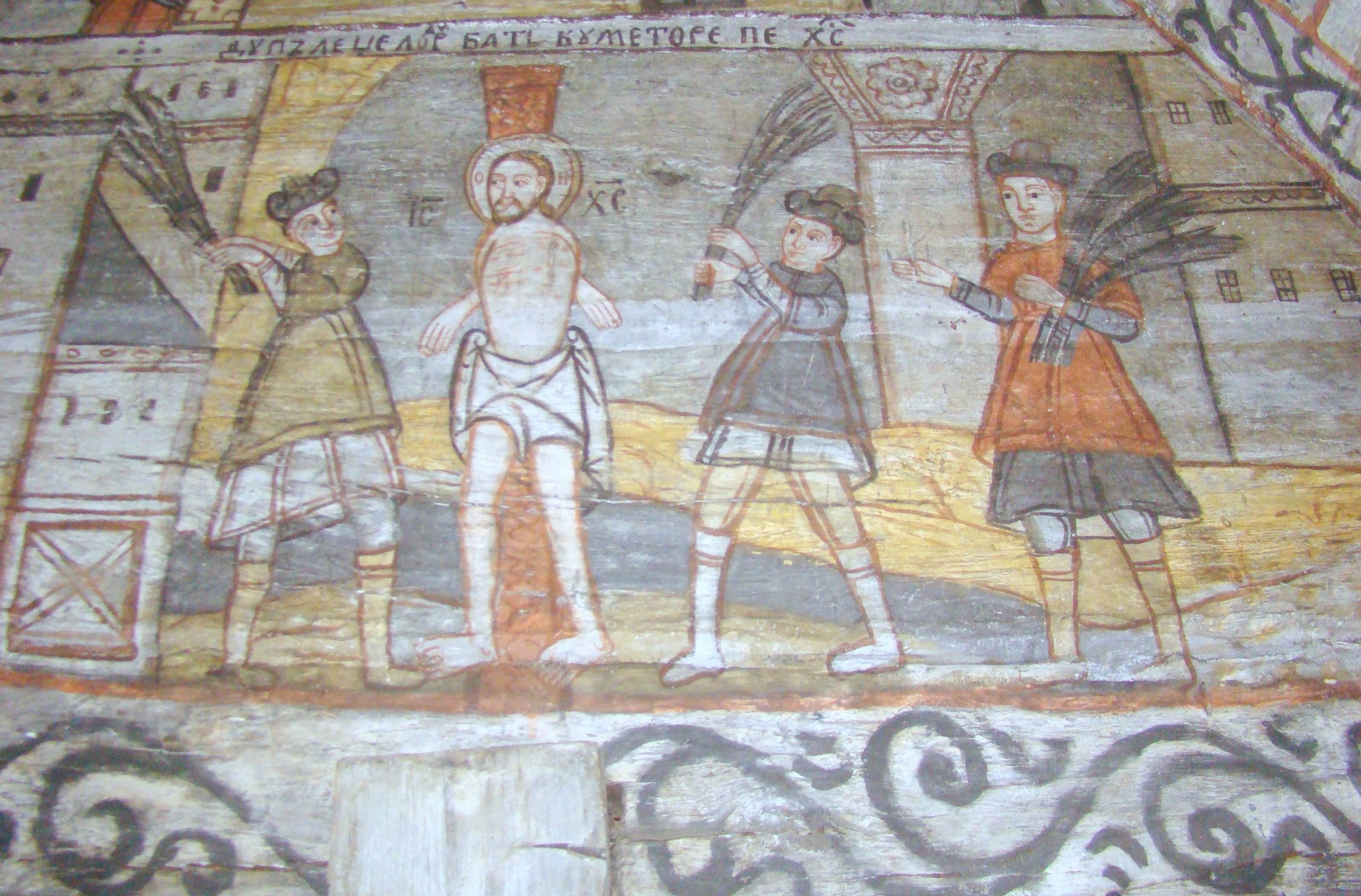
Naos: Flagelarea
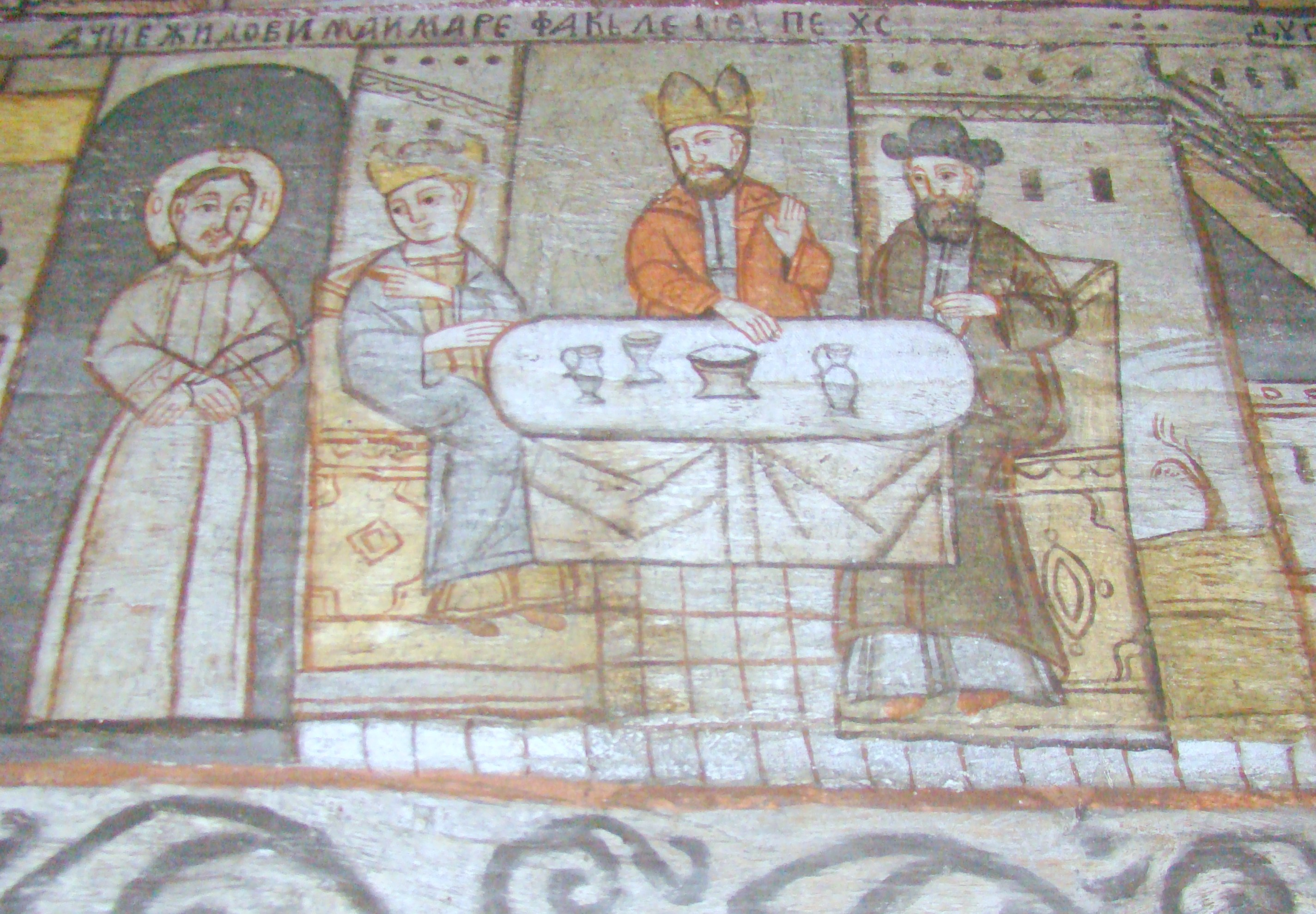
Naos: Judecata arhiereilor
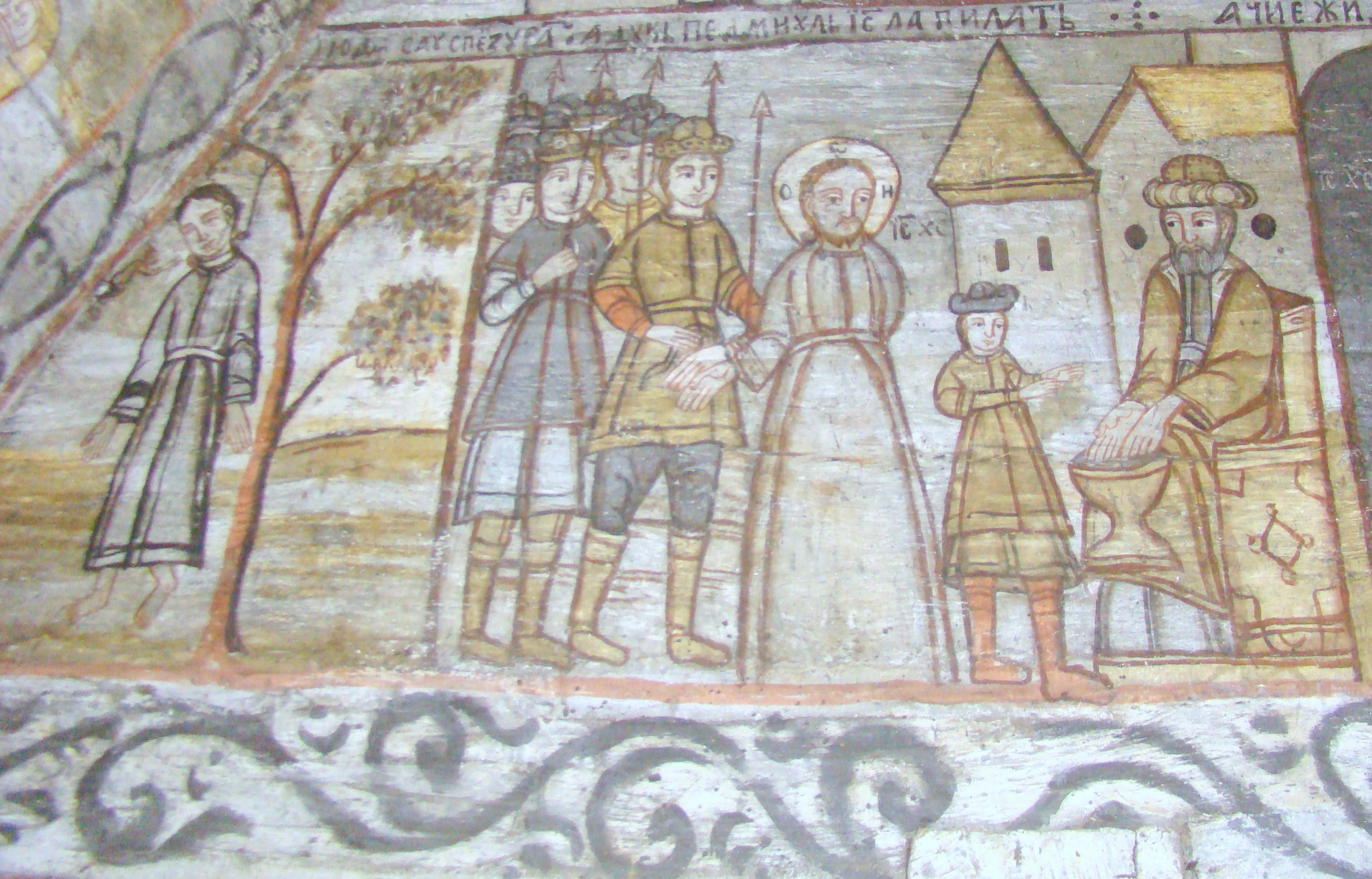
Naos: Iuda se spânzură; Pilat se spală pe mâini
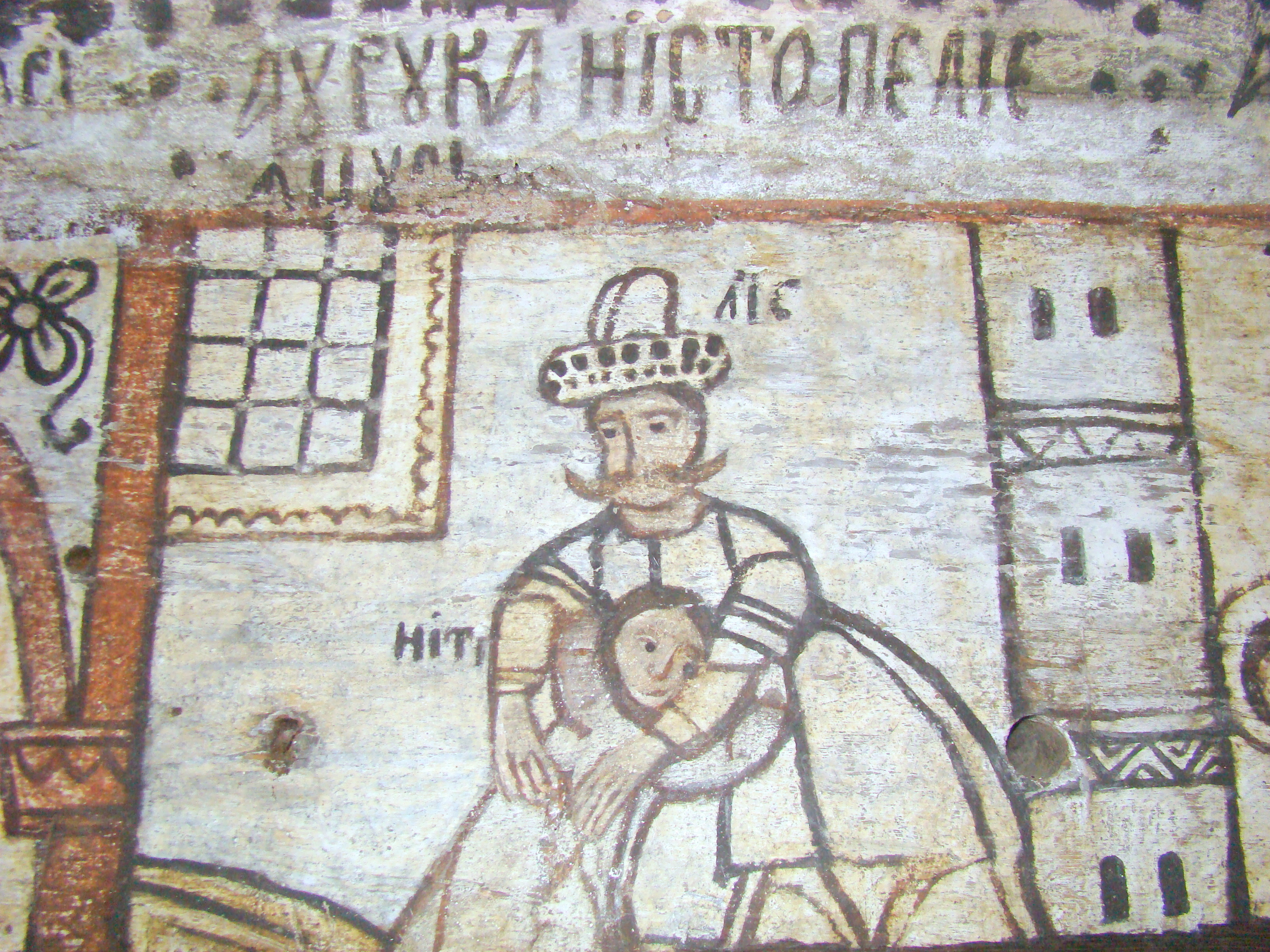
Lupta lui Nestor cu Lie
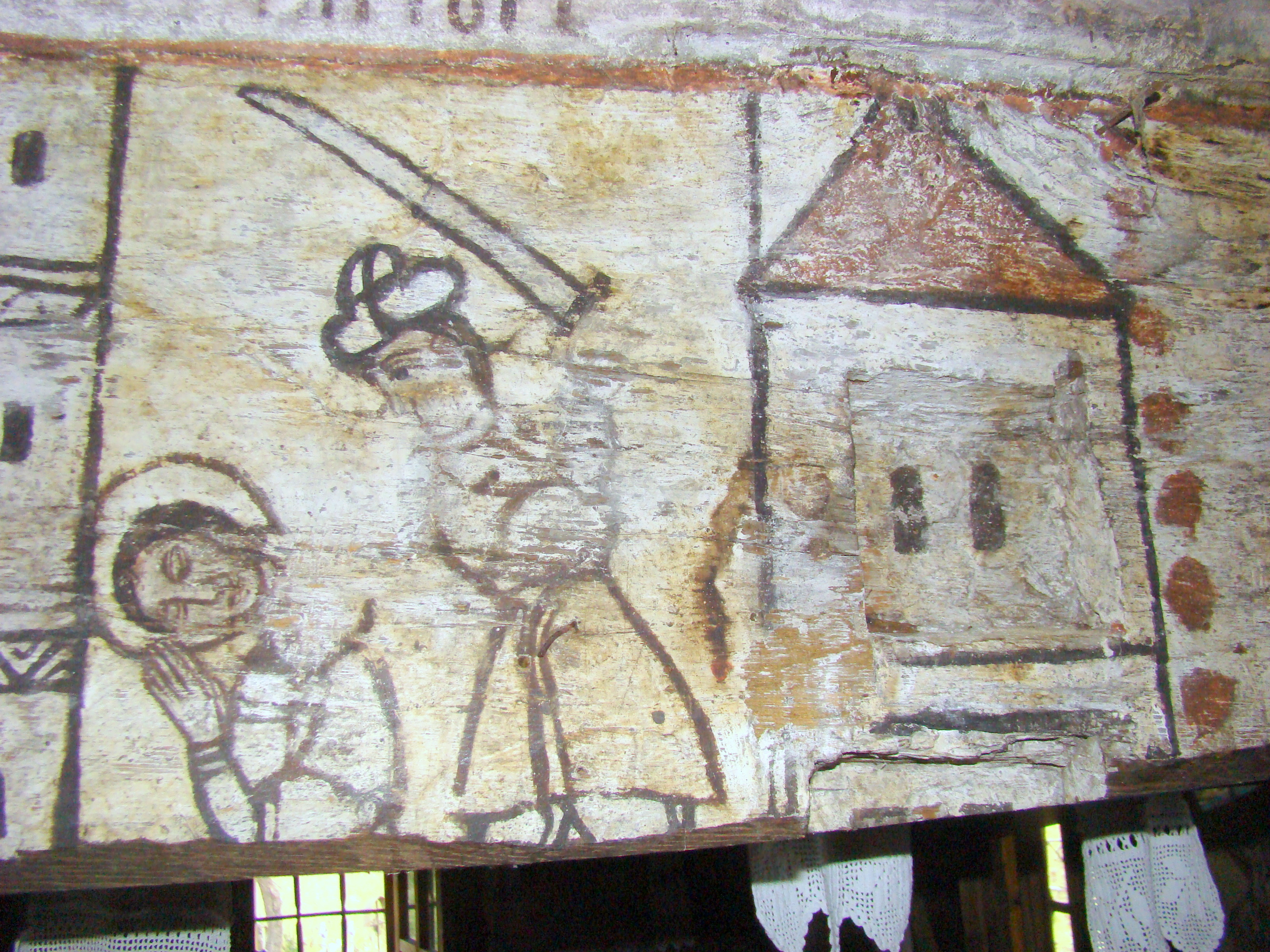
Decapitarea sf. Nestor
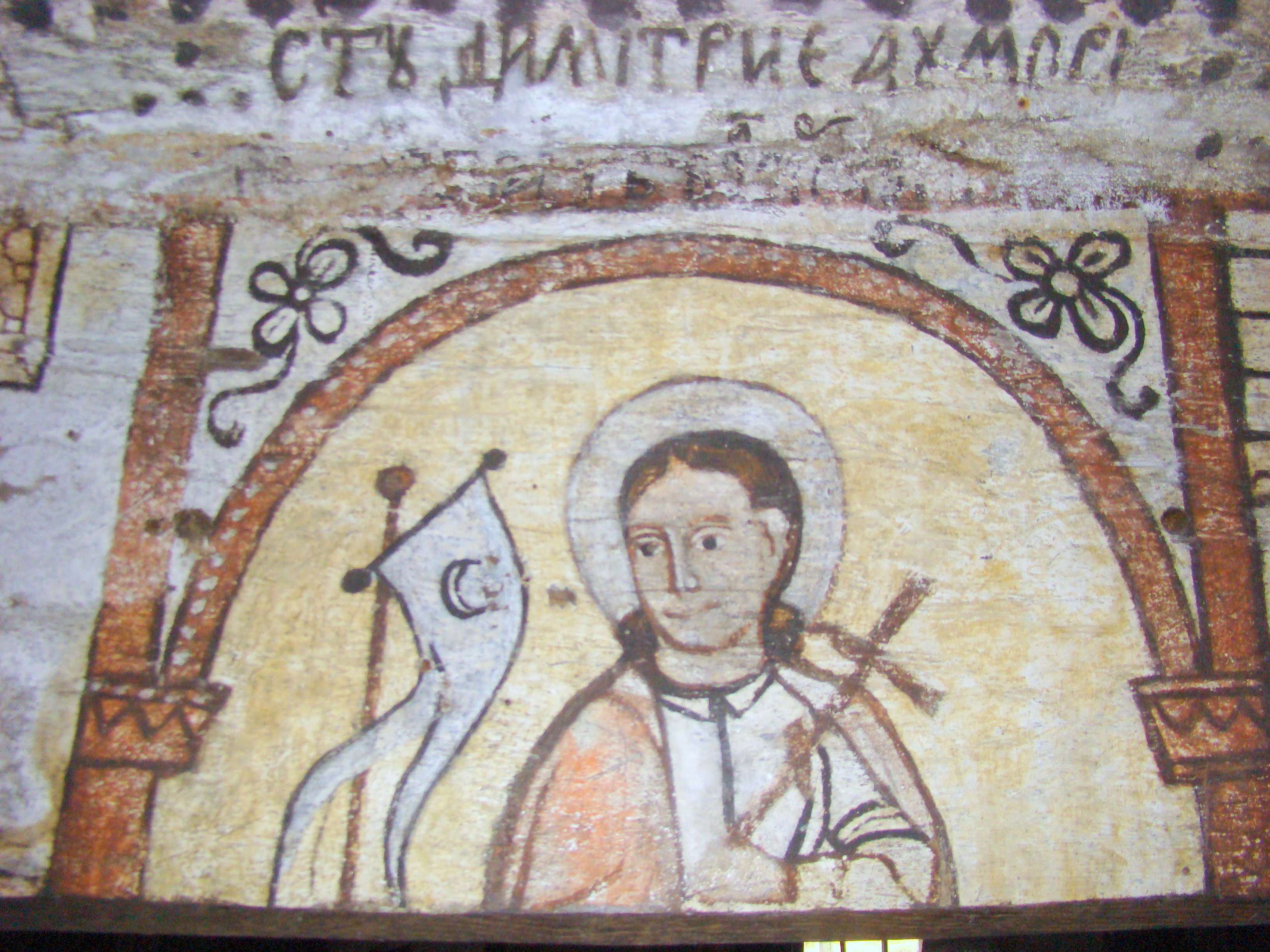
Sf. Dimitrie
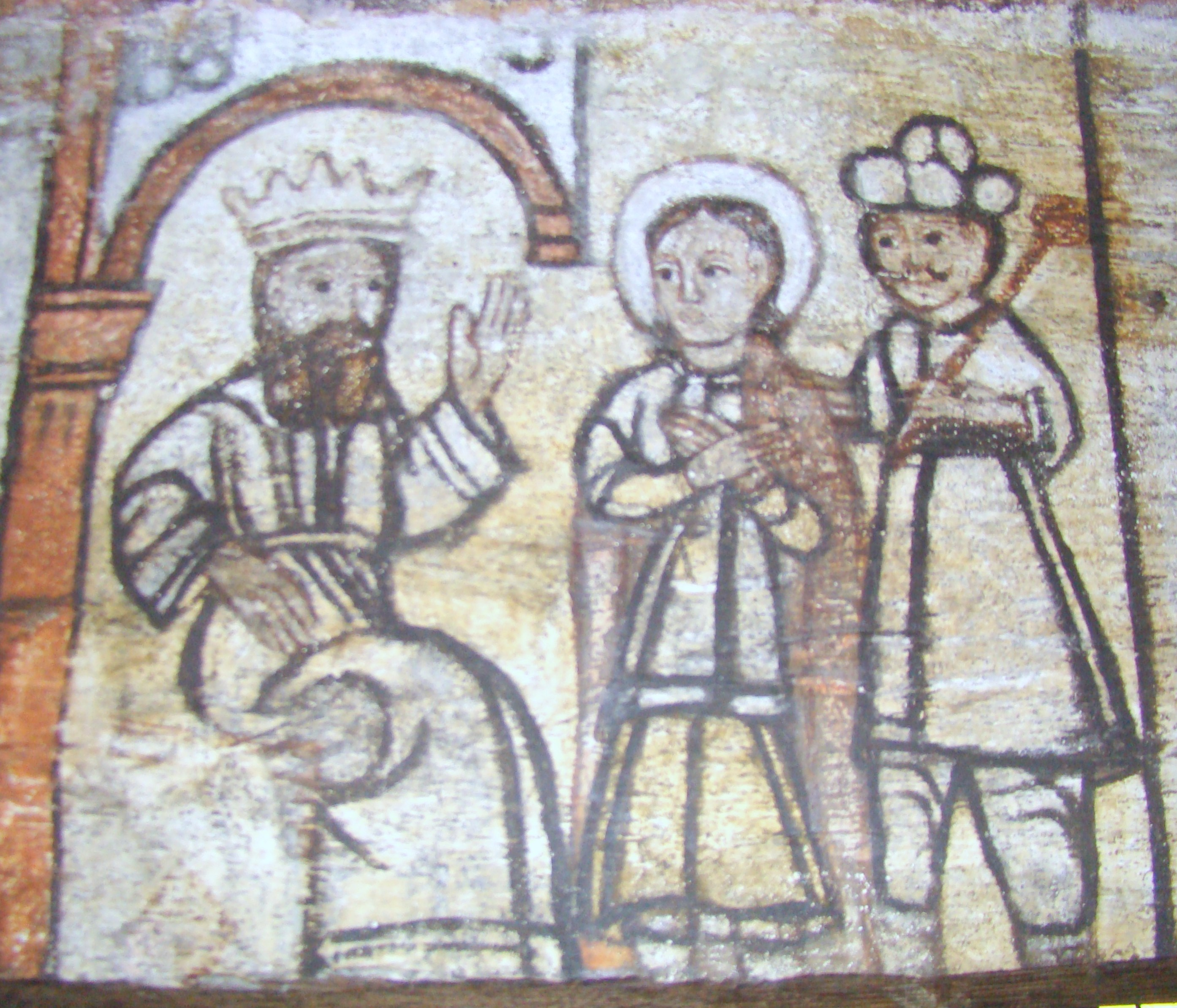
Judecarea Sf.Dimitrie
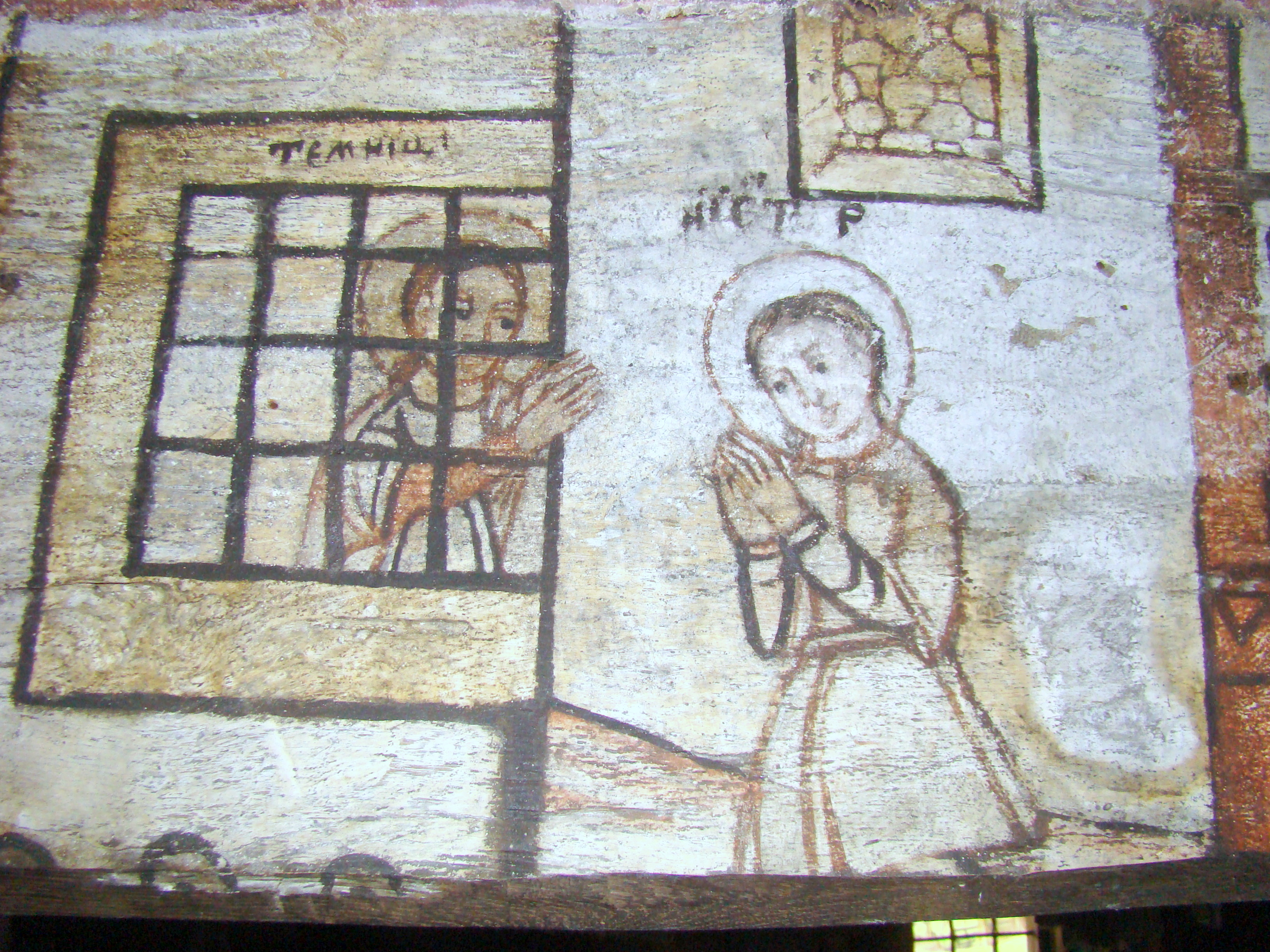
Sf. Dimitrie în închisoare îl binecuvântează pe Nestor
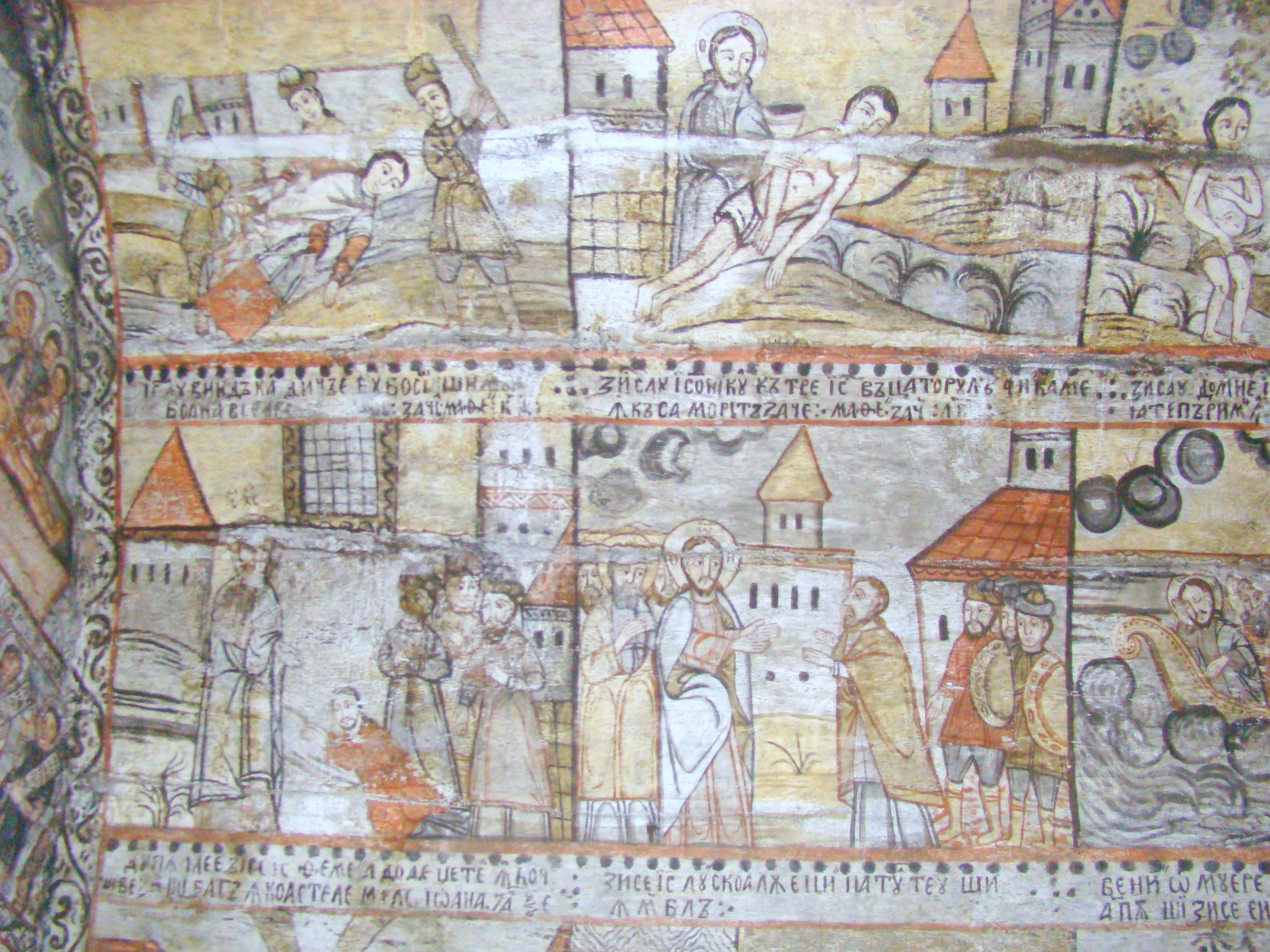
Naos (latura de sud)
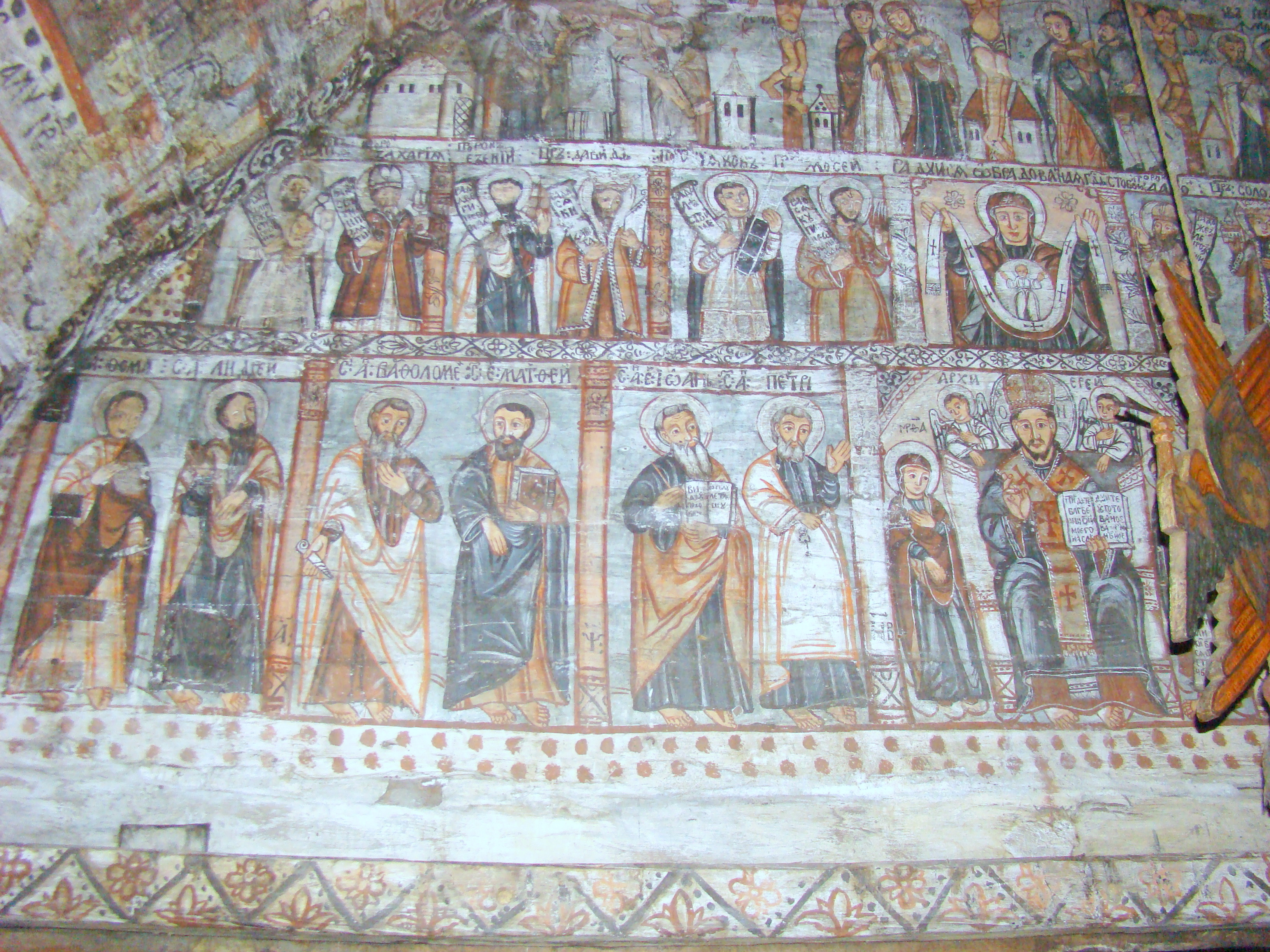
Catapeteasma (detaliu)
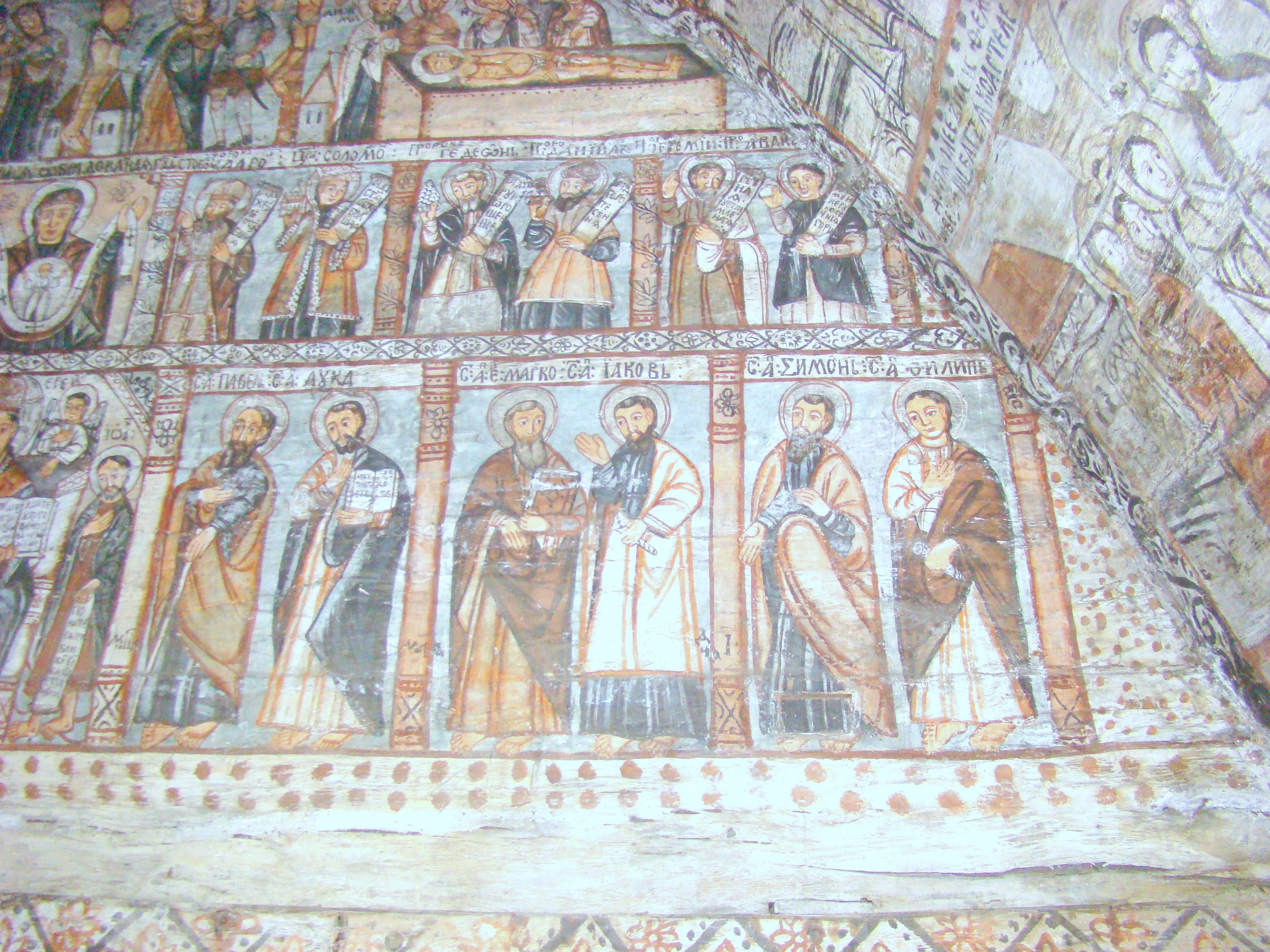
Catapeteasma (detaliu)
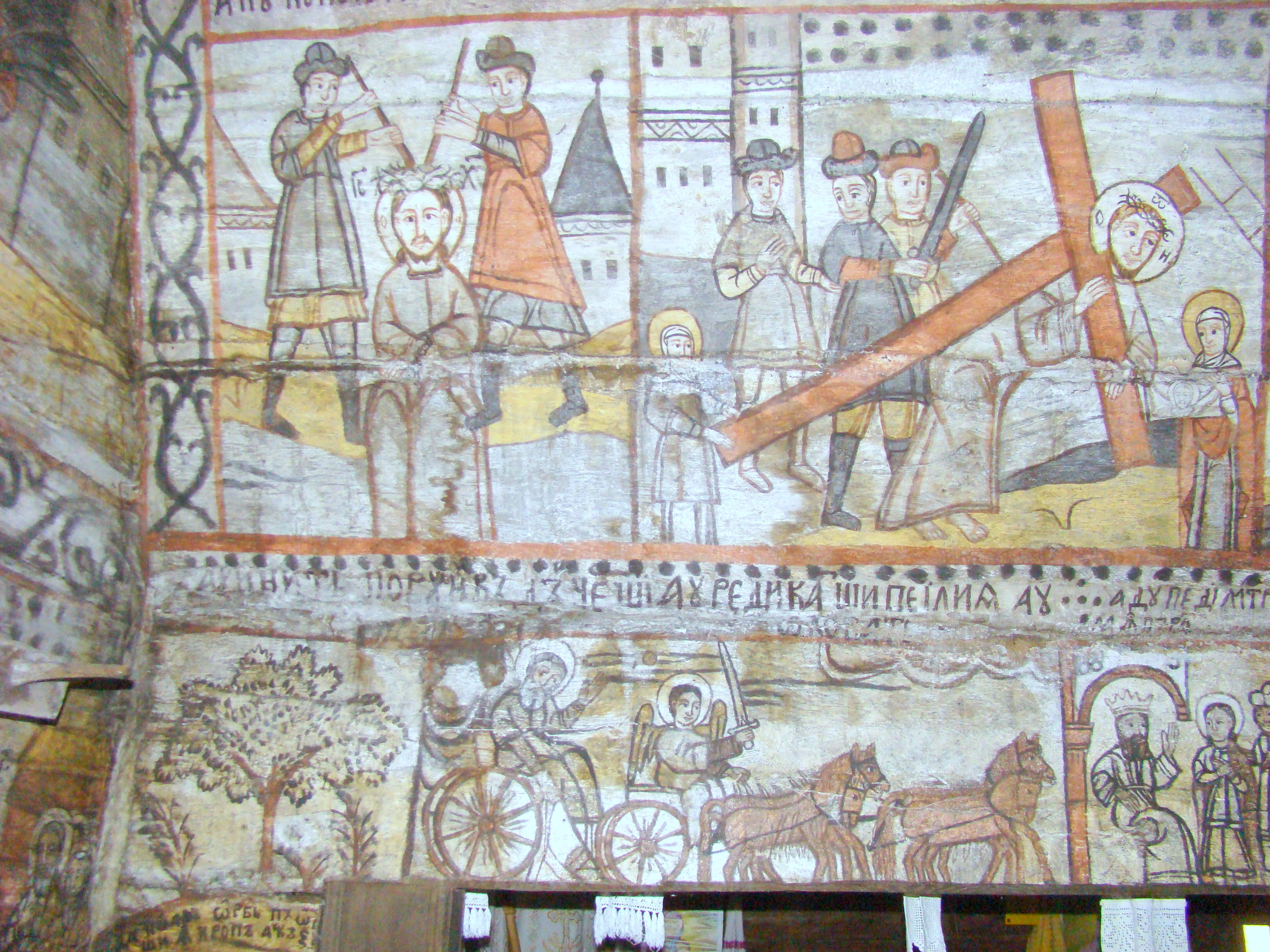
Naos (latura de nord)
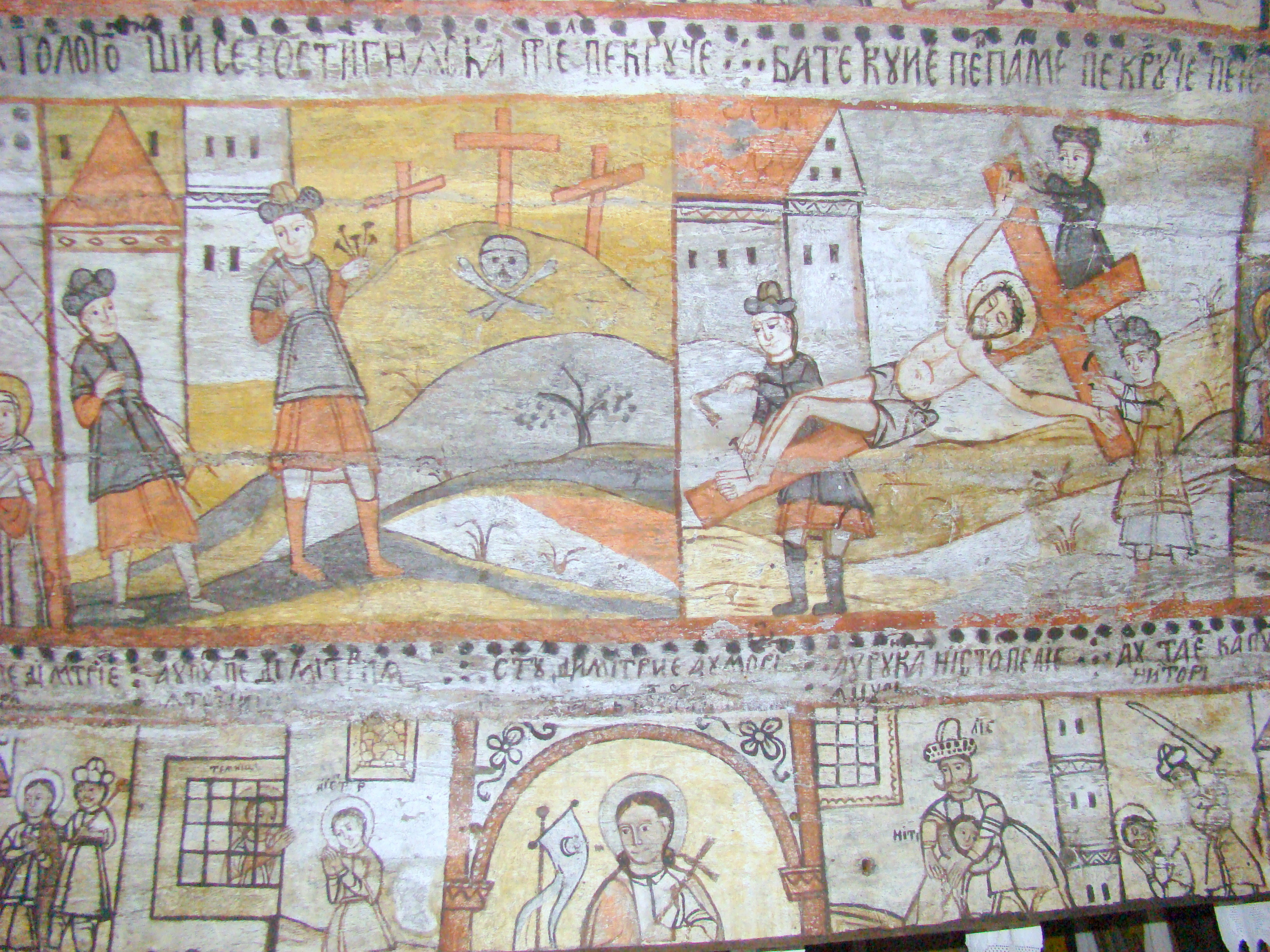
Naos (latura de nord)
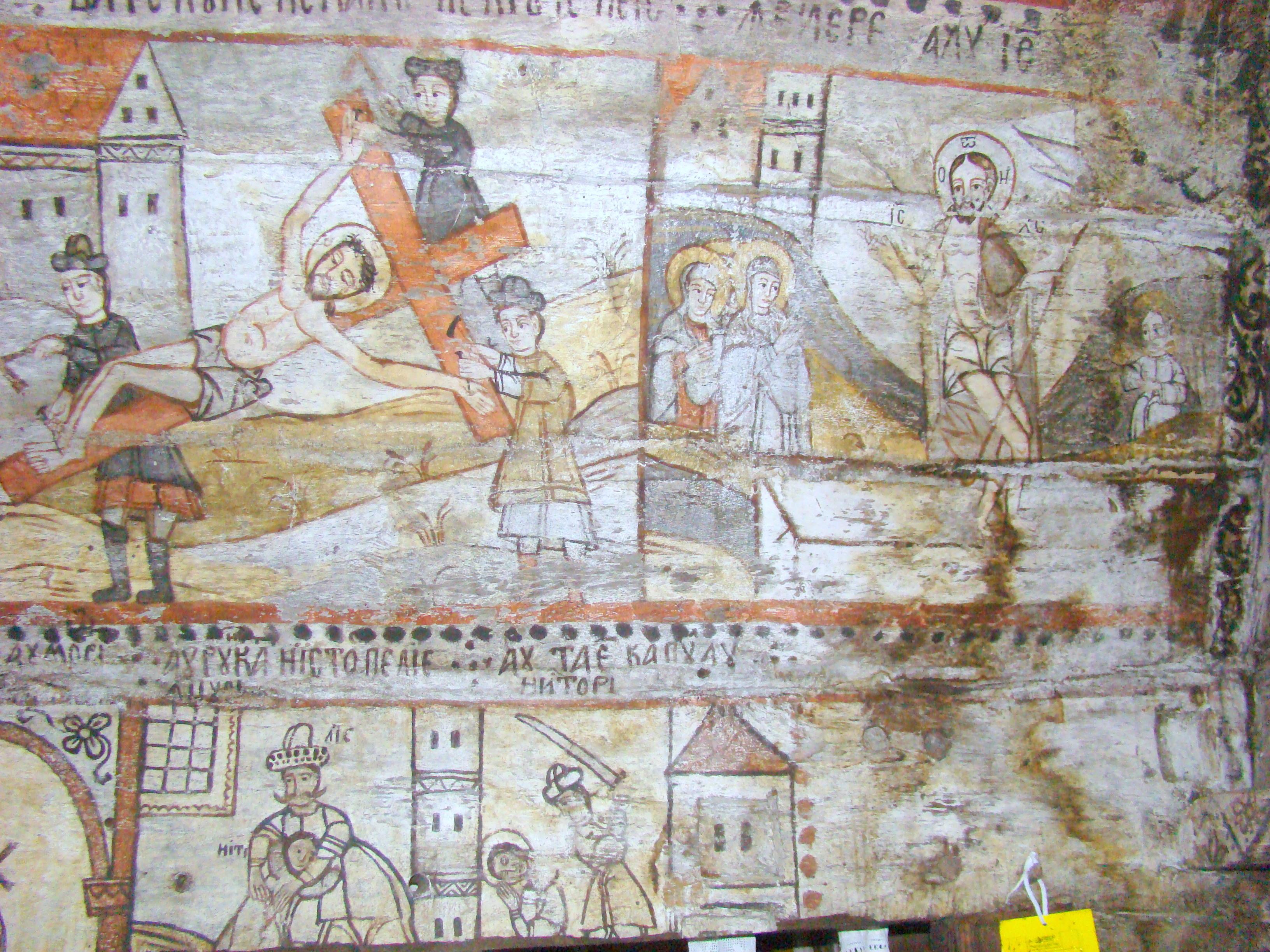
Naos (latura de nord): sus-Punerea pe cruce, Învierea
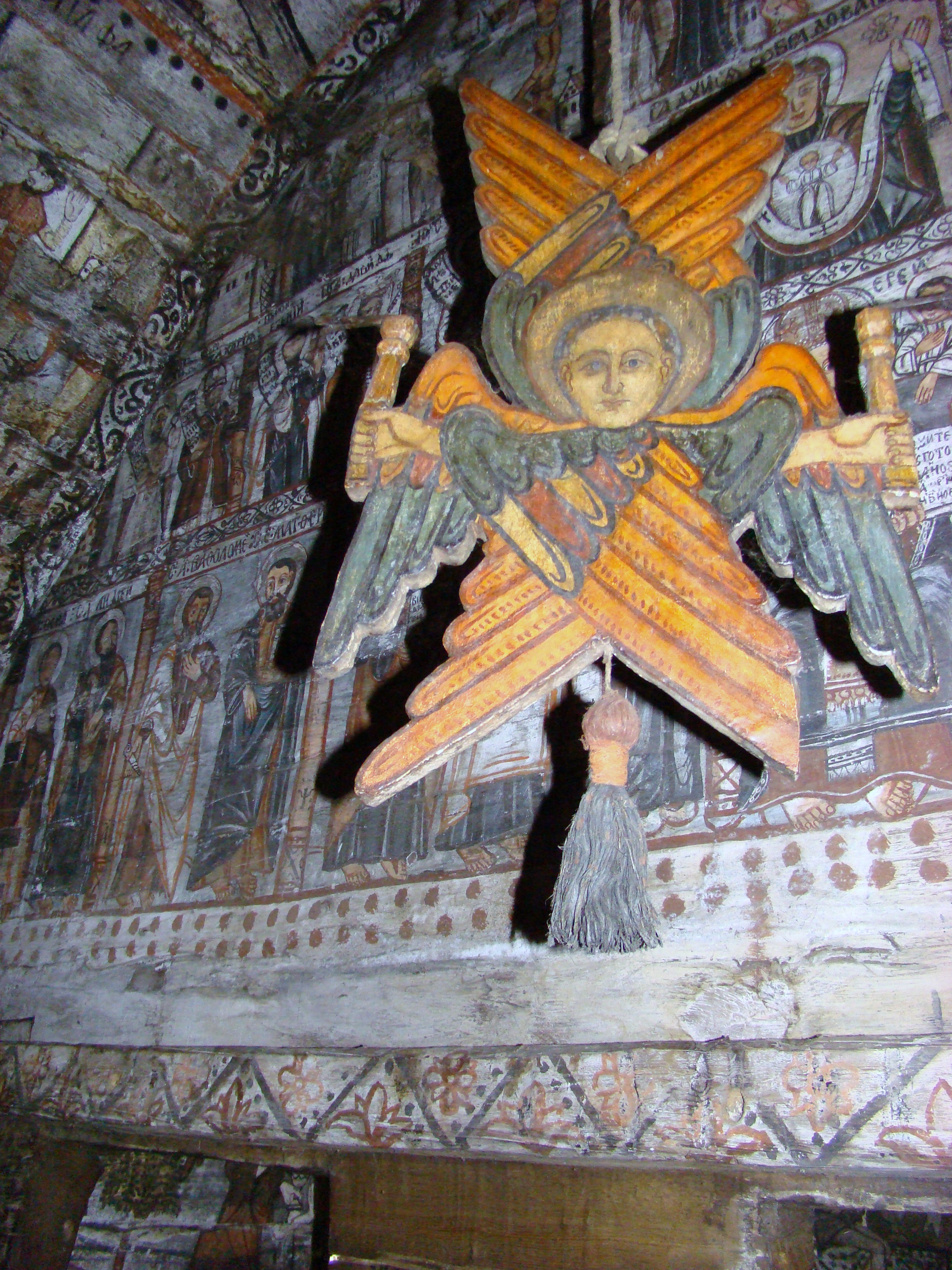
Catapeteasma (detaliu)
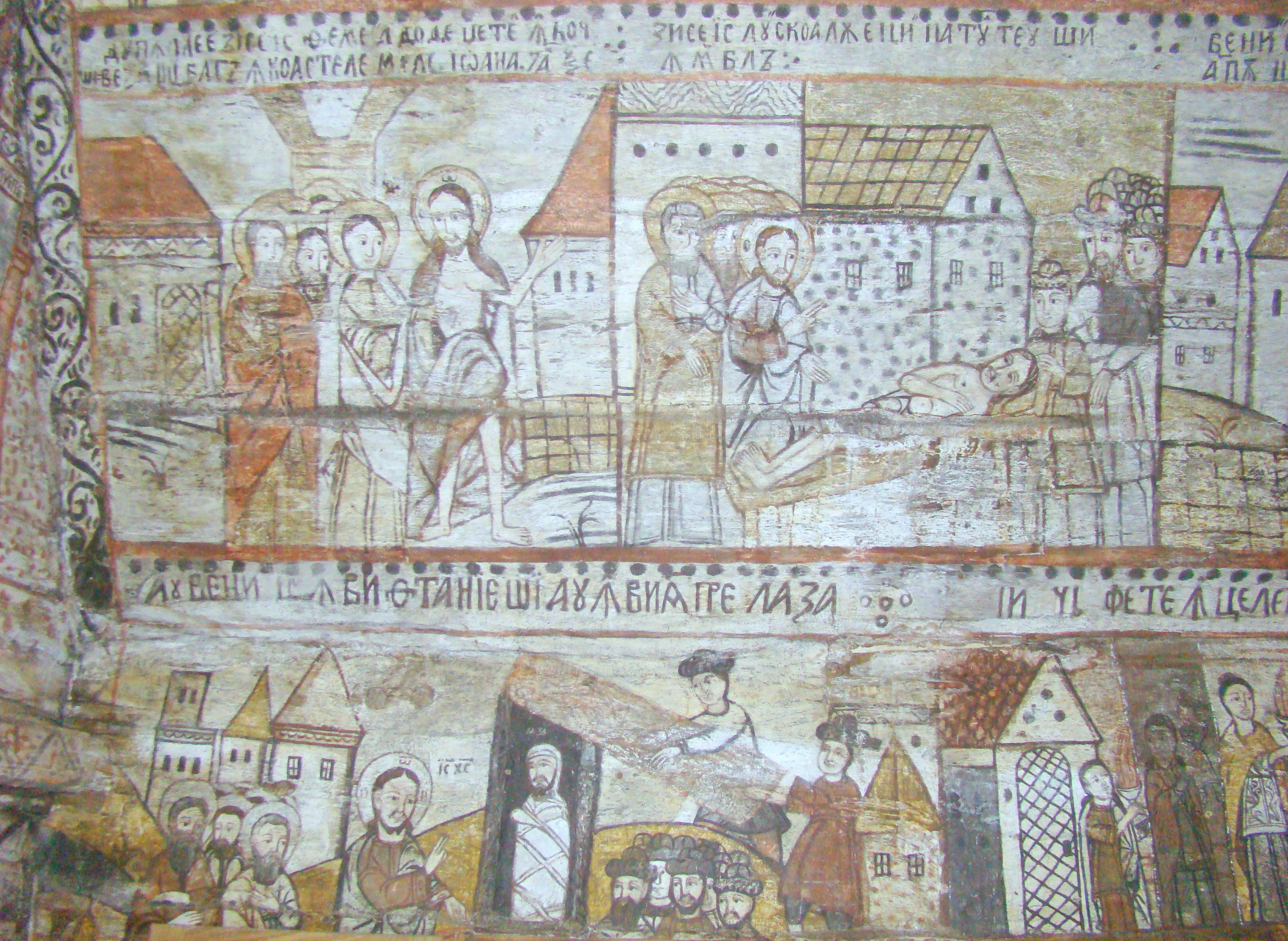
Naos (latura de sud): sus-Necredința lui Toma; jos- Învierea lui Lazăr
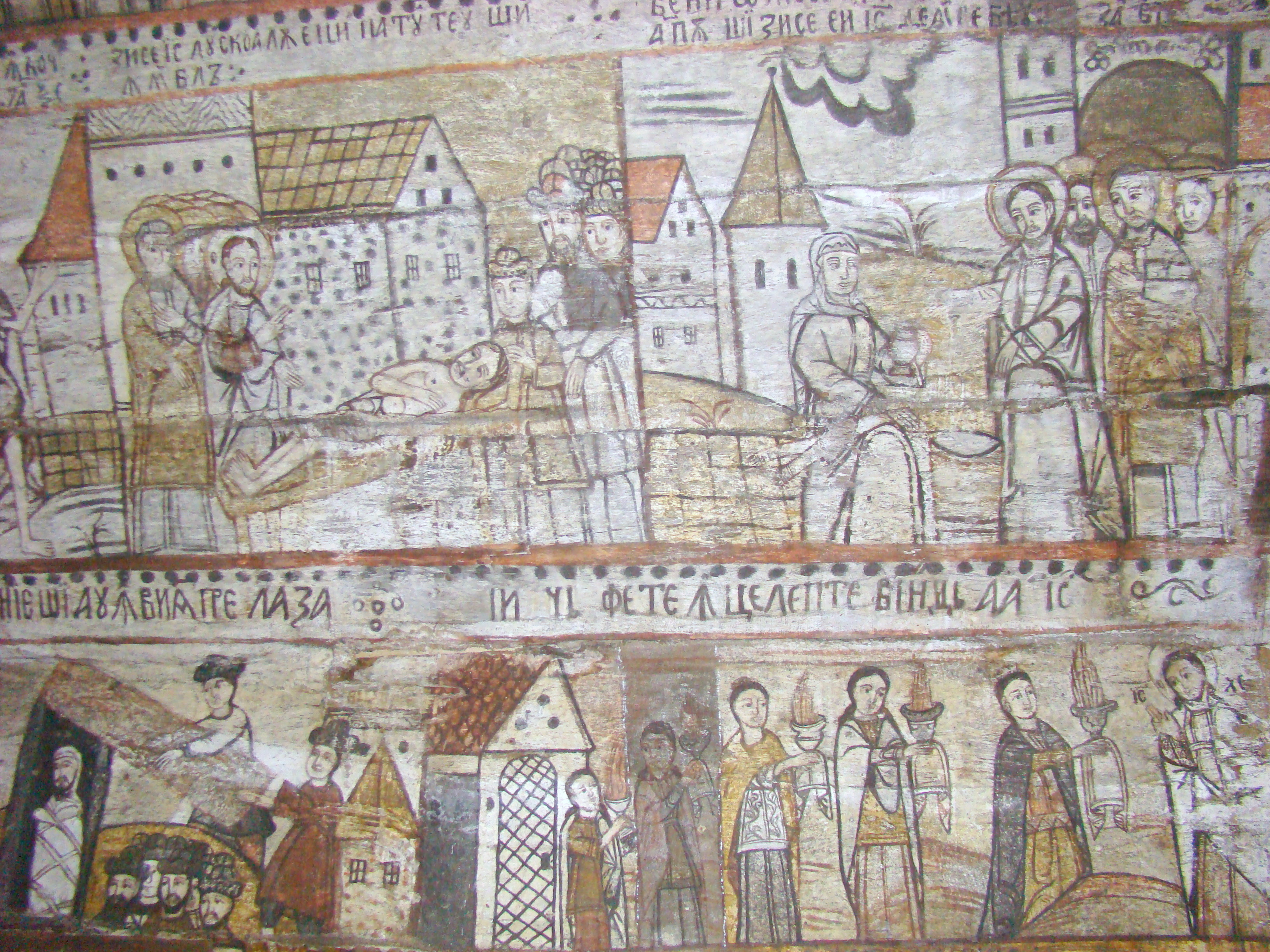
Naos (latura de sud): sus-Vindecarea slăbănogului, Iisus cu samarineanca la fântână; jos- Fecioarele înțelepte
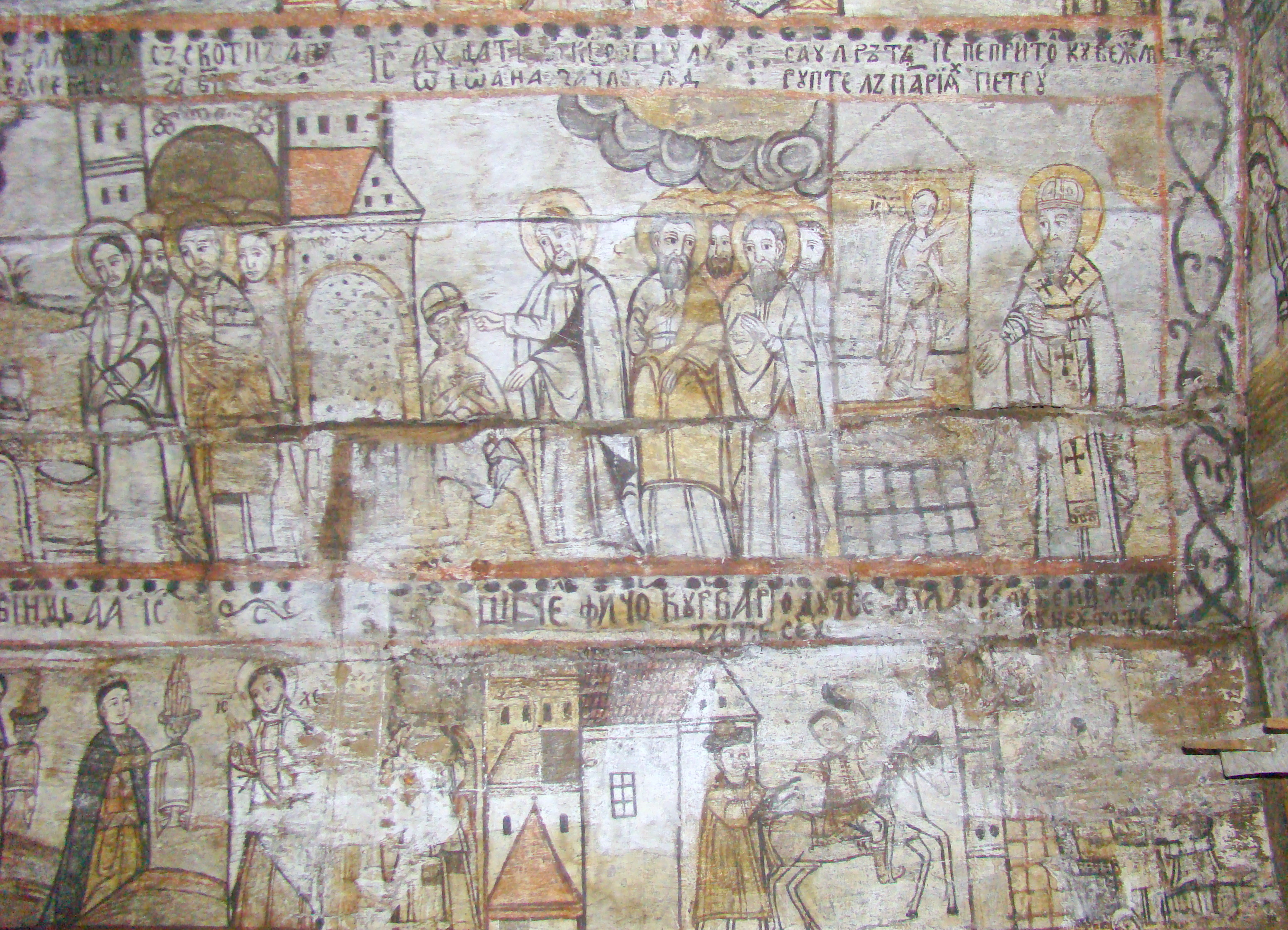
Naos (latura de sud): sus-Vindecarea orbului, Viziunea Sf. Petru din Alexandria; jos- Plecarea fiului risipitor
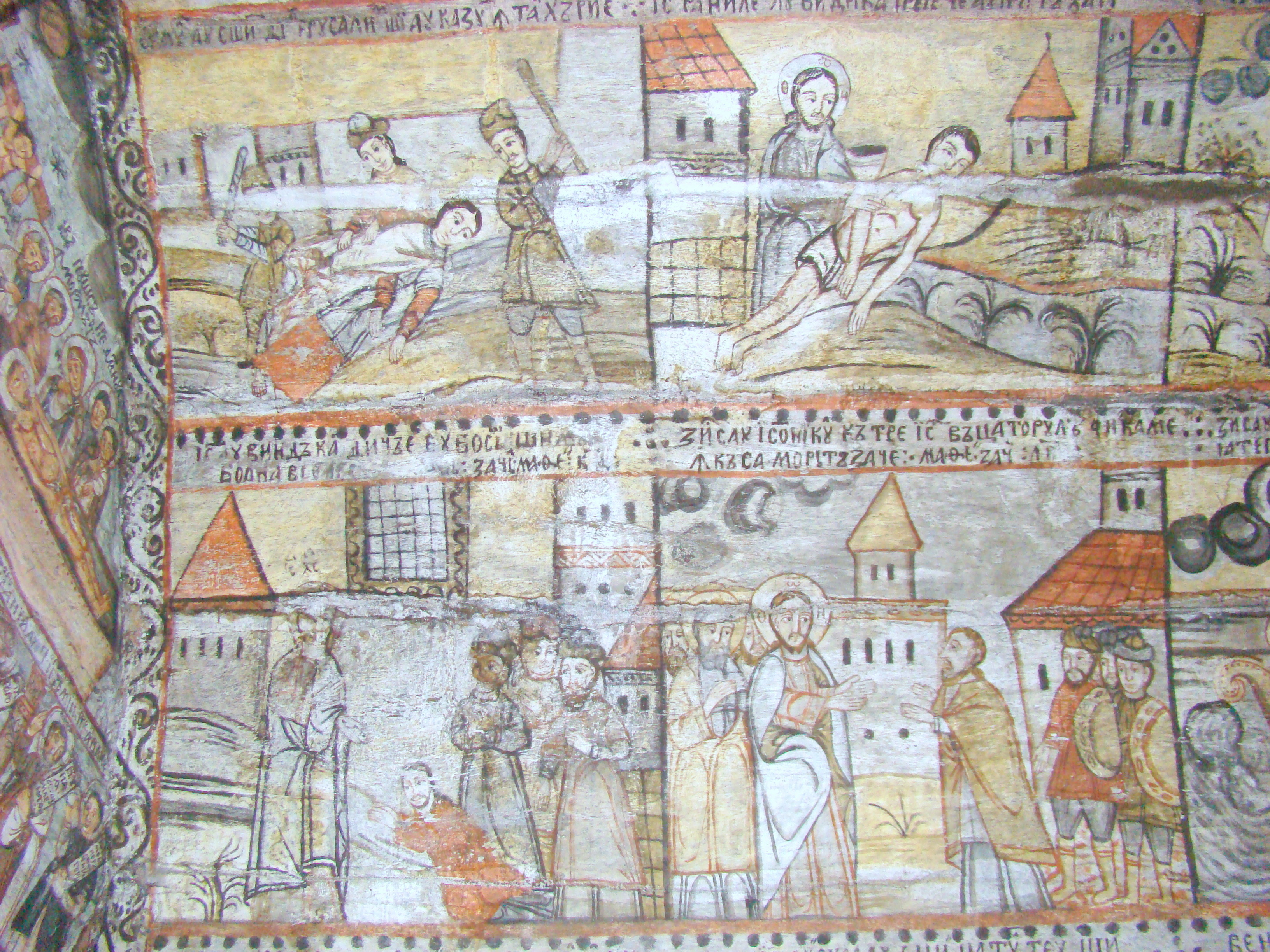
Naos (latura de sud)
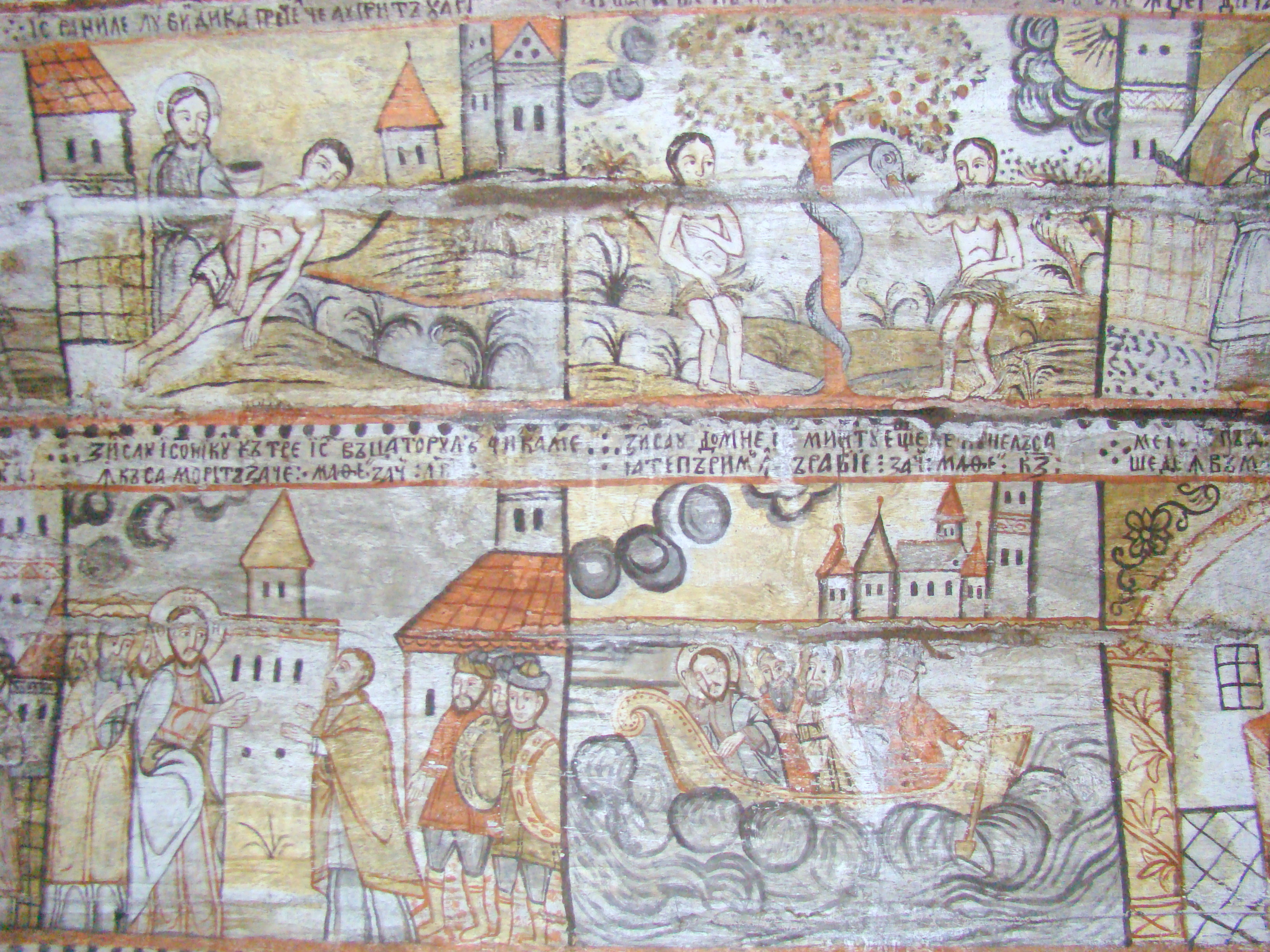
Naos (latura de sud)
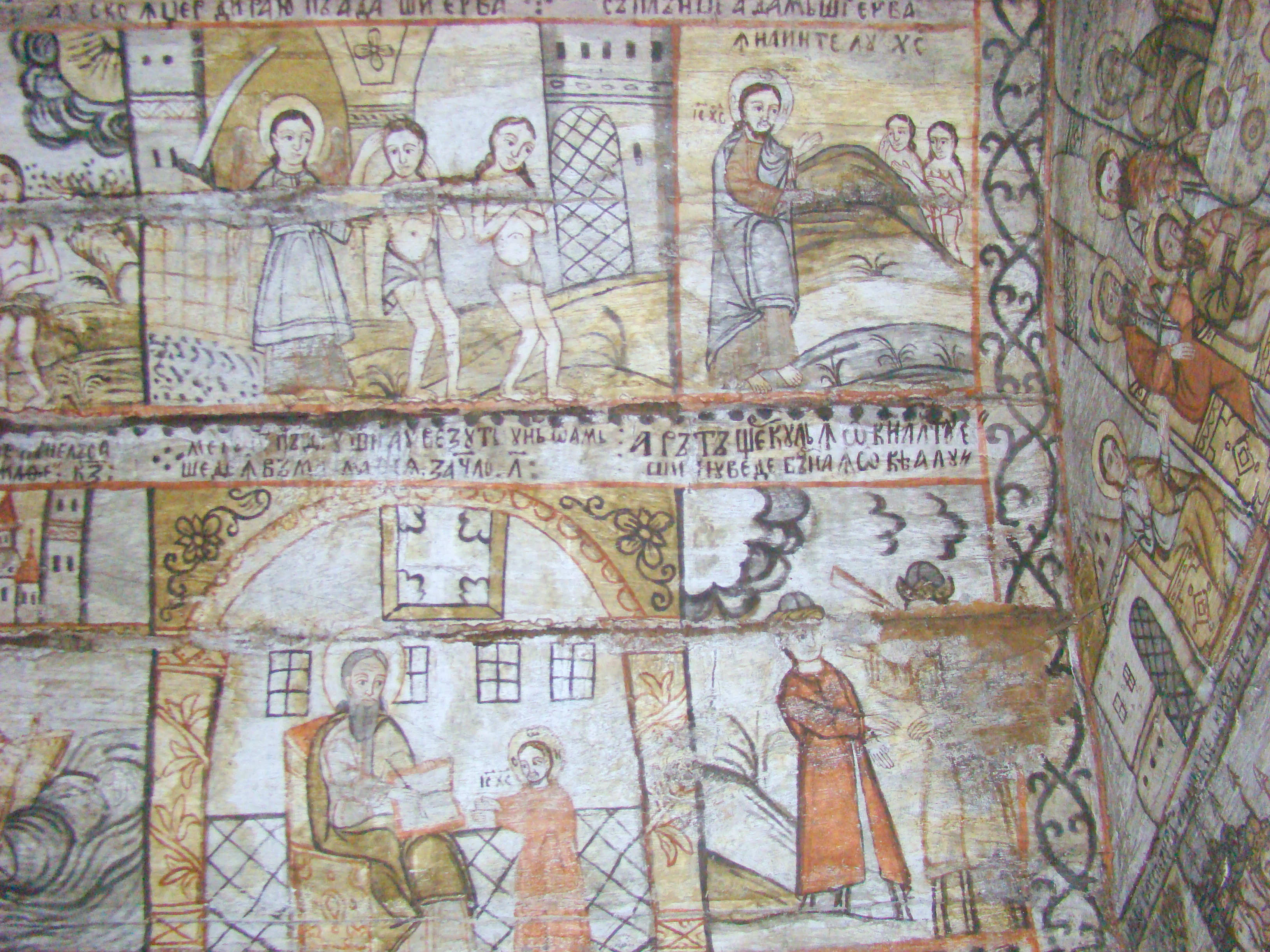
Naos (latura de sud)
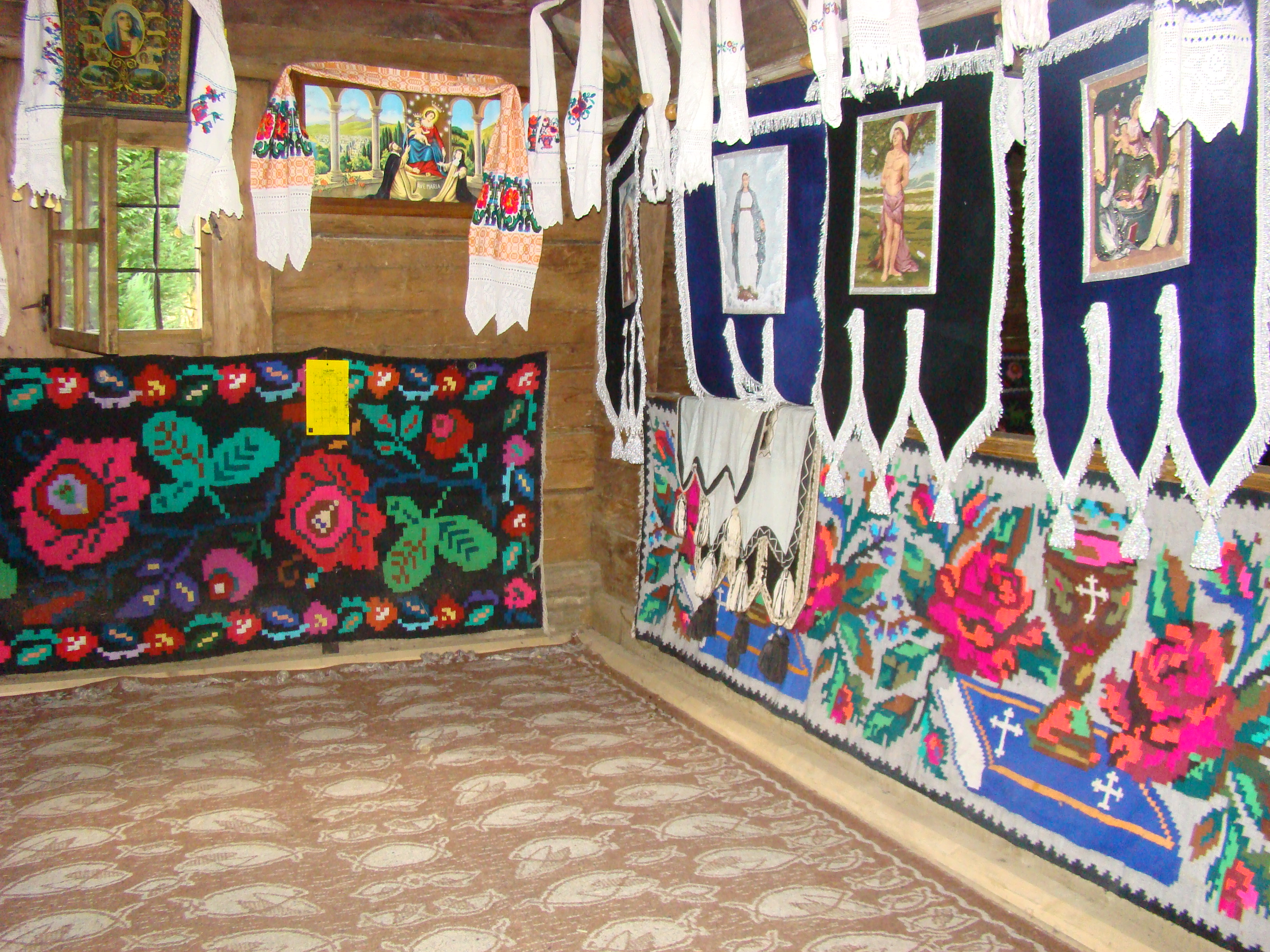
În pronaos
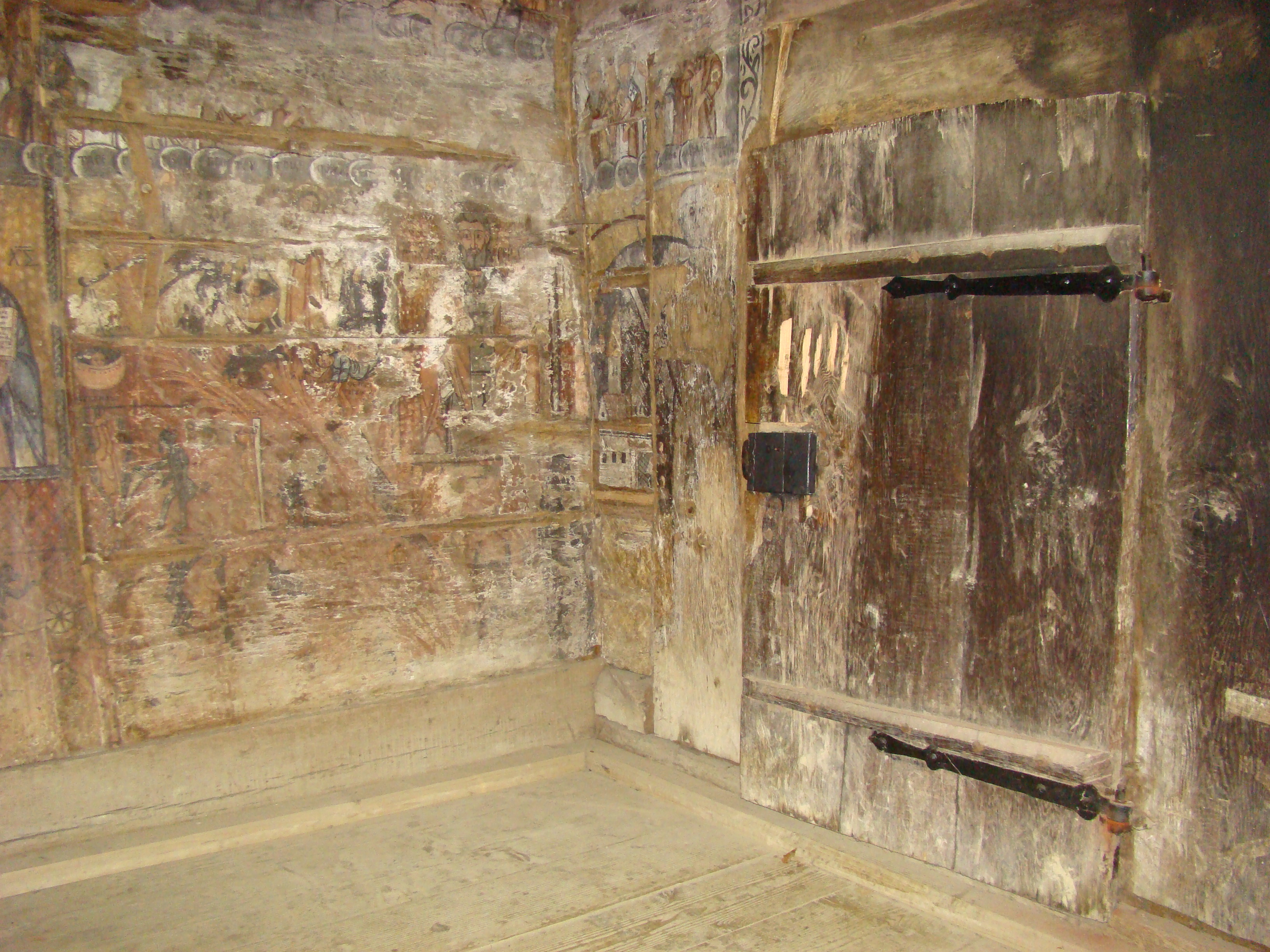
În pronaos
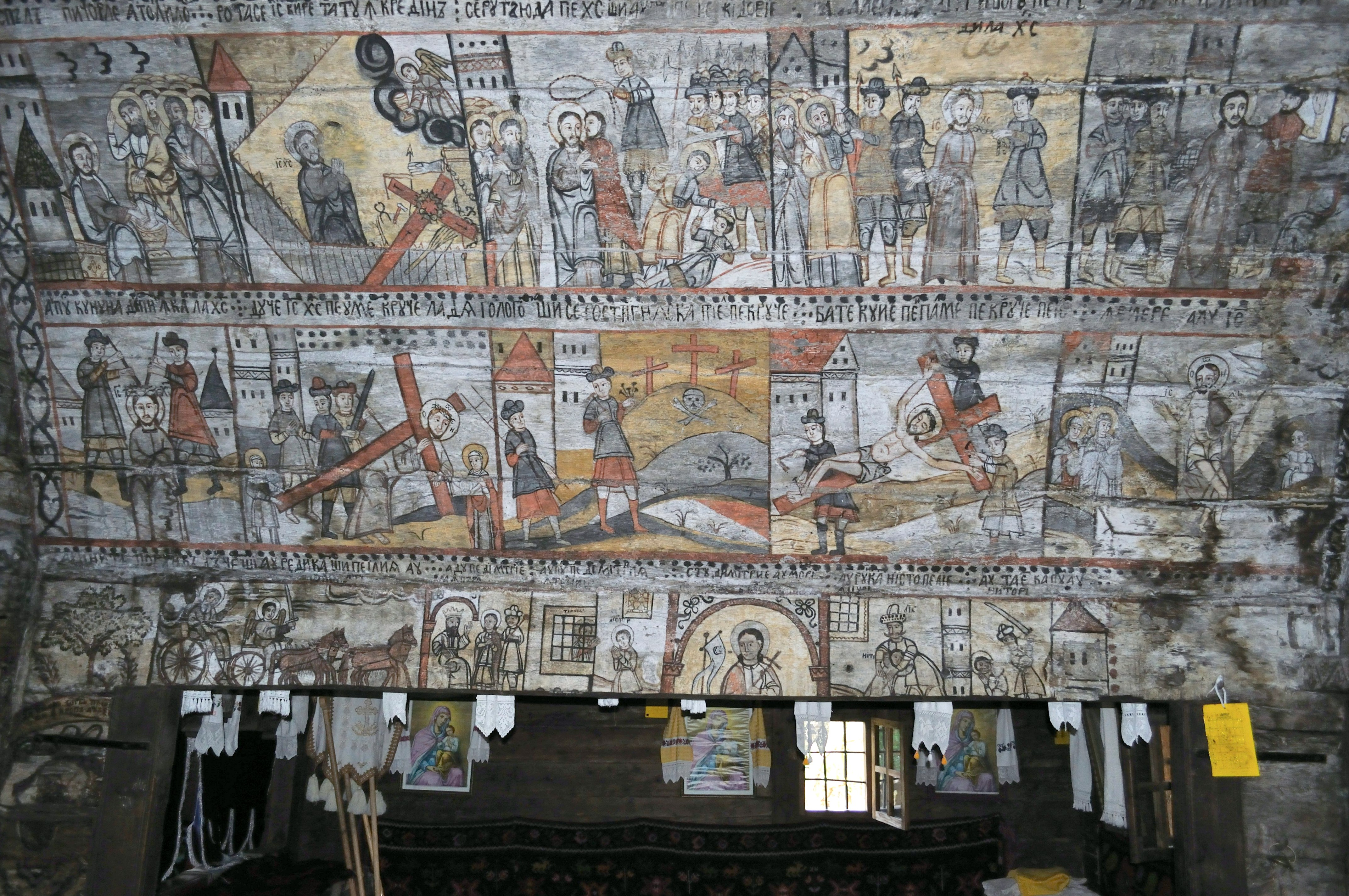
Naos: latura de nord
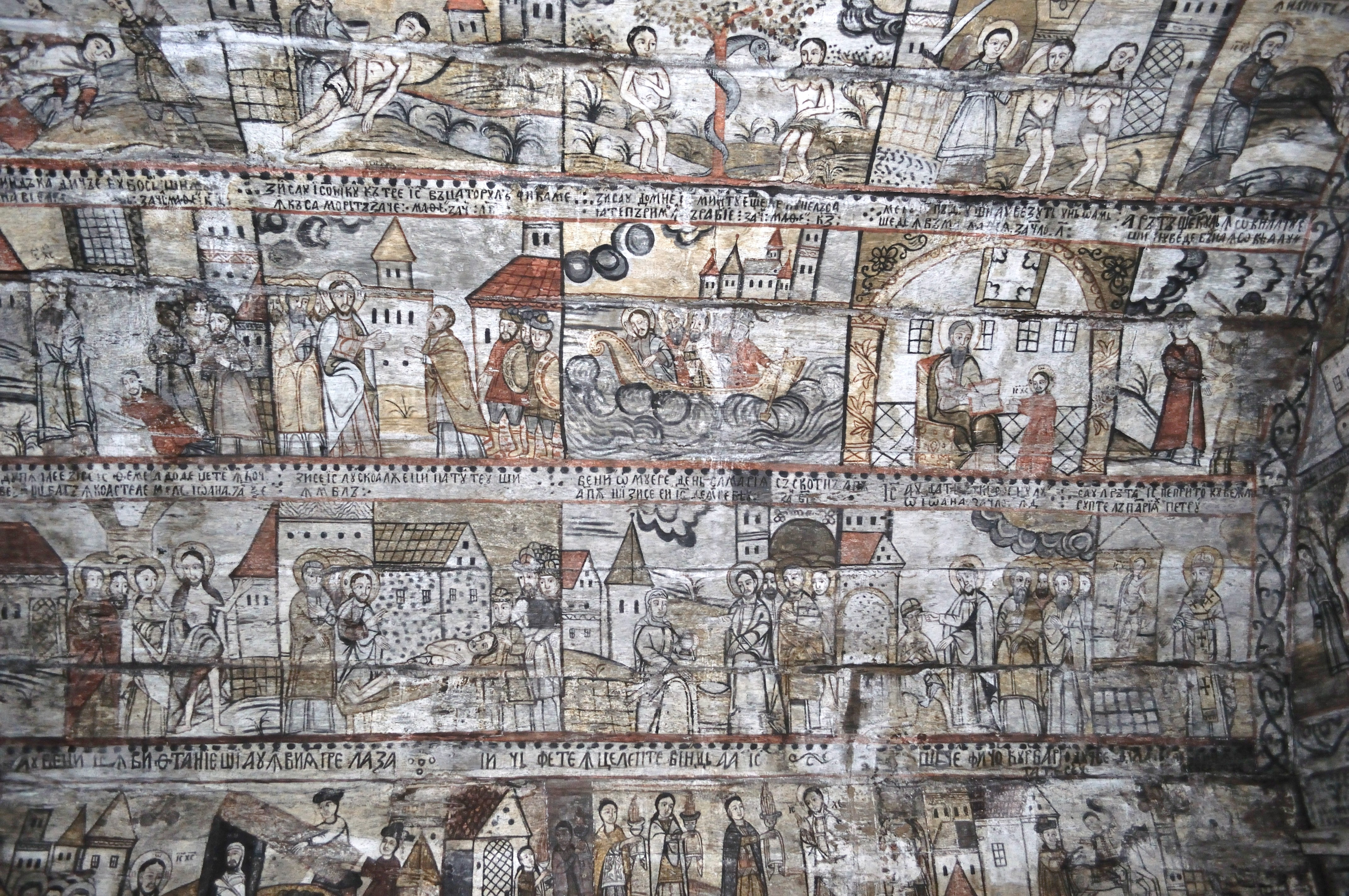
Naos: latura de sud
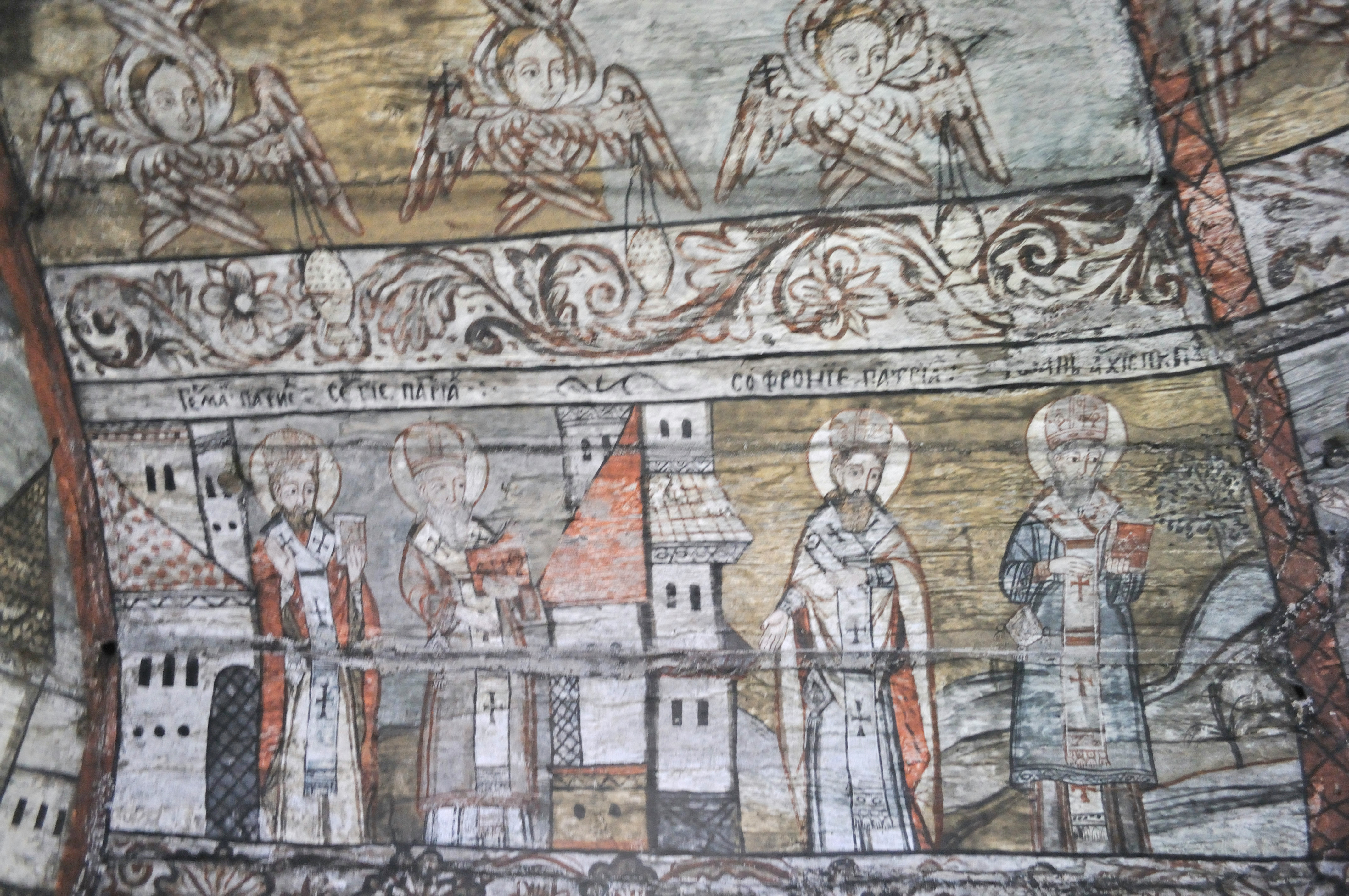
Pictura altarului: Teoria sfinților ierarhi
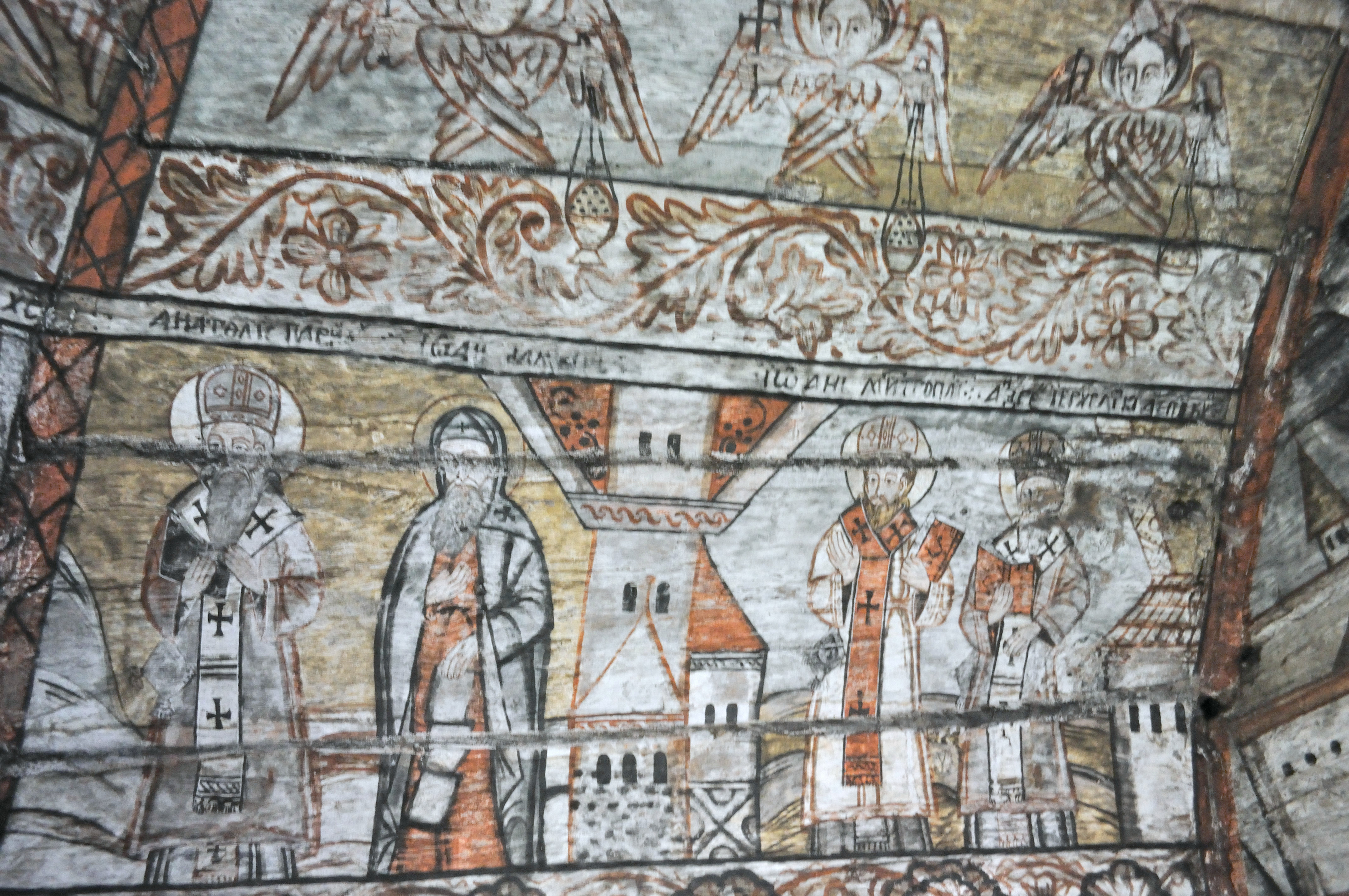
Pictura altarului: Teoria sfinților ierarhi
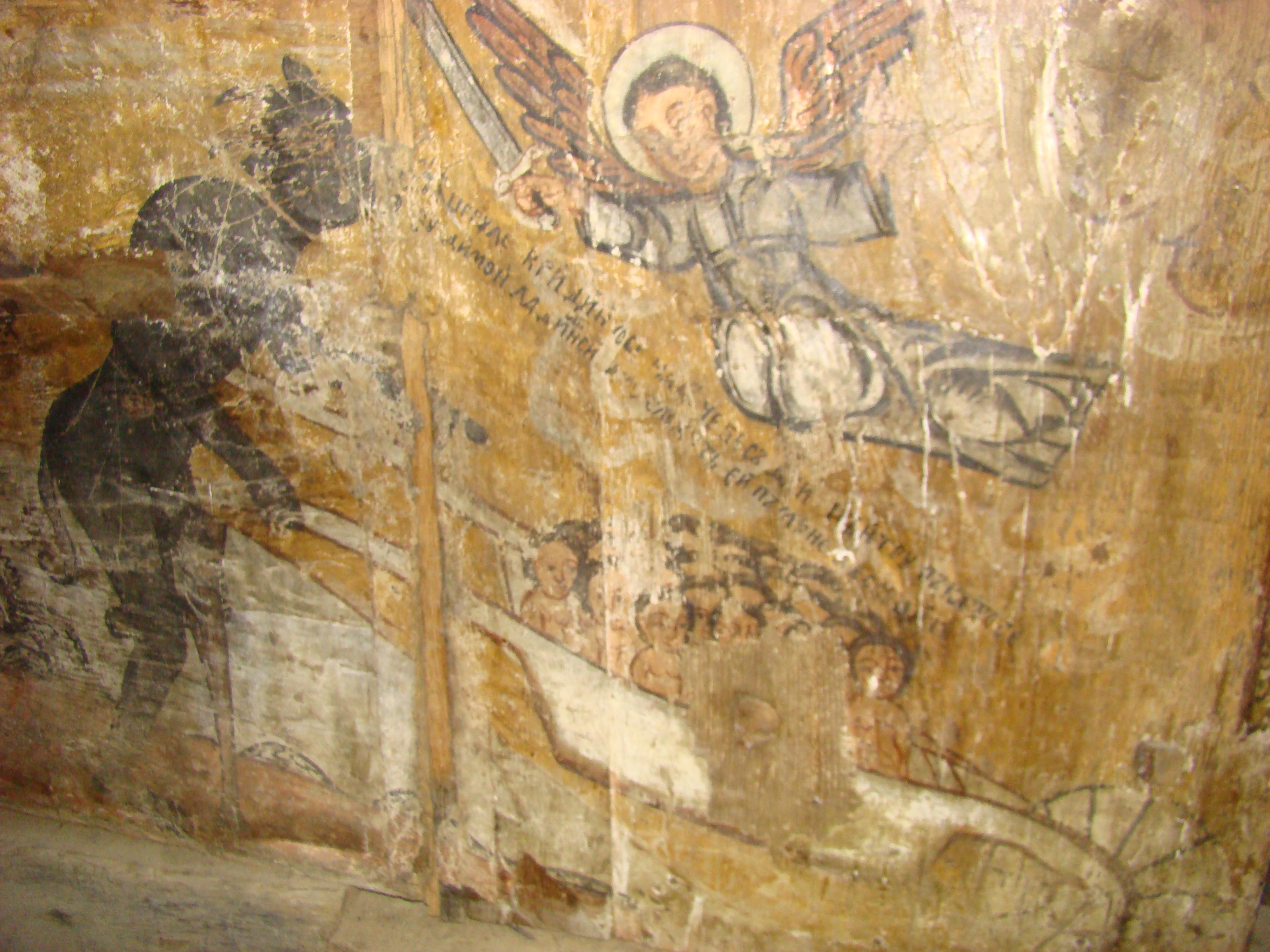
Diavol cu suflete în roabă și înger cu sabie
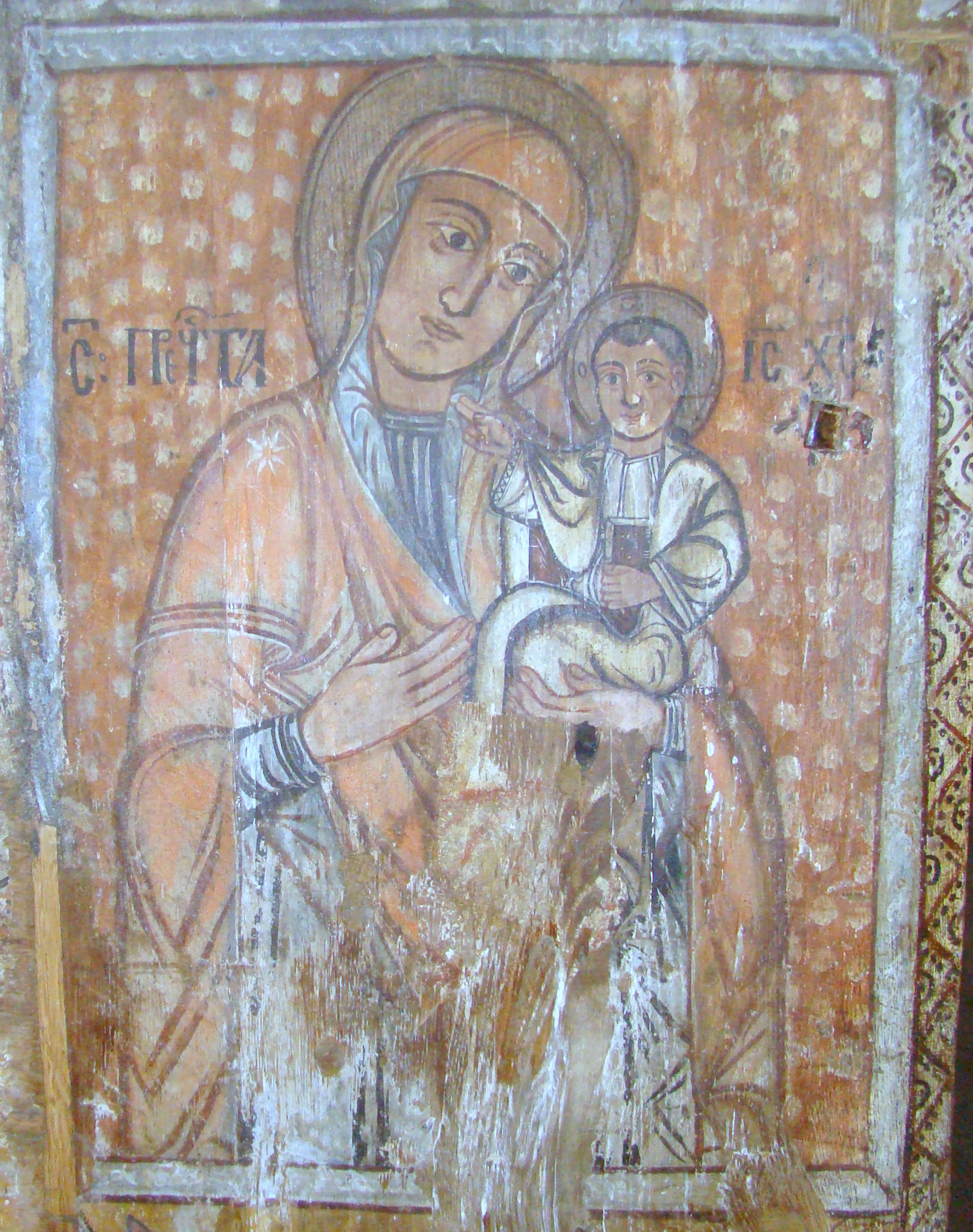
Icoana Maicii Domnului cu pruncul
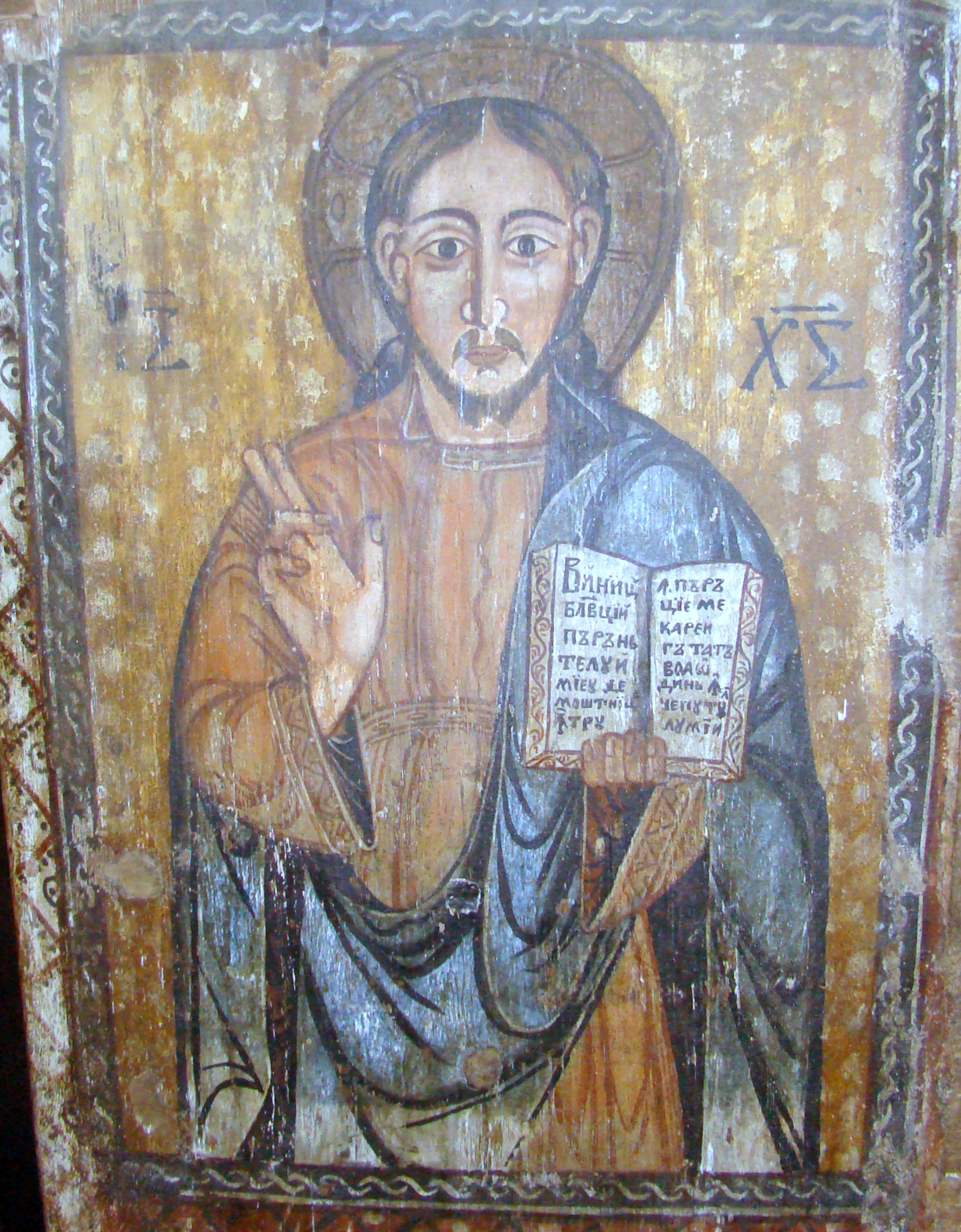
Icoana Iisus Hristos învățător